# Michelangelo Buonarroti
Michelangelo di Lodovico Buonarroti Simoni (Caprese, 6 de març del 1475 - Roma, 18 de febrer del 1564), també conegut simplement com a Michelangelo o, en català, com a Miquel Àngel, va ser un escultor, pintor, poeta, escriptor i arquitecte del Renaixement.
Durant més de setanta anys, feu el seu treball a Florència i Roma, que era on vivien els seus grans mecenes, la família Mèdici de Florència i els diferents Papes romans. Va ser el primer artista occidental al qual van publicar dues biografies en vida: 
- Le Vite de' più eccellenti pittori, scultori, ed architettori de Giorgio Vasari, publicada el 1550, en la primera edició de la qual fou l'únic artista viu inclòs.[2]
- Vita de Michelangelo Buonarroti, escrita per Ascanio Condivi el 1553, pintor i deixeble de Miquel Àngel, que recull dades facilitades per l'artista mateix.[3]

Va ser molt admirat pels seus contemporanis, que l'anomenaven el Diví. Benedetto Varchi, el 12 de febrer del 1560, li va enviar una carta en nom de tots els florentins: 
| « | …tota aquesta ciutat desitja submisament poder-vos veure i honorar-vos tant de prop com de lluny… La vostra excel·lència ens faria un gran favor si volgués alegrar i honorar amb la seva presència la seva pàtria. | » |

Va triomfar en totes les arts en què treballà. L'escultura, segons havia declarat, era la seva predilecta i la primera a la qual es va dedicar; a continuació, va dedicar-se a la pintura, quasi com una imposició de Juli II, i que es va concretar en una obra excepcional que magnifica la volta de la capella Sixtina; i en els seus darrers anys va dissenyar projectes arquitectònics. Com que era molt perfeccionista, si trobava el més petit defecte en una de les seves obres, les considerava un desastre.

## Biografia

### Família
Miquel Àngel va néixer el 6 de març del 1475 a Caprese, una vila de la Toscana prop d'Arezzo. Va ser el segon de cinc fills, tots mascles, de Lodovico di Leonardo di Buonarroti di Simoni i de Francesca di Neri del Miniato di Siena. La seva mare va morir el 1481, quan Miquel Àngel tenia sis anys. La família Buonarroti Simone vivia a Florència des de feia més de tres-cents anys i havien pertangut al partit dels güelfs, molts dels quals havien ocupat càrrecs públics. La decadència econòmica va començar amb l'avi de l'artista, i el seu pare, que havia fracassat en l'intent de mantenir la posició social de la família, vivia de feines governamentals ocasionals, com la de corregidor de Caprese en l'època en què va néixer Miquel Àngel. Retornaren a Florència, on vivien d'unes petites rendes procedents d'una pedrera de marbre i una petita finca que tenien a Settignano, poble on Miquel Àngel havia viscut durant la llarga malaltia i mort de la seva mare; allà va viure amb la família d'un picapedrer.

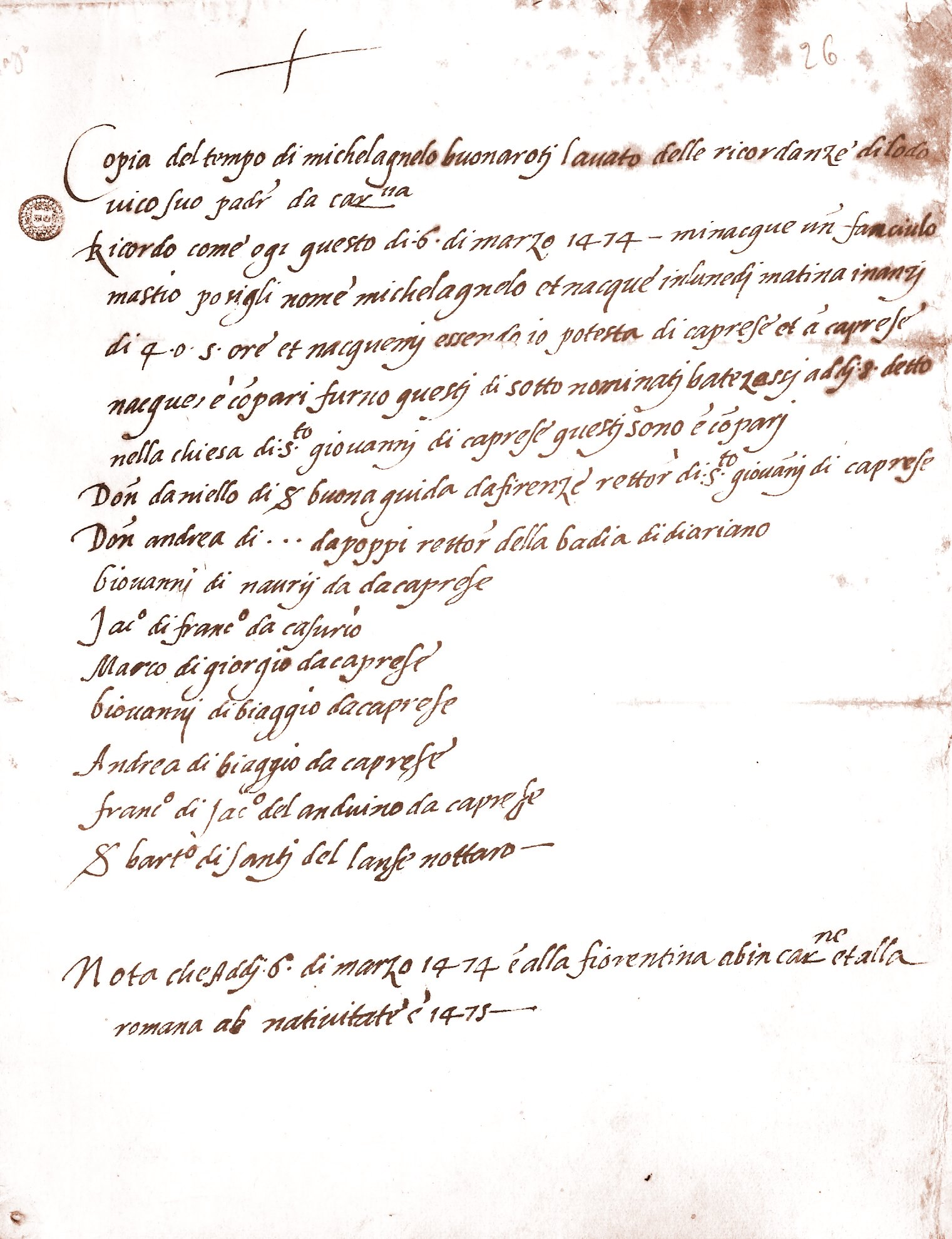
Còpia del document del naixement i bateig de Miquel Àngel a Caprese Michelangelo (casa Buonarroti, Florència)

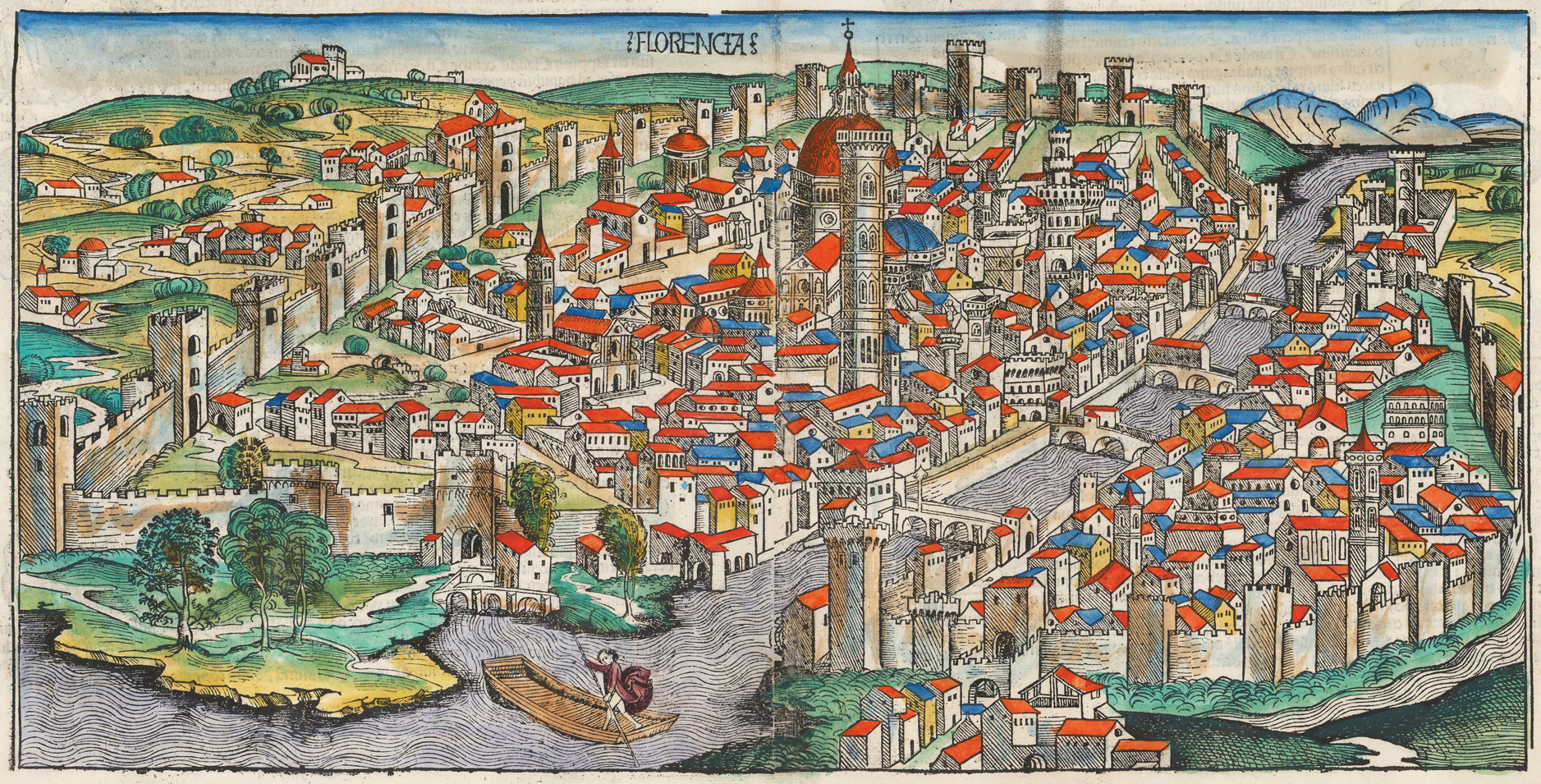
Vista de Florència, segons un gravat del Liber chronicarum (1493), en els primers anys de Miquel Àngel

Miquel Àngel volia ser artista, i quan li va dir al seu pare que desitjava seguir el camí de l'art van tenir moltes discussions, ja que en aquella època era un ofici poc reconegut; Ludovico di Leonardo considerava que aquella feina no era digna del prestigi del seu llinatge. Gràcies a la seva ferma decisió i, malgrat la seva joventut, va aconseguir convèncer-lo perquè li deixés seguir la seva gran inclinació artística que, segons Miquel Àngel, li venia ja de la dida que havia tingut, la dona d'un picapedrer. D'ella va comentar: «Juntament amb la llet de la meva dida, vaig mamar també les escarpres i els martells amb què després he esculpit les meves figures".
Va mantenir bones relacions familiars al llarg de tota la seva vida. Quan el seu germà gran Leonardo es va fer frare dominicà a Pisa, va assumir la responsabilitat en la direcció de la família. Va tenir cura del patrimoni dels Buonarroti i el va ampliar amb la compra de cases i terrenys, i va concertar el matrimoni dels seus nebots Francesca i Leonardo amb bones famílies de Florència.

### Formació

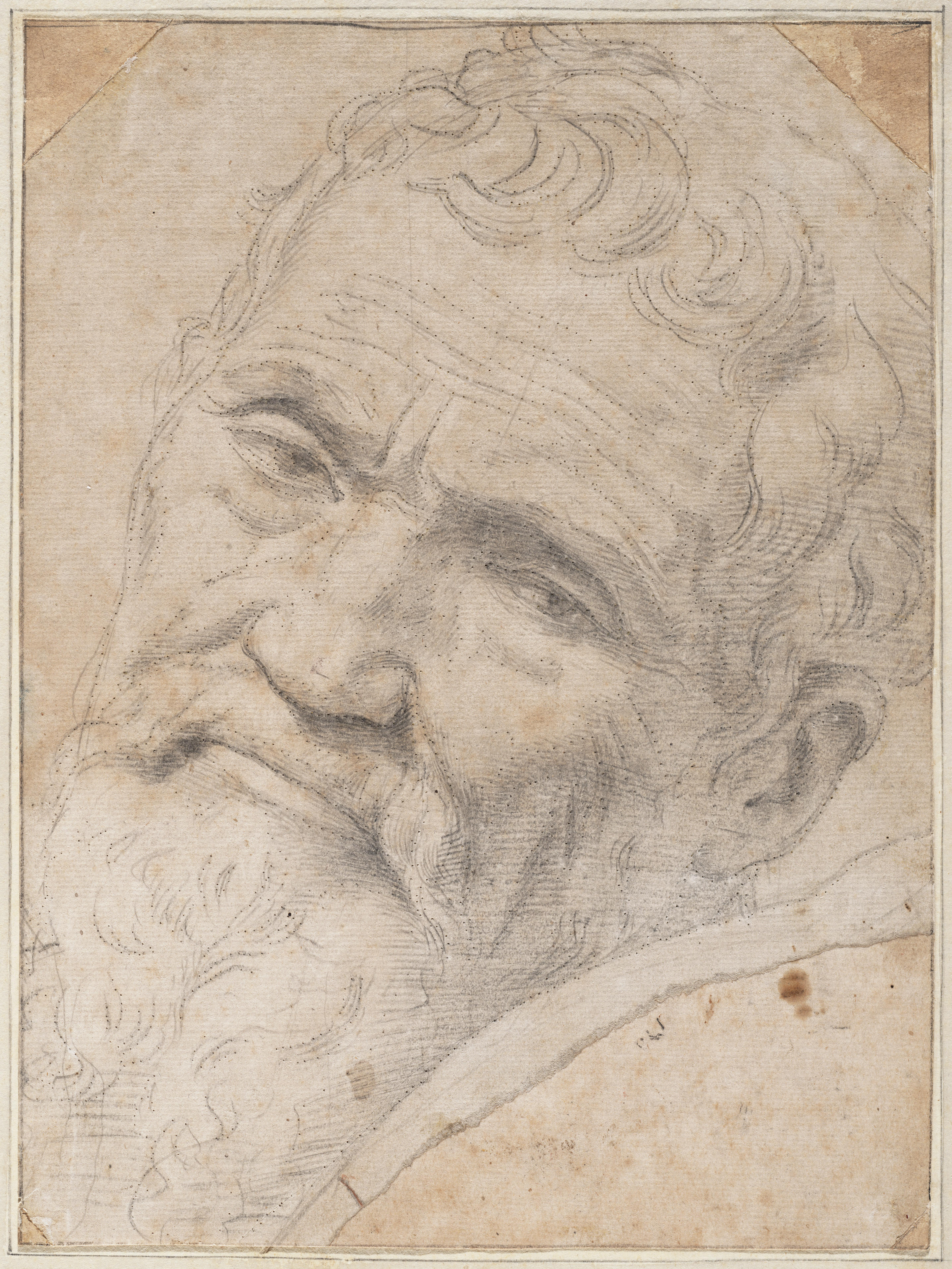
Retrat de Miquel Àngel per Daniele da Volterra, en què se n'aprecia el nas camús

Des de molt jove, va manifestar els seus dots artístics per a l'escultura, disciplina en què va començar a excel·lir. L'abril del 1488, amb només dotze anys i gràcies al consell de Francesco Granacci, un altre noi que es dedicava a la pintura, va entrar al taller dels famosos germans Ghirlandaio; la seva família i els Ghirlandaio van formalitzar un contracte d'estudi de tres anys:
| « | 1488. Jo, Ludovico di Lionardo Buonarota, en aquest primer dia d'abril, inscric el meu fill Michelangelo com aprenent de Domenico i Davide di Tommaso di Currado, durant els pròxims tres anys, sota les condicions següents: que el susdit Michelangelo ha de romandre durant el temps convingut amb els anteriorment citats per aprendre i practicar l'art de la pintura i que ha d'obeir les seves instruccions, i que els esmentats Domenico i Davide hauran de pagar-li en aquests anys la suma de vint-i-quatre florins de pes exacte: sis durant el primer any, vuit el segon any i deu el tercer, en total una suma de noranta-sis lires. | » |

Allà va romandre com a aprenent durant un any, passat el qual, sota la tutela de Bertoldo di Giovanni, va començar a freqüentar el jardí de San Marco dels Mèdici, on va estudiar les escultures antigues que hi havia allà reunides. Les seves primeres obres artístiques susciten l'admiració de Llorenç el Magnífic, que l'acull al seu palau de la Via Longa, on Miquel Àngel es trobarà amb Angelo Poliziano i altres humanistes del cercle dels Mèdici, com Pico della Mirandola i Marsilio Ficino. Aquestes relacions el van posar en contacte amb les teories idealistes de Plató, idees que van acabar convertint-se en un dels pilars fonamentals de la seva vida i que va plasmar tant en les seves obres plàstiques com en la producció poètica.
Segons Vasari, un dia, en sortir del jardí dels Mèdici –o, segons Benvenuto Cellini, de la capella Brancacci, on ell i altres alumnes aprenien a dibuixar davant els frescs de Masaccio–, va ser quan Pietro Torrigiano li va clavar un cop de puny i li va trencar el nas; com a conseqüència, li va quedar el nas camús tota la vida, tal com s'aprecia clarament en tots els seus retrats.

### Recorregut artístic

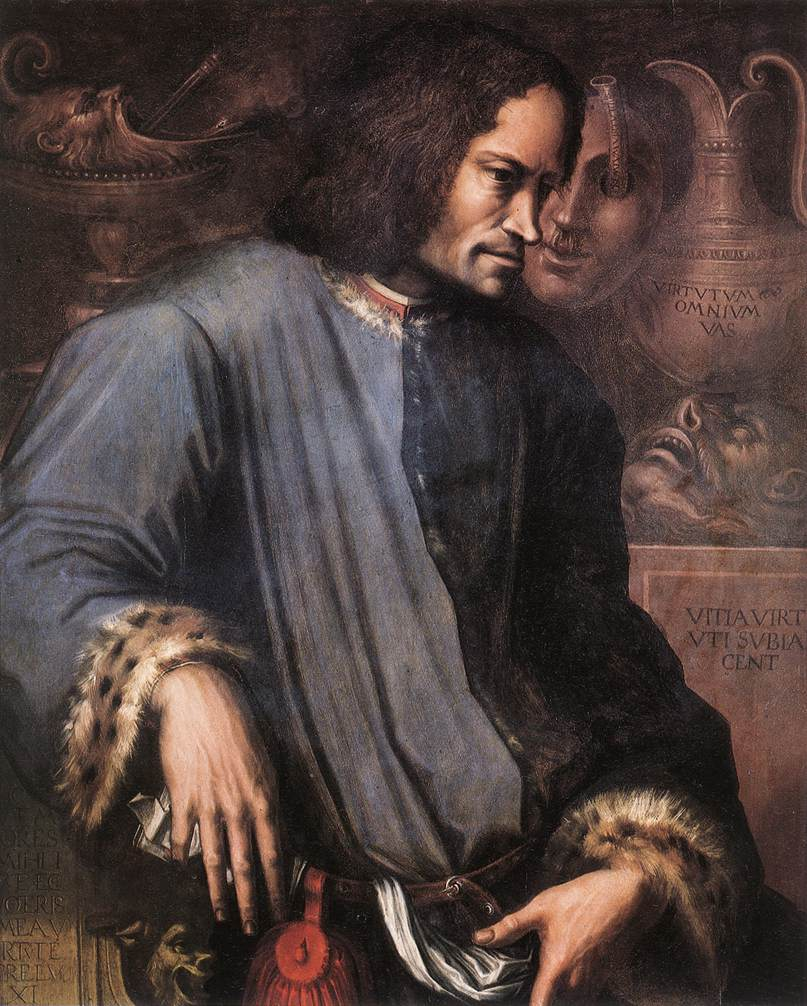
Retrat de Llorenç el Magnífic, primer mecenes de Miquel Àngel, per Vasari

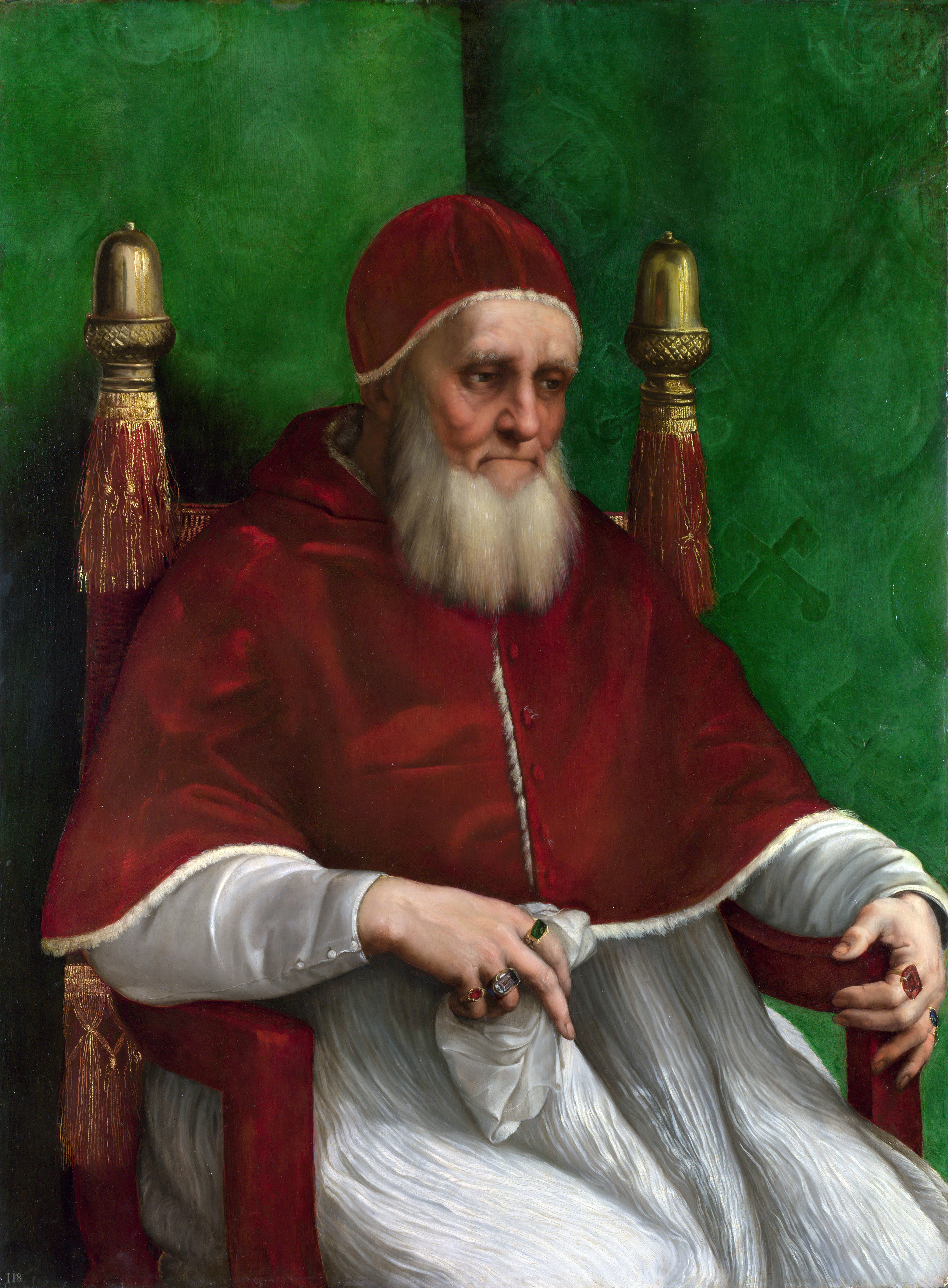
El papa Juli II, l'altre gran mecenes de Miquel Àngel, per Rafael

El 1492, després de la mort de Llorenç el Magnífic, Miquel Àngel va marxar de Florència i va romandre durant un temps a Bolonya, on va esculpir diverses obres que palesen la influència de Jacopo della Quercia. Però l'any 1496 és quan decideix partir cap a Roma, ciutat que l'havia de veure triomfar; allà va iniciar una dècada d'una activitat artística molt intensa, després de la qual, amb trenta anys, se'l va acreditar com a artista capdavanter. A vint-i-tres anys, va esculpir la Pietà del Vaticà, després del Bacus del Bargello (1496), i posteriorment va fer el Tondo Pitti. De la mateixa època, són el cartó de La Batalla de Cascina, actualment perdut, pintat per la Senyoria de Florència, i el David, obra cabdal de l'escultura, d'una gran complexitat per l'escassa amplària de la peça de marbre, que va ser col·locat davant del palau de l'Ajuntament de Florència i es va convertir en l'expressió dels suprems ideals cívics del Renaixement.
El març del 1505, Juli II li va encarregar la realització del seu monument fúnebre: Miquel Àngel en va projectar un complex arquitectònic i escultòric monumental en el qual, més que el prestigi del pontífex, es lloa el triomf de l'Església. L'escultor, entusiasmat amb aquesta obra, va romandre a Carrara durant vuit mesos per ocupar-se personalment de l'elecció i l'extracció dels marbres necessaris. Malauradament, en tornar a Roma, el papa havia desat al calaix el projecte del mausoleu, absorbit com estava amb la reforma de Bramante de la basílica de Sant Pere. Miquel Àngel, enfadat, va abandonar Roma i es va dirigir a Florència, però a final de novembre del 1506, després de les nombroses crides del pontífex que, fins i tot, el va amenaçar amb l'excomunió, es va reunir amb ell a Bolonya.
El maig del 1508, va acceptar de dirigir la decoració de la volta de la capella Sixtina, els frescos de la qual va concloure quatre anys més tard, després d'un treball solitari i tenaç. En aquesta obra, va idear una grandiosa estructura arquitectònica pintada, inspirada en la forma real de la volta; també va fer unes escultures constituïdes per potents musculatures en dues dimensions. Al tema bíblic general de la volta, Miquel Àngel hi interposa una interpretació neoplatònica del Gènesi i dona forma a un tipus d'interpretació de les imatges que esdevindran un símbol de l'art del Renaixement.
Després de la mort de Juli II, el maig del 1513, l'artista va fer un segon intent de dur a terme l'obra del mausoleu del pontífex. Amb aquest propòsit, va esculpir les dues figures dels Esclaus i el Moisès, que reflecteixen amb turmentada energia la terribilità de Miquel Àngel. Però aquest segon intent tampoc no va prosperar.
Finalment, després de la mort de Bramante (1514) i de Rafael (1520), Miquel Àngel va aconseguir la total confiança del papat.
| «                        | El gran retard amb què Miquel Àngel obté a Roma el reconeixement oficial ha de ser atribuït a l'heterodòxia del seu estil. Li mancava allò que Vitruvi anomenava decòrum, val a dir, el respecte per la tradició. | » |
| — Ackerman, 1968, pàg. 7 | |   |

El 1516, per encàrrec de Lleó X, va iniciar la façana de San Lorenzo, treball que l'any 1520 va haver d'abandonar amb gran amargor. Del projecte original, es conserven nombrosos dibuixos i una maqueta de fusta. A partir del 1520 i fins al 1530, Miquel Àngel va treballar a Florència i va construir la Sagristia Nova de San Lorenzo i la Biblioteca Laurenziana, en especial l'escala. Després del saqueig de Roma del 1527 i de l'expulsió dels Mèdici de Florència, Miquel Àngel va formar part, com fet merament anecdòtic, del govern de la nova República Florentina, de la qual fou nomenat «governador i procurador general de la fabricació i fortificació de les muralles», i va participar en la defensa de la ciutat assetjada per les tropes papals. L'any 1530, després de la caiguda de la República, el perdó de Climent VII el va salvar de la revenja dels partidaris dels Mèdici. A partir d'aquell any, va reprendre els treballs de la Sagristia Nova i del sepulcre de Juli II.
El 1534, a disgust amb la nova situació política que s'havia instaurat a Florència, va abandonar la ciutat i es va establir a Roma, on va acceptar l'encàrrec de Climent VII de treballar en l'altar de la capella Sixtina i on, entre 1536 i 1541, va crear el magnífic Judici Final. Fins a l'any 1550, va anar fent obres a la tomba de Juli II, com ara els frescos de la capella Paulina que representen La conversió de sant Pau i el Martiri de sant Pere.

### Vida amorosa

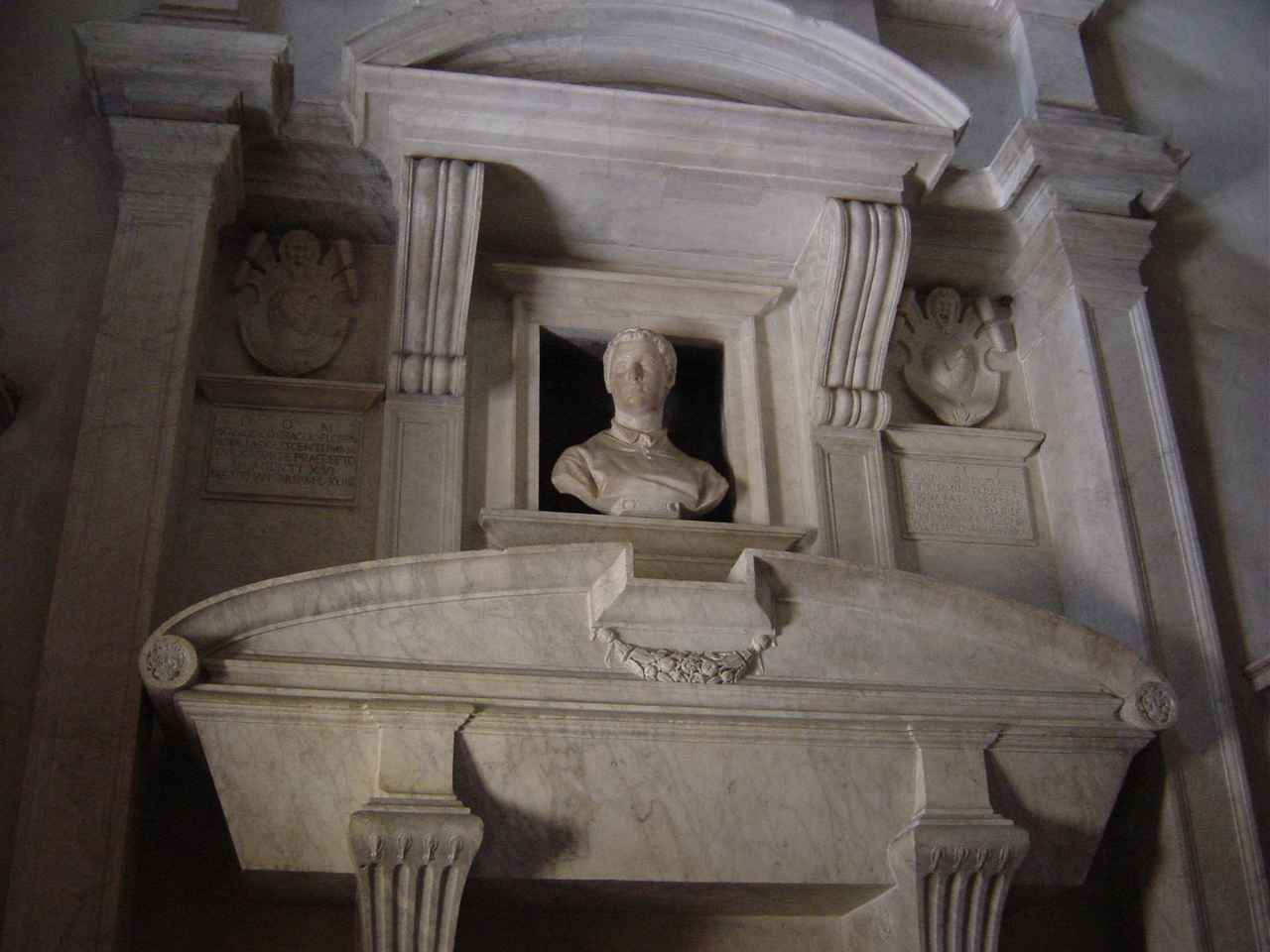
Tomba de Cecchino dei Bracci dissenyada per Miquel Àngel

Miguel Àngel pretenia interioritzar les teories neoplatòniques de l'amor, fent grans esforços per aconseguir un equilibri emotiu que poques vegades va assolir. La seva natural inclinació per la matèria, per les formes físiques –era, per damunt de qualsevol altra cosa, un escultor de cossos–, unida a la seva fascinació per tot el que és jove i vigorós, emblemes de la bellesa clàssica, el van portar a decantar-se per la bellesa més humana i l'amor més sensual, i això fins molt avançada la seva vida. Aquesta conflictivitat enriquidora amb què l'artista va viure el seu desig carnal també va aflorar en l'enfrontament amb la seva innegable homosexualitat.
L'artista va mantenir relacions amb diversos joves, com és el cas de Cecchino dei Bracci, amb qui havia tingut relacions i per qui sentia molt d'afecte. Quan, el 1543, Bracci va morir, Miquel Àngel li va dissenyar la tomba, a l'església de Santa Maria in Aracoeli de Roma, i va encarregar que la realitzés el seu deixeble Urbino. També Giovanni da Pistoia, jove i bell literat, va ser-ne durant un temps un amic íntim, i és possible que mantingués una relació amorosa amb Miquel Àngel a l'època en què va començar a pintar la volta de la capella Sixtina; aquesta relació queda reflectida en uns sonets molt apassionats que Giovanni li va dedicar.

#### Tommaso Cavalieri

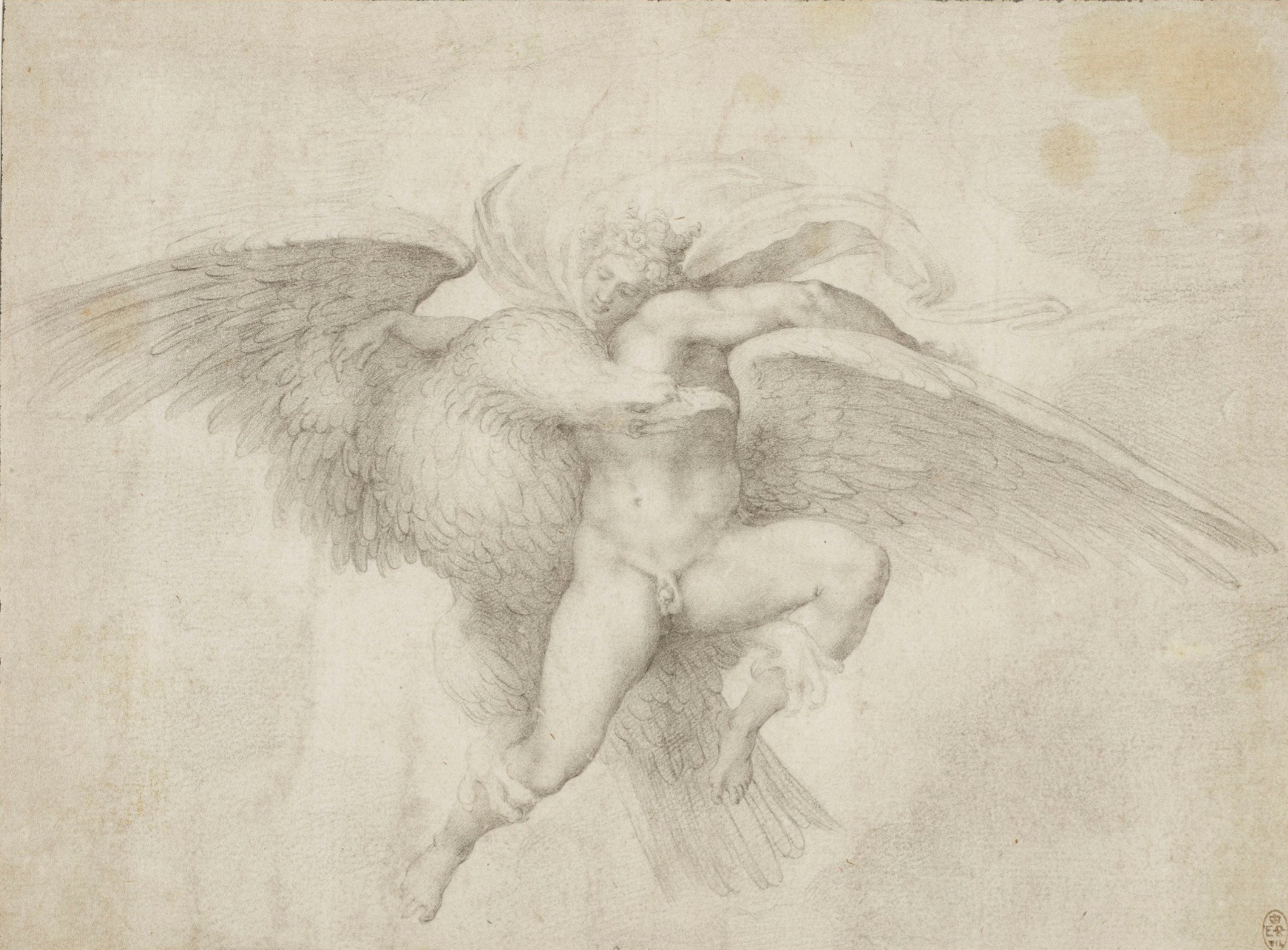
El rapte de Ganimedes, dibuix fet per Tommaso Cavalieri, conservat al castell de Windsor

El 1532, en un viatge a Roma, va conèixer el que seria el gran amor de la seva vida, el jove Tommaso Cavalieri, un patrici d'intel·ligència poc comuna i amant de les arts. Poc després de conèixer-lo, va enviar-li una carta en la qual li confessa: «El cel va fer bé impedint la plena comprensió de la vostra bellesa… Si a la meva edat no em consumeixo encara del tot, només és perquè la meva trobada amb vós, senyor, va ser tan breu».
Cal tenir present que l'Acadèmia Platònica de Florència va voler imitar la ciutat grega de Pèricles. Aquesta associació cultural tenia un cercle social només masculí en el qual la relació entre un home i un adolescent era considerada un sentiment noble i honorable. És en aquest context on es pot entendre la psicologia, el gust i l'art de Miquel Àngel. L'artista creia que la bellesa de l'home és superior a la de la dona i, per tant, l'amor que sent per Tommaso és una forma que ha de rendir-se davant la «bellesa platònica».
Tommaso Cavalieri tenia 17 anys; de bona família, era afeccionat a l'art, ja que pintava i esculpia. Varchi diu d'ell que tenia «un temperament reservat i modest i una incomparable bellesa»; era, doncs, molt atractiu alhora que enginyós. Ja en la primera trobada va causar una profunda impressió a Miquel Àngel, i amb el temps la relació es va transformar en una gran amistat, amb una passió i una fidelitat que es va mantenir fins a la mort.
Miquel Àngel, en canvi, era un home gran, de 57 anys, que es trobava al zenit de la seva fama; comptava amb el suport de diversos papes i Tommaso l'admirava profundament. Sembla que l'amistat va trigar un cert temps a produir-se, però quan es va consolidar va arribar a ser molt profunda, fins al punt que Cavalieri, ja casat i amb fills, va ser el seu deixeble i amic mentre va viure, i el va assistir a l'hora de la seva mort, quan el capítol amorós ja feia molt de temps que s'havia acabat.

#### Vittoria Colonna

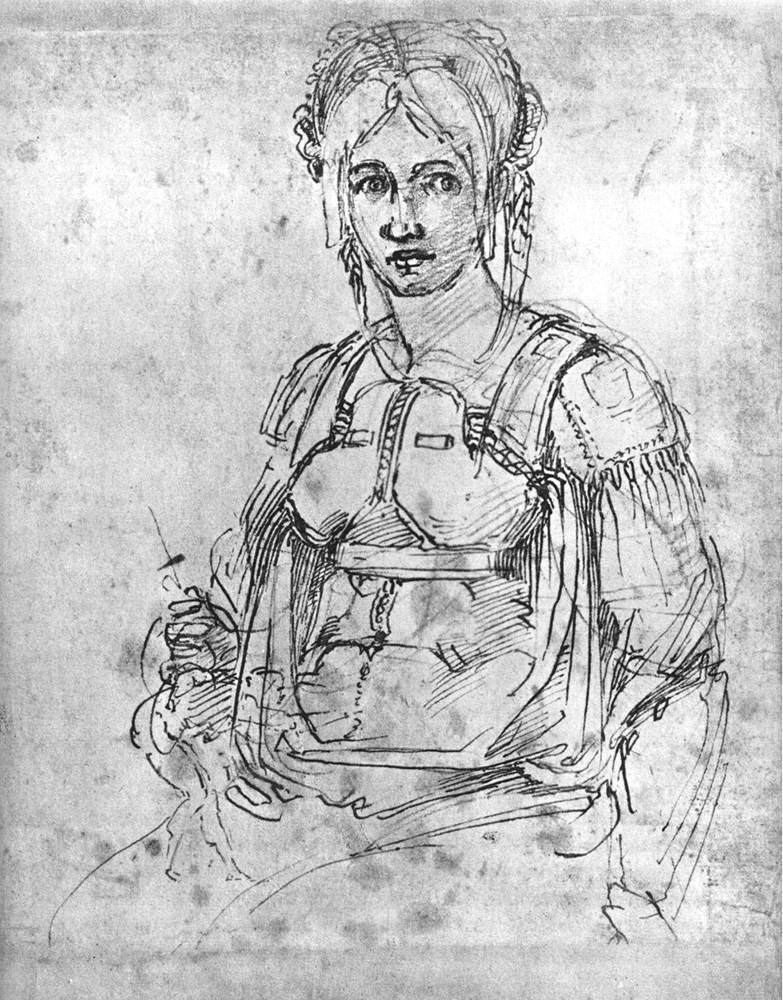
Retrat de Vittoria Colonna dibuixat per Miquel Àngel

Vittoria Colonna, descendent d'una família noble, va ser una de les dones més notables de la Itàlia renaixentista. De jove, es va casar amb Fernando de Ávalos, marquès de Pescara, un home poderós que va morir en la batalla de Pavia, quan lluitava en el bàndol espanyol al servei de Carles V. Després de la mort del seu espòs, es va retirar de la vida cortesana i es va lliurar a la pràctica religiosa. Es va unir al grup de reformistes erasmistes de Juan de Valdés, Reginald Pole i Ghiberti, que seguien una doctrina que apostava per una contrareforma.
El 1536, a Roma, al convent de San Silvestro a Monte Cavallo, l'artista va conèixer aquesta dama i des del principi va haver-hi una empatia mútua, potser perquè tots dos coincidien en les seves inquietuds religioses i ambdós eren grans afeccionats a la poesia. Segons Condivi, Miquel Àngel «estava enamorat del seu esperit diví» i, com que era un gran admirador del Dant, ella representava el que el personatge de Beatriu significava per al poeta. Això es desprèn de la lectura dels poemes dedicats a Vittoria, així com dels dibuixos i els versos que li va regalar, tots de temàtica religiosa: una Pietat, una Crucifixió i una Sagrada Família.
Vittoria va morir el 1547, cosa que va deixar Miquel Àngel sumit en el dolor més profund. Tal com ell mateix va confessar a Ascanio Condivi: «No havia tingut més dolor en aquest món que haver-la deixat passar a millor vida sense haver-li besat el front ni el rostre, com li vaig besar la mà quan vaig anar a veure-la al seu llit de mort».

### Darrers anys

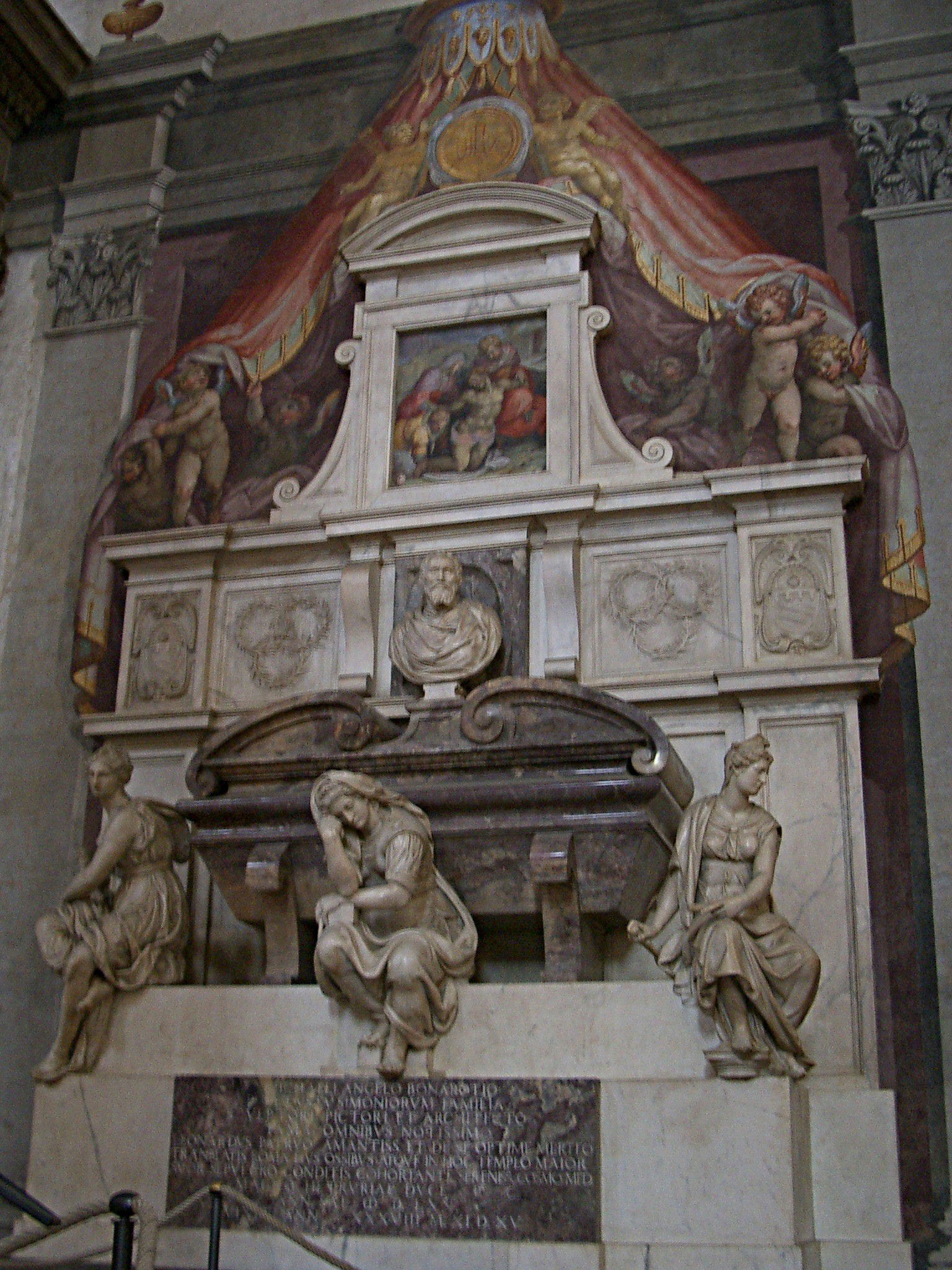
Sepulcre de Miquel Àngel dissenyat per Vasari a la basílica de la Santa Croce de Florència

Durant els últims vint anys de la seva vida, Miquel Àngel es va dedicar sobretot a treballs d'arquitectura: va dirigir les obres de la Biblioteca Laurenziana de Florència –encara en marxa– i, a Roma, la remodelació de la plaça del Capitoli, la capella Sforza de Santa Maria Major, la finalització del palau Farnese i, sobretot, la finalització de la basílica de Sant Pere del Vaticà. D'aquesta època, són les últimes escultures com la Pietat Palestrina o la Pietat Rondanini, així com nombrosos dibuixos i poesies d'inspiració religiosa.
El projecte de la basílica vaticana, en què va treballar durant els darrers anys de la seva vida, simplifica el projecte que va concebre Bramante, si bé en manté l'estructura amb planta de creu grega i la gran cúpula. Miquel Àngel creava espais, funcions que englobaven els elements principals, sobretot la cúpula, element director del conjunt.
Malgrat tot, va morir l'any 1564 a Roma abans de veure acabada la seva obra, a l'edat de vuitanta-vuit anys, acompanyat pel seu secretari Daniele da Volterra i pel seu fidel amic Tommaso Cavalieri, havent deixat escrit que desitjava ser enterrat a Florència. Va fer testament en presència del seu metge Federigo Donati, «deixant la seva ànima a les mans de Déu, el seu cos a la terra i els seus béns als familiars més pròxims». El seu nebot Leonardo va ser l'encarregat de complir aquesta darrera voluntat del gran artista, i el 10 de març del 1564 va rebre sepultura a la sagristia de l'església de la Santa Croce; el monument va ser dissenyat per Giorgio Vasari l'any 1570. El 14 de juliol, es va celebrar un funeral solemne; és Vasari qui descriu aquests funerals, en què van participar, a més a més d'ell mateix, Benvenuto Cellini, Bartolomeo Ammannati i el Bronzino.

## Obra escultòrica

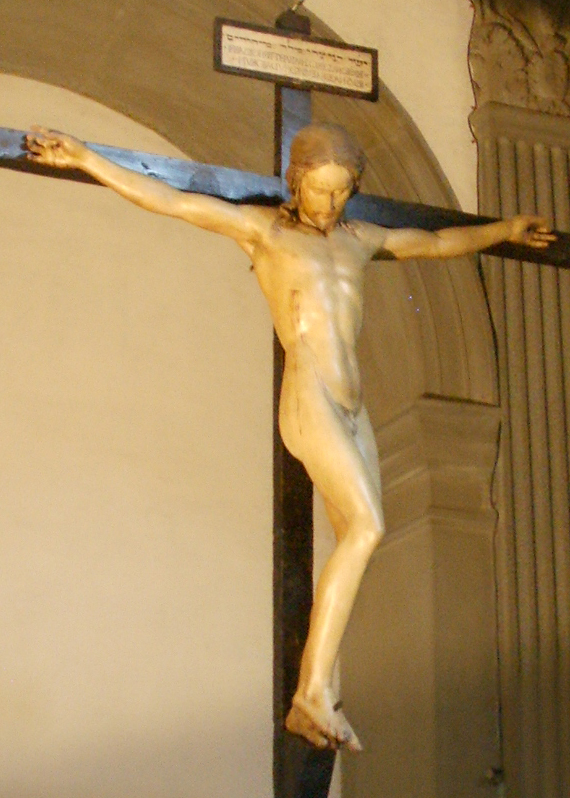
Crucifix del Santo Spirito, de fusta policromada (1492-1494)

Vegeu també: Llista d'obres de Miquel Àngel

### Primeres obres
Entre 1490 i 1492, va fer els seus primers dibuixos, estudis sobre els frescos gòtics de Masaccio i Giotto; entre les primeres escultures, es creu que va fer una còpia d'un Cap de faune, avui desaparegut. Els primers relleus van ser la Mare de Déu de l'escala i La batalla dels centaures, conservats a la casa Buonarroti de Florència, en els quals ja hi ha una clara definició del seu estil. S'hi mostra com el clar hereu de l'art florentí dels segles xiv i xv, alhora que estableix una vinculació més directa amb l'art clàssic. El relleu de marbre de La batalla dels centaures s'inspira en el llibre XII de Les Metamorfosis d'Ovidi i s'hi mostren els cossos nus en ple furor del combat, entrellaçats en plena tensió, amb una anticipació dels ritmes serpentejants tan emprats per Miguel Àngel en els seus grups escultòrics. Ascanio Condivi, en la seva biografia sobre l'artista, refereix haver sentit dir:
| « | …que quan va tornar a veure-la, es va adonar de fins a quin punt s'havia portat malament amb la natura en no seguir la seva inclinació a l'art de l'escultura, i va jutjar, per aquella obra, tot quant hauria arribat a poder fer. | » |

 L'altra obra de la mateixa època (cap al 1490) és també un relleu amb tema marià, la Mare de Déu de l'escala, que presenta un cert esquema semblant als de Donatello, però en el qual es mostra tota l'energia de l'escultura de Miquel Àngel, tant en la forma del tractament dels plans de la figura com en el seu contorn tan vigorós i l'anatomia de l'infant Jesús amb la insinuació del contrapposto.
El 1492, arran de la mort de Llorenç el Magnífic i per iniciativa pròpia, va realitzar l'escultura d'un Hèrcules de marbre a la seva casa paterna; va escollir aquest tema perquè Hèrcules era, des del segle xiii, un dels patrons de Florència. L'estàtua va ser comprada pels Strozzi, que la van vendre a Giovan Battista Palla, a qui la hi va adquirir el rei de França Enric II i va ser col·locada en un jardí de Fontainebleau, on Rubens va fer-ne un dibuix abans que desaparegués l'any 1713. Només en queda l'esmentat dibuix i un esbós conservat a la Casa Buonarroti.
Tot seguit, va romandre durant un temps allotjat al convent del Santo Spirito, on realitzava estudis d'anatomia. Per al prior Niccolò di Giovanni di Lapo Bichiellini, va executar un crucifix de fusta policromada, en què va resoldre el cos de Crist nu, com el d'un adolescent, sense ressaltar-ne la musculatura, tot i que el rostre sembla el d'un adult, amb una mesura desproporcionada respecte del cos; la policromia està pintada en uns colors tènues i amb uns suavíssims regalims de sang que aconsegueixen una unió perfecta amb la talla de l'escultura. Va ser donat per perdut durant la dominació francesa, fins que es va recuperar l'any 1962, al mateix convent, cobert amb una gruixuda capa de pintura que el feia pràcticament irrecognoscible.

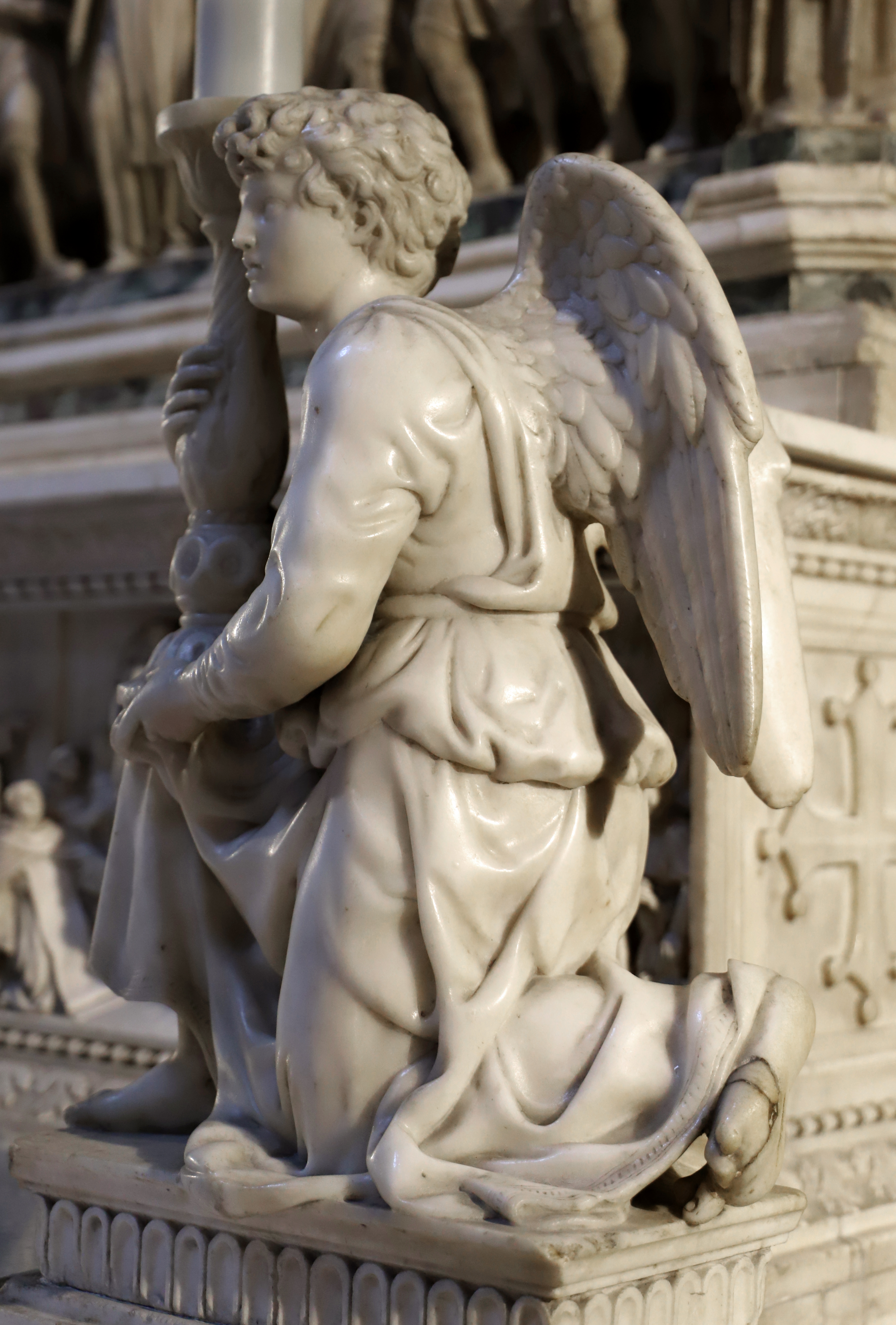
Àngel de San Domenico de Bolonya (1495)

La Florència governada per Pere II de Mèdici, fill de Llorenç el Magnífic, no satisfà Miquel Àngel, que viatja a Bolonya l'octubre del 1494, on descobreix els plafons en relleu del pòrtic de San Petronio de Jacopo della Quercia, un mestre escultor del gòtic tardà, del qual integra al seu estil els amplis plecs de les vestidures i el patetisme dels seus personatges. De part de Francesco Aldovrandi, va rebre l'encàrrec de fer tres escultures per completar el sepulcre del fundador del convent de San Domenico Maggiore, l'anomenada Arca de sant Domènec, per a la qual va esculpir un Àngel candeler agenollat que forma parella amb un altre de realitzat per Niccolò dell'Arca, un Sant Pròcul i un Sant Petroni, que actualment es conserven a San Domenico de Bolonya. Acabades aquestes obres, en un termini d'una mica més d'un any, torna a Florència.
Per aquestes dates, el frare dominicà Girolamo Savonarola reclamava la república teocràtica, el qual amb les seves crítiques va contribuir a l'expulsió dels Mèdici de Florència el 1495. Savonarola reclamava la tornada de l'art sacre i la destrucció de l'art pagà. Tots aquests sermons van ocasionar grans dubtes a Miquel Àngel entre la fe i el coneixement, entre el cos i l'esperit, i van fer que es plantegés si la bellesa era pecat o si, tal com deia el frare, s'havia d'eliminar de l'art la presència del cos humà. En la seva prèdica contra l'absolutisme papal, el 7 de febrer del 1497, va organitzar a la plaça de la Signoria una gran foguera on va ordenar de cremar imatges, joies, instruments musicals i també llibres de Boccaccio i Petrarca, acció arran de la qual va rebre l'excomunió per part del papa Alexandre VI. L'any següent, va repetir l'acció, per la qual cosa va ser detingut i cremat a la foguera el 23 de maig del 1498.
A Florència, entre 1495 i 1496, esculpeix dues obres perdudes: un Sant Joan Infant i un Copaido dorment. Del Sant Joan, no se'n tenen més notícies que les atribucions que se n'han anat fent en diversos llocs: s'ha especulat que es tractés d'una escultura que es trobava al Kaiser Friedrich Museum de Berlín, o bé una altra que hi ha a la capella del Salvador a Úbeda, o bé, finalment, una altra que es troba sobre la porta de la sagristia de San Giovanni dei Fiorentini, a Roma. Del Cupido dorment, realitzat segons el model hel·lenístic més clàssic, s'explica que va ser enterrat per aconseguir donar-li una pàtina antiga i vendre'l al cardenal de San Giorgio, Raffaele Riario, com a peça autèntica, sense saber-ho Miquel Àngel. Més tard, va ser comprat per Cèsar Borja i regalat finalment a Isabel d'Este; més endavant, el 1632, fou enviat a Anglaterra com a present per al rei Carles I, moment a partir del qual se'n perd el rastre.

### Primera estada a Roma

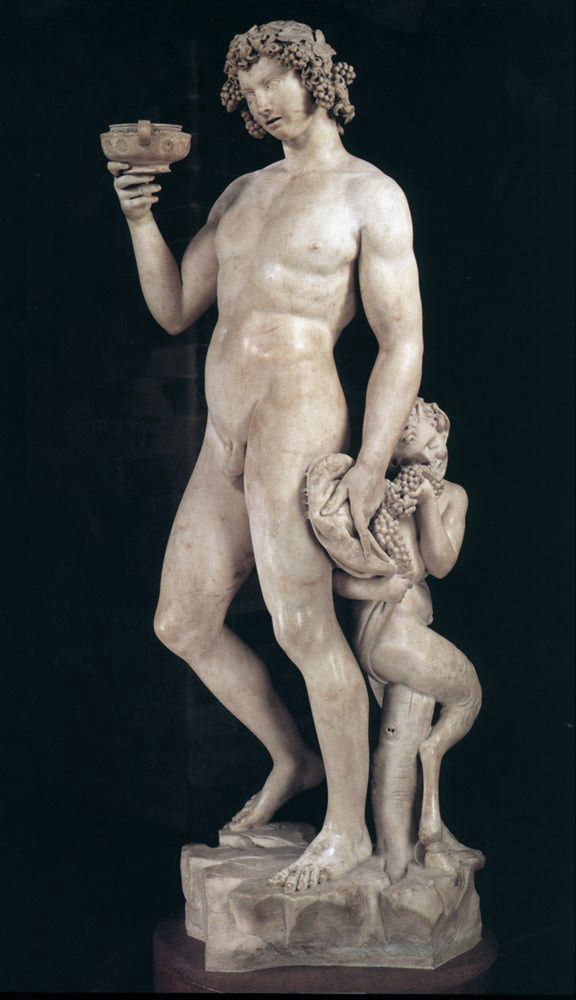
El Bacus del Museu del Bargello, a Florència, de 2,03 m d'alt (1496-1498)

La seva sortida cap a Roma va ser el 20 de juny del 1496. La primera obra que va fer-hi va ser un Bacus de mida natural, amb gran semblança a una estàtua clàssica, encarregat pel cardenal Riario i adquirit pel banquer Jacopo Galli. Més endavant, el Bacus va ser comprat per Francesc I de Mèdici i actualment es conserva al museu del Bargello, a Florència. És Ascanio Condivi el qui compara l'estàtua amb les obres de l'antiguitat:
| « | …aquesta obra, per la seva forma i manera, en cada una de les seves parts, correspon a la descripció dels escriptors antics; el seu aspecte festiu: els ulls, de mirada furtiva i plens de lascívia, com els d'aquells qui són donats excessivament als plaers del vi. Sosté una copa amb la mà dreta, com qui està a punt de beure, i la mira amorosament, sentint el plaer del licor que va inventar; per aquest motiu se'l representa coronat amb una garlanda de fulles de vinya… Amb la mà esquerra sosté un raïm, que fa les delícies d'un petit sàtir alegre i viu que hi ha als seus peus. | » |

Aquesta és clarament la primera gran obra mestra de Miquel Àngel, en què es mostra la característica constant de la sexualitat en la seva escultura i en què se simbolitza l'esperit de l'hedonisme clàssic que Savonarola i els seus seguidors estaven disposats a suprimir de Florència.
Al mateix temps que realitzava el Bacus, per encàrrec de Jacopo Galli va esculpir un Copaido dret, que va passar més tard a pertànyer a la col·lecció dels Mèdici i que avui dia està desaparegut.
Per mitjà del col·leccionista Galli, el 1497, va rebre del cardenal francès Jean Bilhères de Lagraulas l'encàrrec d'una Pietat com a monument per al seu mausoleu a la capella de Santa Petronilla de l'antiga basílica de Sant Pere, que més tard va ser instal·lada a la nova construcció de Bramante.
L'originalitat amb què va tractar aquesta peça Miquel Àngel es fa palesa en la ruptura amb el dramatisme amb què fins aleshores es tractava l'esmentada iconografia, que sempre mostrava el gran dolor de la mare amb el fill mort als braços. Miquel Àngel, però, realitza una Mare de Déu serena, concentrada i extremadament jove, i un Crist que sembla que estigui adormit i sense mostres al seu cos d'haver patit cap martiri: l'artista desplaça tota mena de visió dolorosa per tal d'esglaiar l'espectador davant el gran moment de la reflexió sobre la mort. És l'única obra que Miquel Àngel va signar; ho va fer a la cinta que travessa el pit de la Mare de Déu: 
MICHAEL.ANGELVS.BONAROTVS.FLORENT[INVS].FACIEBAT 

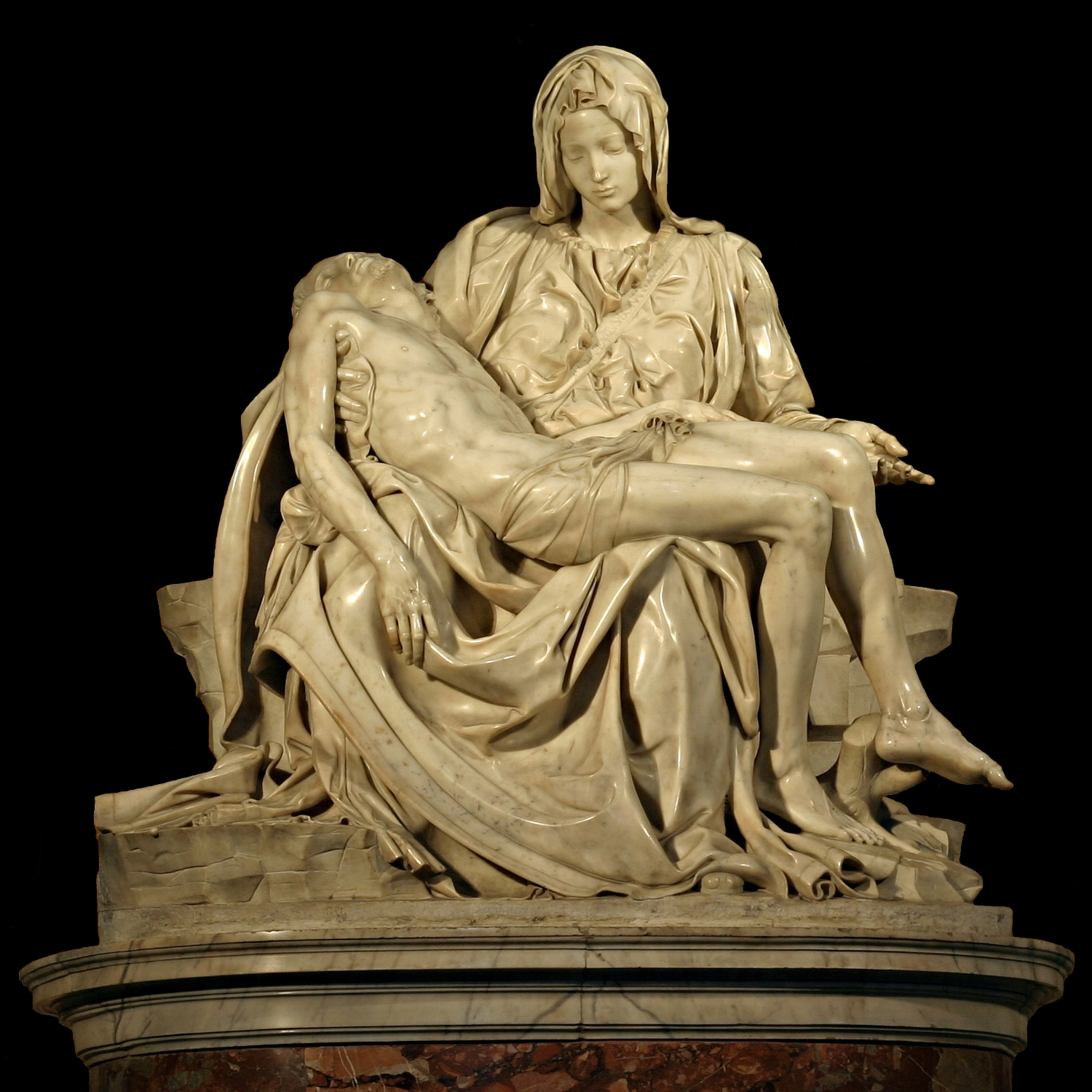
La Pietat de la basílica de Sant Pere del Vaticà, d'1,74 m d'alt x 1,95 m de longitud a la base (1496)

### El crucifix d'ivori de Montserrat

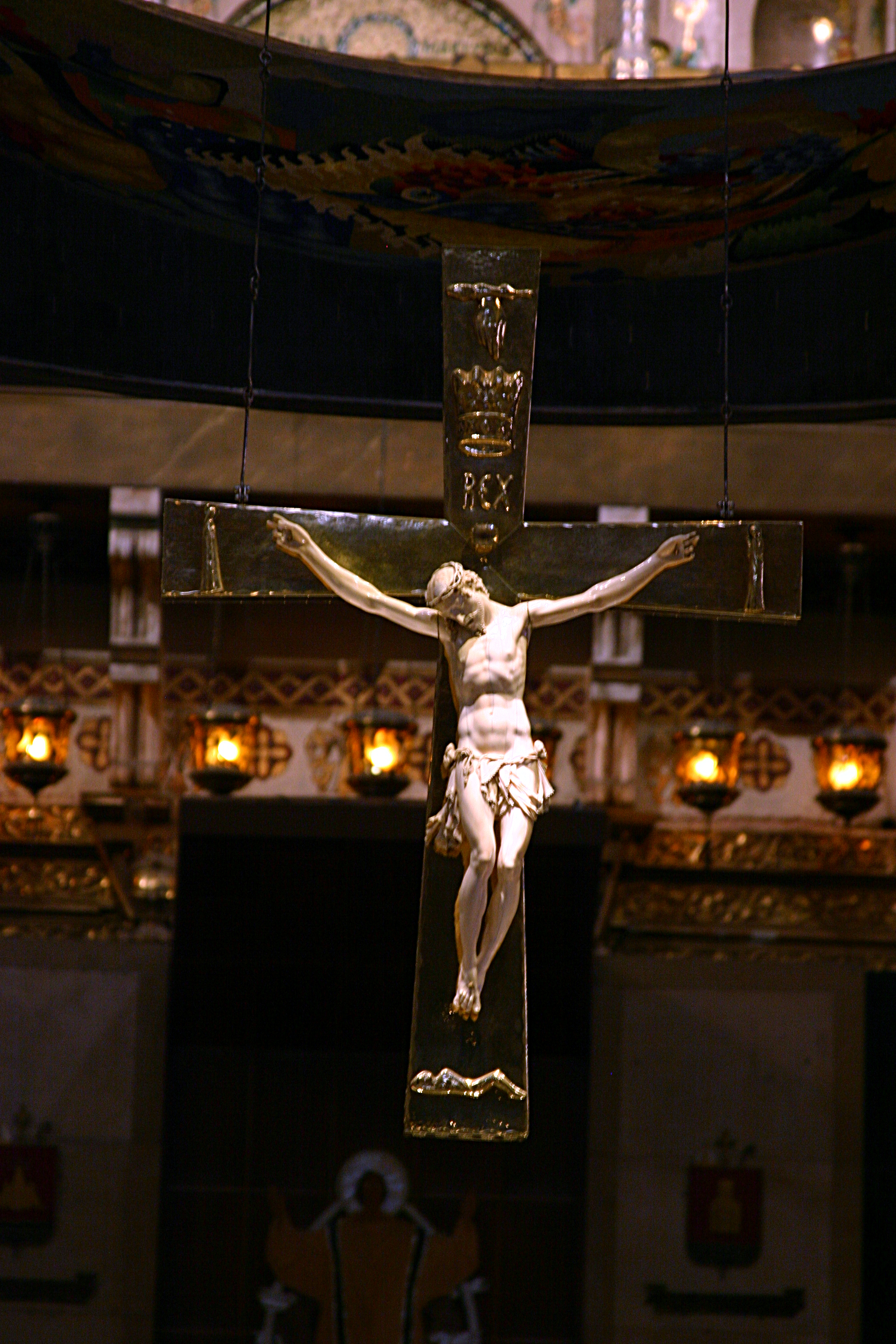
Crucifix de Montserrat

Un crucifix d'ivori ha estat atribuït recentment a Miquel Àngel. Aquesta imatge es troba al monestir de Montserrat i representa, segons l'historiador Anscari M. Mundó, l'última agonia de Crist, amb el cap inclinat cap a la dreta, la boca oberta i els ulls quasi tancats i coronat d'espines, de cos jove sencer, amb els braços oberts, nu, protegit amb un drap doblegat amb replecs irregulars que aguanta un cordó doble. Presenta una bona anatomia molt realista i mostra la ferida a la dreta de les costelles. Fa 58,5 cm d'alçada. Es data cap als anys 1496-1497.
Va ser adquirit per l'abat Marcet el 1920 durant un viatge a Roma, en qualitat d'obra de Ghiberti. Des del 1958, penja d'una gran corona d'argent sobre l'altar major de la basílica de Montserrat.

### Retorn a la Toscana

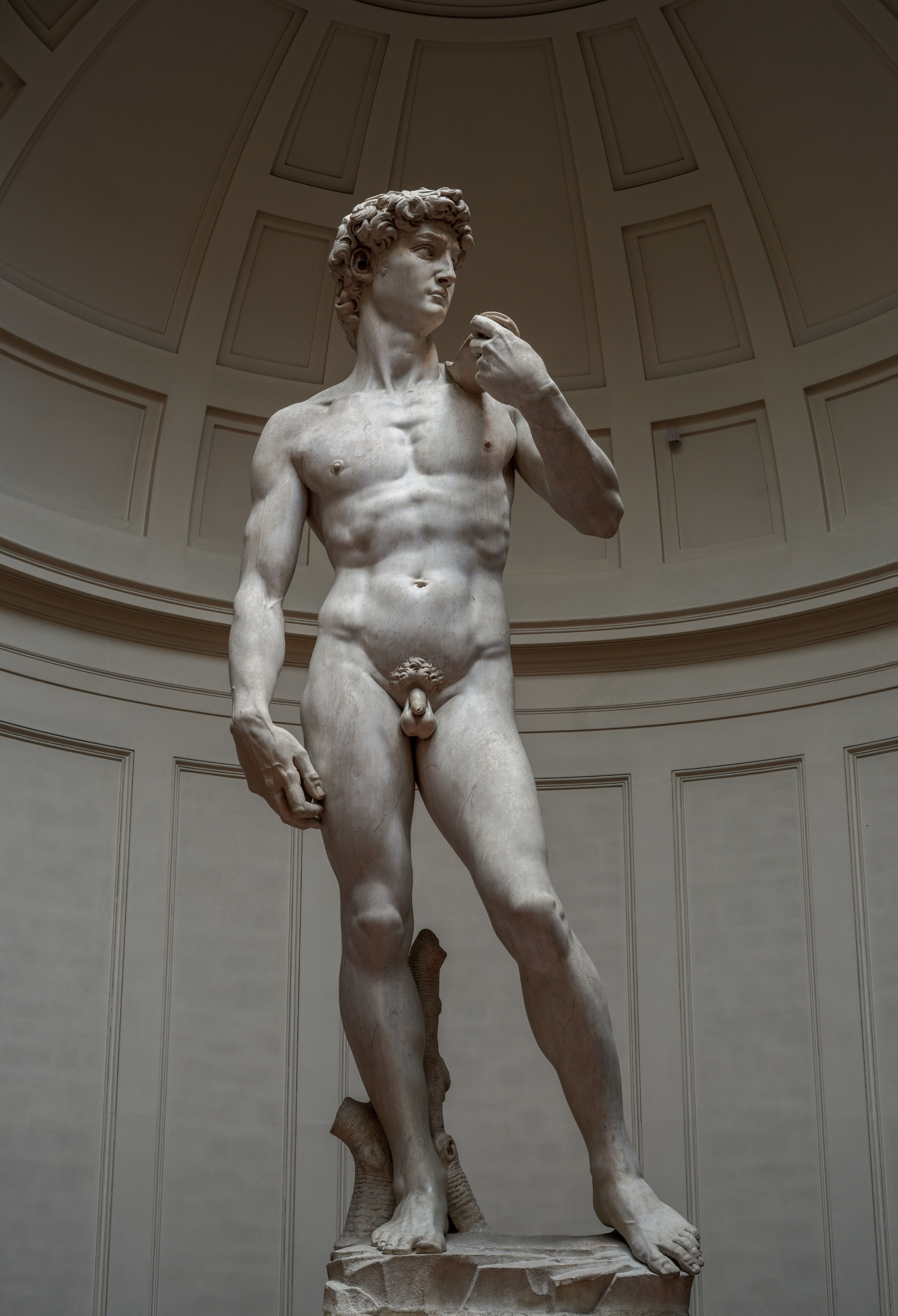
David Galleria dell' Accademia, Florència

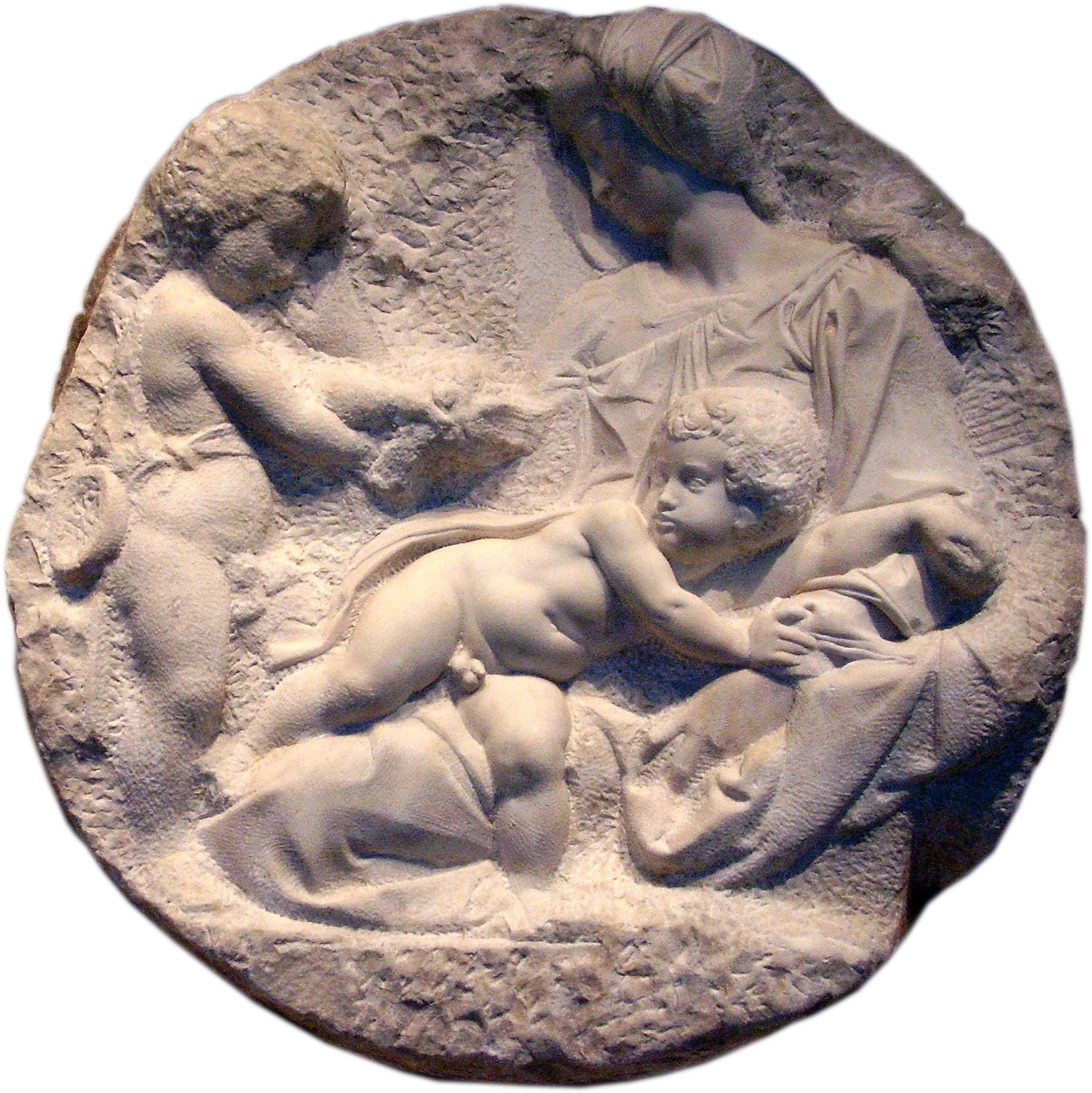
El Tondo Taddei, a la Royal Academy of Arts de Londres

Torna a Florència la primavera del 1501, després de cinc anys absent de la Toscana. Amb Savonarola mort, a Florència s'havia declarat una nova república governada per un gonfaloniere, Piero Soderini, un admirador de Miquel Àngel que li fa un dels encàrrecs més importants de la seva vida: el David, en un gran bloc de marbre abandonat que havia estat començat a esbossar per Agostino di Duccio el 1464 i que es trobava a Santa Maria del Fiore. Vasari explica que, quan va rebre l'encàrrec, el governant es pensava que el bloc era inservible i que va demanar-li que fes tots els possibles per treure'n alguna cosa. Miquel Àngel en va fer un model en cera i es va posar a esculpir al mateix lloc on hi havia el bloc, sense deixar que ningú veiés el seu treball durant més de dos anys i mig, que va ser el temps que va trigar a enllestir-lo.

Va esculpir la figura representant-la en la fase anterior a la lluita amb Goliat, mostrant una mirada carregada d'incertesa amb la personificació simbòlica de David defensant la ciutat de Florència contra els seus enemics. Els florentins van veure el David com a símbol victoriós de la democràcia. Aquesta obra mostra tots els coneixements i estudis del cos humà portats a terme per Miquel Àngel fins a aquella data. La tècnica emprada va ser descrita així per Benvenuto Cellini:
| « | El millor mètode emprat mai per Miquel Àngel; després d'haver dibuixat la perspectiva principal al bloc, va començar a arrencar el marbre d'un costat com si tingués la intenció de treballar un relleu i, d'aquesta manera, pas a pas, va revelar la figura completa. | » |

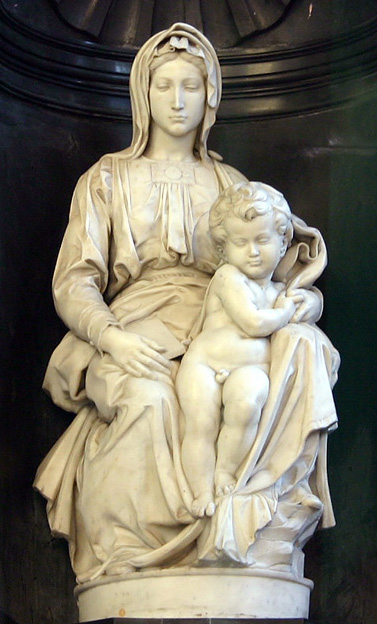
La Mare de Déu amb l'infant de l'església de la Mare de Déu de Bruges

Tan bon punt fou acabada, per consell d'una comissió formada pels artistes Francesco Granacci, Filippo Lippi, Sandro Botticelli, Giuliano da Sangallo, Andrea Sansovino, Leonardo da Vinci i Pietro Perugino, entre d'altres, es va decidir de posar-la a la piazza della Signoria, davant del palazzo Vecchio.
Des d'allà, el 1873, va ser traslladada per garantir-ne la conservació al museu de la Galleria dell'Accademia, mentre que a la plaça se'n posa una còpia, també de marbre.
Per aquestes mateixes dates, va estar treballant amb el Tondo Taddei, un relleu de marbre d'1,09 m de diàmetre que mostra la Mare de Déu amb l'infant i sant Joan Baptista també petit, a l'esquerra, subjectant un ocell amb les mans. La figura de Jesús i la part superior de la Mare de Déu estan acabades, però la resta no. El relleu va ser adquirit per Taddeo Taddei, protector del pintor Raffaello Sanzio, i actualment es conserva a la Royal Academy of Arts de Londres. Un altre relleu, el Tondo Pitti, també de marbre, començat per Bartolomeo Pitti, mostra la Mare de Déu asseguda amb Jesús recolzant-se sobre un llibre obert sobre els genolls de la mare. Es troba al Museu del Bargello des del 1873; com l'anterior, està inacabat.
L'any 1502, la Senyoria de Florència va encarregar un David de bronze per a Pierre de Rohan, mariscal de Gié, que havia passat per Itàlia amb el seguici de Carles VIII de França i havia fet una sol·licitud d'una imatge del David. Miquel Àngel va començar a dissenyar-lo, però a causa de la seva tardança es va haver de recórrer a la fosa per part de l'escultor Benedetto da Rovezzano per acabar l'obra. Posteriorment se n'ha perdut el rastre.
Cap al 1503 va crear, per encàrrec d'uns mercaders flamencs, els Mouscron, una Mare de Déu amb l'infant per a una capella de l'església de la Mare de Déu de Bruges. Encara que es pot apreciar el moviment de la roba com la Pietat de Sant Pere, el resultat és diferent, sobretot per la verticalitat de l'escultura. Aquesta està representada en un moment d'abandonament, en què la mà dreta de la Mare de Déu sembla que només aguanti el llibre perquè no caigui i l'esquerra està subjectant suaument l'infant Jesús, en contraposició amb la vitalitat de moviment que demostra el Fill.
El 24 d'abril del 1503, l'escultor va signar un contracte amb els representants del gremi dels llaners (Arte della Lana), en virtut del qual es comprometia a esculpir dotze imatges dels apòstols per a Santa Maria del Fiore. Només en va començar la de sant Mateu, una obra de marbre de 2,61 metres d'alçada que va deixar inacabada i que es troba a la Galleria dell'Accademia de Florència.
Per a la capella dels Piccolomini de la catedral de Siena, va realitzar entre 1503 i 1504 quatre imatges, les de sant Pau, sant Pere, sant Pius i sant Gregori (aquest últim d'autoria incerta), amb una gran riquesa de plecs a les vestidures i un bon equilibri entre les ombres i les llums. A la part posterior estan només esbossades, ja que es van esculpir per ser col·locades dins d'unes fornícules de l'altar realitzat per Andrea Bregno entre 1483 i 1485.

### La tragèdia del sepulcre

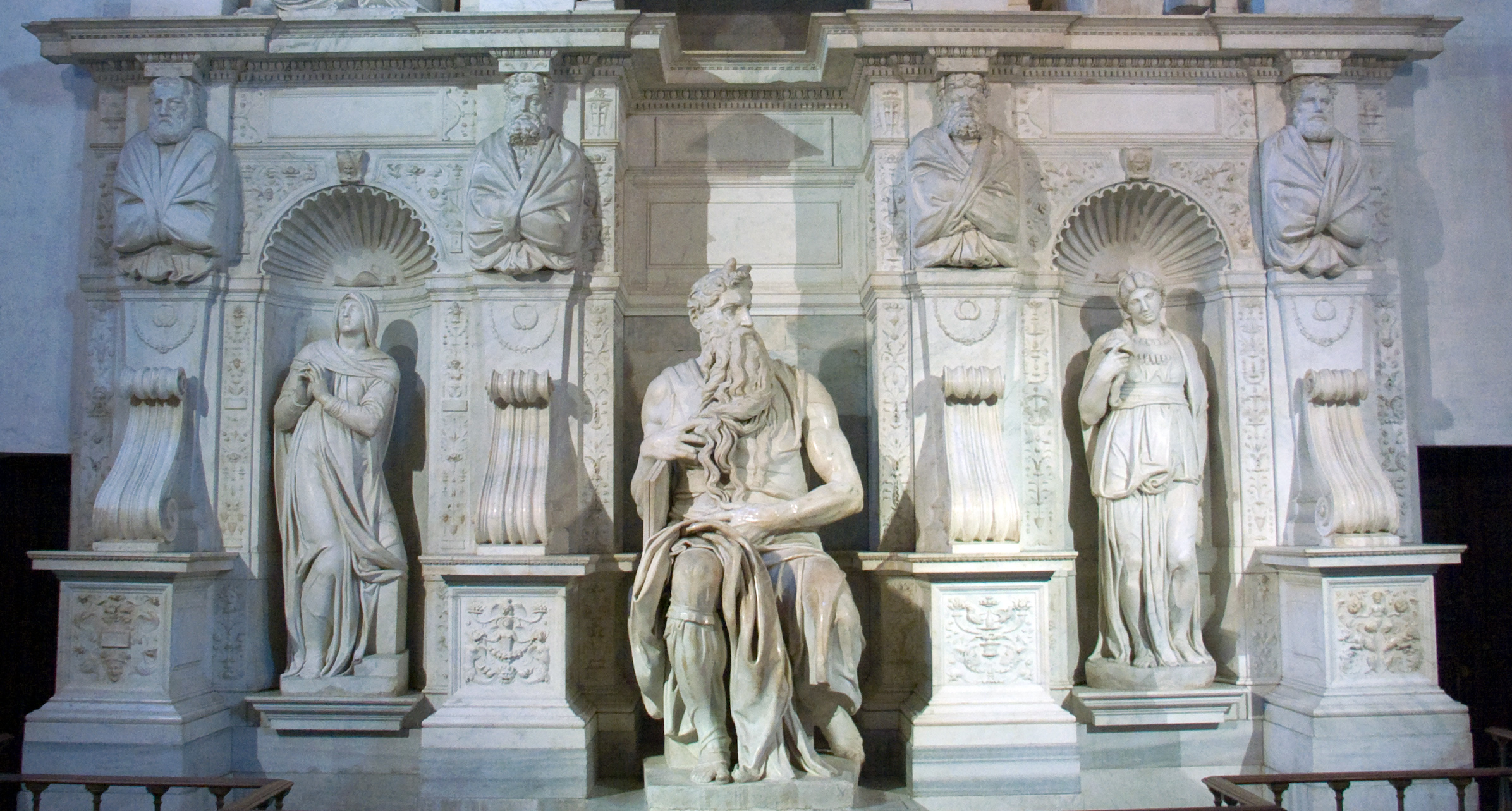
Part baixa del sepulcre de Juli II a San Pietro in Vincoli, a Roma, amb les imatges de Moisès, Raquel i Lia

El 1505, va ser cridat a Roma pel papa Juli II, per proposar-li la construcció del sepulcre papal, que s'hauria de posar sota la cúpula de la basílica de Sant Pere del Vaticà. Tota la successió de fets durant els quaranta anys que es va trigar per a la realització de la tomba va ser anomenada per Condivi «la tragèdia del sepulcre», com serà conegut de llavors ençà aquell reguitzell d'infortunis.
L'artista va considerar el sepulcre de Juli II la gran obra de la seva vida. El primer projecte presentat fou un monument aïllat de planta rectangular i de forma piramidal esglaonada de tres pisos, amb una gran quantitat de figures escultòriques. Una vegada el papa hi va haver donat el vistiplau, Miquel Àngel va passar a prop de vuit mesos a Carrara escollint els blocs de marbre per a l'obra. Per indicació de Bramante, Juli II va canviar d'idea i va sol·licitar a l'escultor que ajornés l'execució del mausoleu i emprengués la de la pintura de la volta de la capella Sixtina.
Disgustat, Miquel Àngel va marxar novament cap a Florència i, després d'una nova trobada el 1506 amb el papa a Bolonya, va fer una representació de Juli II en bronze que, acabada al cap de dos anys, el 1508, es va col·locar a la façana de l'església de San Petronio i fou destruïda pel poble el 1511 després del retorn dels Bentivoglio.

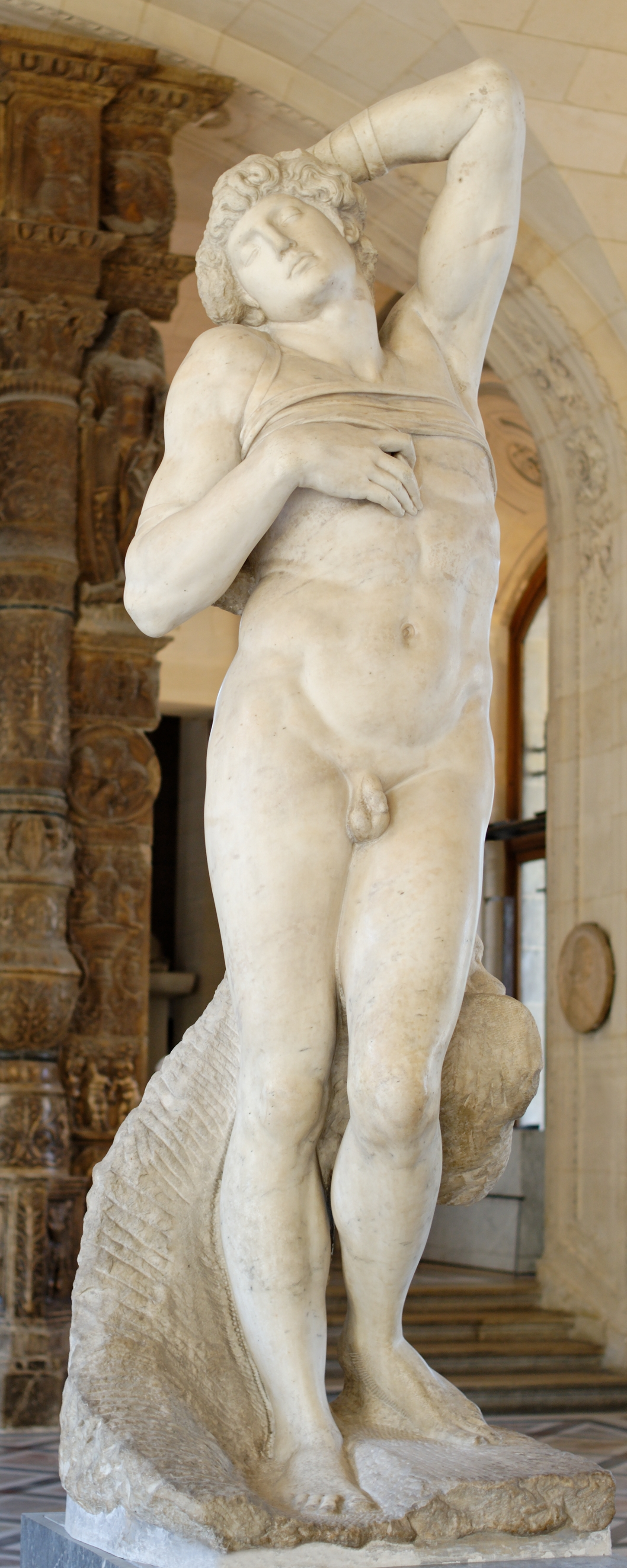
LEsclau moribund del Museu del Louvre, de 2,29 m d'altura

El 1513, quan va haver acabat la pintura de la volta de la capella Sixtina i Miquel Àngel creia que ja podria esculpir els marbres per al sepulcre, va morir el papa Juli II i se'n va ajornar l'execució durant dues dècades més.

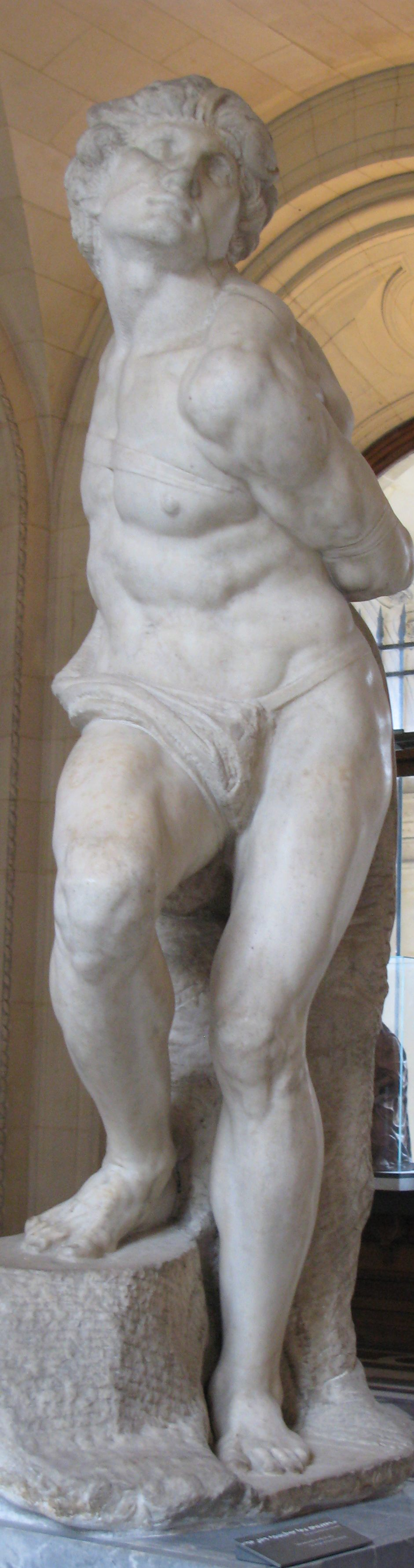
LEsclau rebel del Museu del Louvre, de 2,15 m d'altura

Se'n van arribar a realitzar sis projectes diferents i, finalment, el 1542 el sepulcre va ser construït com un retaule amb tan sols set estàtues, i es va instal·lar a l'església de San Pietro in Vincoli i no a la basílica del Vaticà.
La gran escultura del sepulcre és la figura del Moisès, l'única de les ideades en el primer projecte que va arribar al final de l'obra. L'estàtua colossal, amb una mirada terrible, demostra un dinamisme extrem. És col·locada al mig de la part inferior, de manera que es converteix en el centre d'atenció del projecte definitiu, amb les estàtues de Raquel i Lia situades una a cada costat. La resta del monument va ser realitzada pels seus ajudants.
Per al primer projecte, havia realitzat durant els anys 1513-1516 l'Esclau moribund i l'Esclau rebel (tots dos al Museu del Louvre), amb la simbologia de representar els pobles pagans en el seu reconeixement de la fe veritable. L'Esclau moribund recorda les imatges de sant Sebastià; el tronc del cos fa una torsió, amb un moviment contingut cap enrere, que s'accentua amb el braç esquerre sobre el cap i és equilibrat pel dret que creua el cos sobre el pit. Presenta també un acusat contrapposto.
En l'Esclau rebel, comparat amb els dibuixos inicials de Miquel Àngel (avui a Oxford), s'aprecia la transformació que hi va fer, obligat per la forma primitiva del bloc de marbre: la cama dreta, que al dibuix quedava mig amagada, a l'escultura es veu completament recolzada a la base del bloc; els braços al dibuix estaven lligats a l'esquena, mentre que es mostren a l'estàtua: el dret, que verticalment puja per la vora del bloc, i l'esquerre en angle recte cap enrere; finalment, el cap està girat cap amunt, en un clar record de l'expressió de l'escultura del Laocoont i els seus fills, de la descoberta de la qual a Roma va ser testimoni Miquel Àngel.
Des de l'any 1520, va continuar esculpint quatre estàtues més d'esclaus, aquests d'una mida més gran que la parella anterior i d'una realització menys acabats, amb aspecte d'atlants, coneguts com el Jove esclau, l'Esclau atlant, l'Esclau despertant-se i l'Esclau barbut. Van romandre al taller de l'escultor fins al 1564, en què el seu nebot Leonardo les va donar a Cosme I de Mèdici i van ser col·locades a la gruta del Buontalenti del jardí de Bòboli fins al seu trasllat definitiu, el 1908, a la Galleria dell'Accademia de Florència.
Va esculpir encara l'estàtua del Geni de la Victòria, que entrava dintre del cinquè projecte realitzat per a la tomba de Juli II. Es tracta d'un grup escultòric col·locat al Saló dels Cinc-cents del palazzo Vecchio, encara que Vasari la relacionava amb el primer projecte, en què les Victòries que hi havia dissenyades estaven totes vestides i, en canvi, solament des del cinquè projecte es mostren nues; en el qual sí que coincideix és que es tracta d'una obra realitzada per al mausoleu del papa.
Per unes cartes intercanviades entre Vasari i el nebot de Miquel Àngel, Leonardo, se sap que era al taller de l'escultor quan es va esdevenir la seva mort el 1564; el nebot, fins i tot, havia arribat a proposar de posar-la a la tomba de Miquel Àngel; al final, fou donada al duc Cosme I de Mèdici i va ser col·locada al palazzo Vecchio. S'ha dit d'aquesta escultura que és la representació del victoriós vençut, la inevitable victòria de la joventut sobre la vellesa, segons Tolnay.

### Les tombes dels Mèdici
El papa Climent VII, cap al 1520, li va encarregar el projecte per a les tombes dels seus familiars Llorenç el Magnífic, pare de Lleó X, i el seu germà Julià, pare de Climent VII mateix, i de dues tombes més per a uns altres membres de la família: Julià II i Llorenç II, a la sagristia de la basílica de San Lorenzo de Florència. El papa li va proposar quatre sepulcres, un a cada paret de la planta quadrada de la sagristia i una Mare de Déu amb l'infant i els sants metges Cosme i Damià, que havien d'estar col·locats al centre sobre un altar.
Una vegada aprovat el projecte, no es començà a realitzar fins al 1524, quan van arribar els blocs de marbre de Carrara. Miquel Àngel aplica les escultures al costat de l'arquitectura de les parets; totes les motllures i cornises compleixen la funció d'ombra i llum i, sobre els sarcòfags curvilinis, hi col·loca dues estàtues amb la simbologia del temps. En la de Llorenç II, la figura de l'esquerra representa el Crepuscle, amb els trets d'un home que envelleix però que encara té tota la seva força, el qual té una actitud simètrica a la de l'Aurora, a la dreta, i per damunt de totes dues, dintre d'una fornícula, l'estàtua de Llorenç, nebot de Lleó X, que porta el cap cobert amb el casc dels generals romans; té una actitud de meditació que va fer que tot seguit se l'anomenés «el pensador».
Sobre la tomba de Julià II, es troba a la dreta l'al·legoria del Dia: el cap de l'home, inacabat, sembla com el d'una au nocturna; és singular aquesta representació d'una persona gran, que simbolitza la imatge del cansament de començar el dia sense desitjar-ho. En contraposició, a l'esquerra hi ha la Nit, que tot i que simbolitza la mort, anuncia la pau suprema. Al capdamunt, l'estàtua de Julià, germà de Lleó X, amb una gran semblança a la imatge del Moisès de la tomba de Juli II; malgrat la cuirassa amb què el vesteix, s'hi copsa el cos d'un jove atleta. En definitiva, els retrats d'aquests dos personatges del casal dels Mèdici són més espirituals que físics, s'hi mostra més el caràcter que no l'aparença material. Quan se li va dir a l'escultor que s'assemblaven molt poc a les persones de debò, va respondre: «I qui se n'adonarà d'aquí a deu segles?».
Miquel Àngel va realitzar també la imatge de la Mare de Déu amb l'infant, que és símbol de vida eterna i, a banda i banda, les estàtues dels Sants Metges, dissenyades per Buonarroti, les treballaren Giovanni Angelo Montorsoli (Sant Cosme) i Raffaello da Montelupo (Sant Damià). Aquí hi ha enterrats Llorenç el Magnífic (primer mecenes de Miquel Àngel) i el seu germà Julià. Aquests últims sepulcres van quedar incomplets, així com les escultures que representen els rius, que havien d'anar a la part baixa de les altres tombes ja realitzades, per la marxa definitiva de Miquel Àngel a Roma l'any 1534 a causa de la situació política de Florència.
Per a aquestes tombes, va esculpir també un Noi ajupit de marbre, que representa un jove nu, replegat sobre ell mateix, segurament volent representar les ànimes dels «no nascuts». Va ser una de les escultures que es van quedar a la sagristia l'any 1534, quan Miquel Àngel va viatjar a Roma. Aquesta estàtua es troba actualment a l'Ermitage de Sant Petersburg.

### Altres obres escultòriques

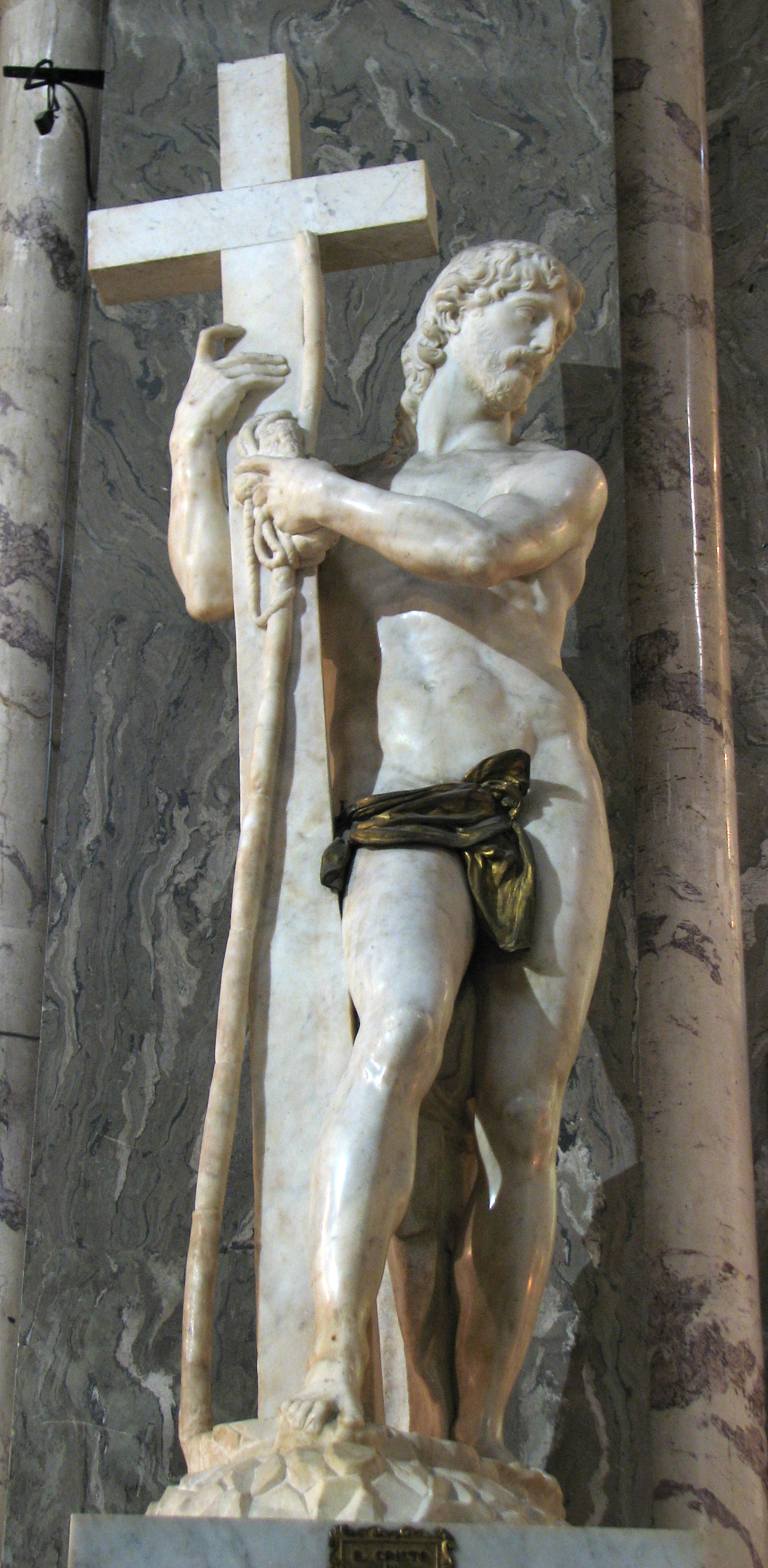
El Crist de la Minerva de Santa Maria sopra Minerva, a Roma

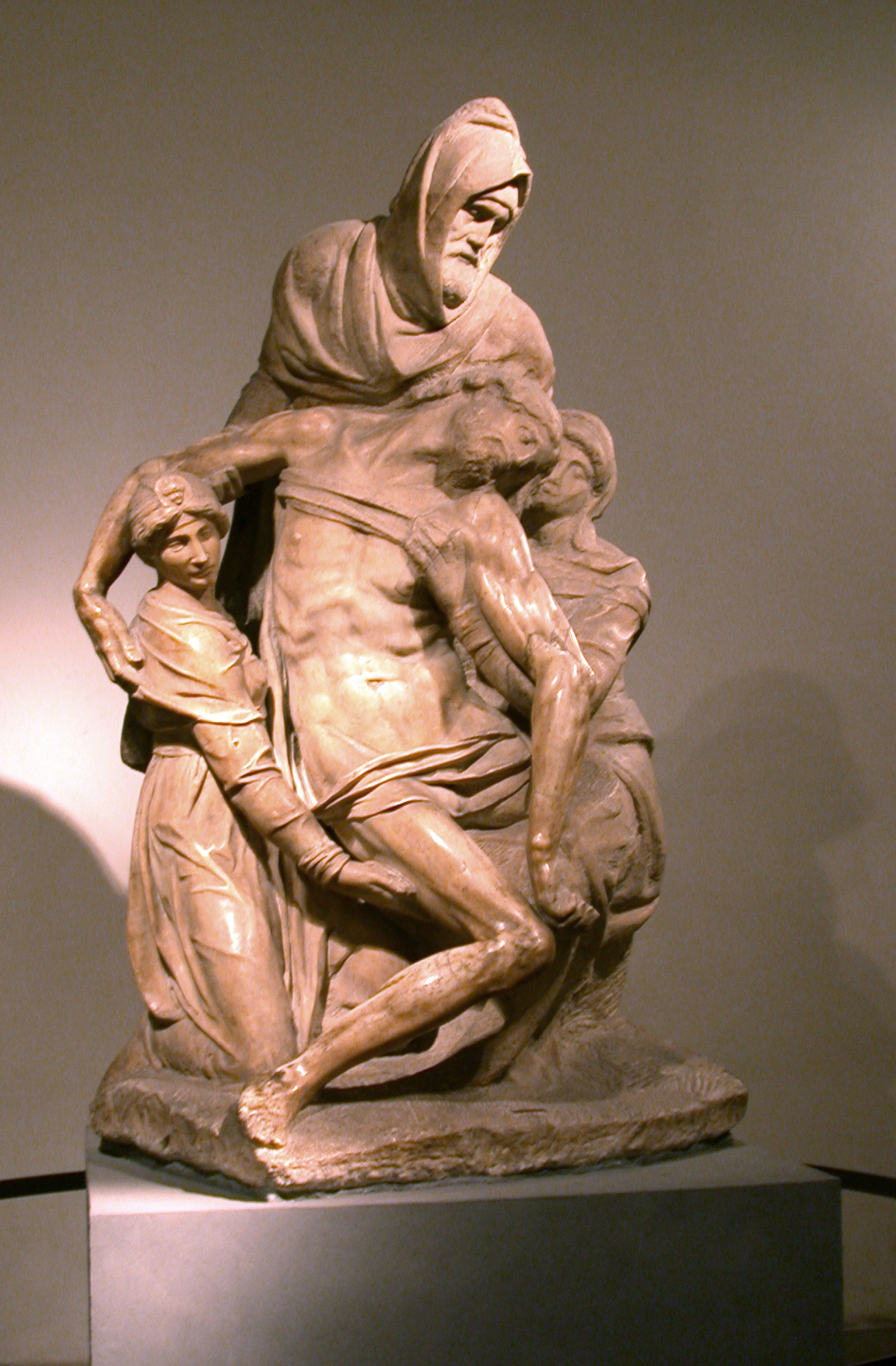
La Pietat del Duomo a Santa Maria del Fiore, Florència

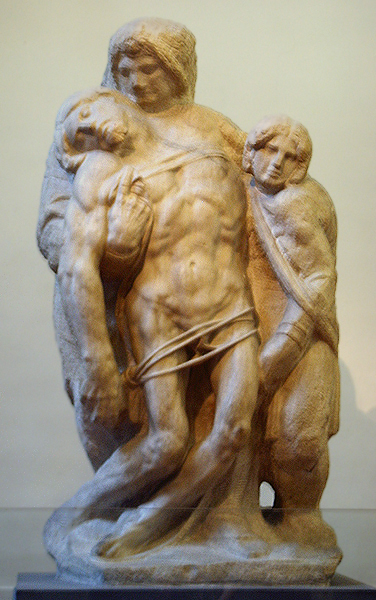
La Pietat Palestrina de Florència

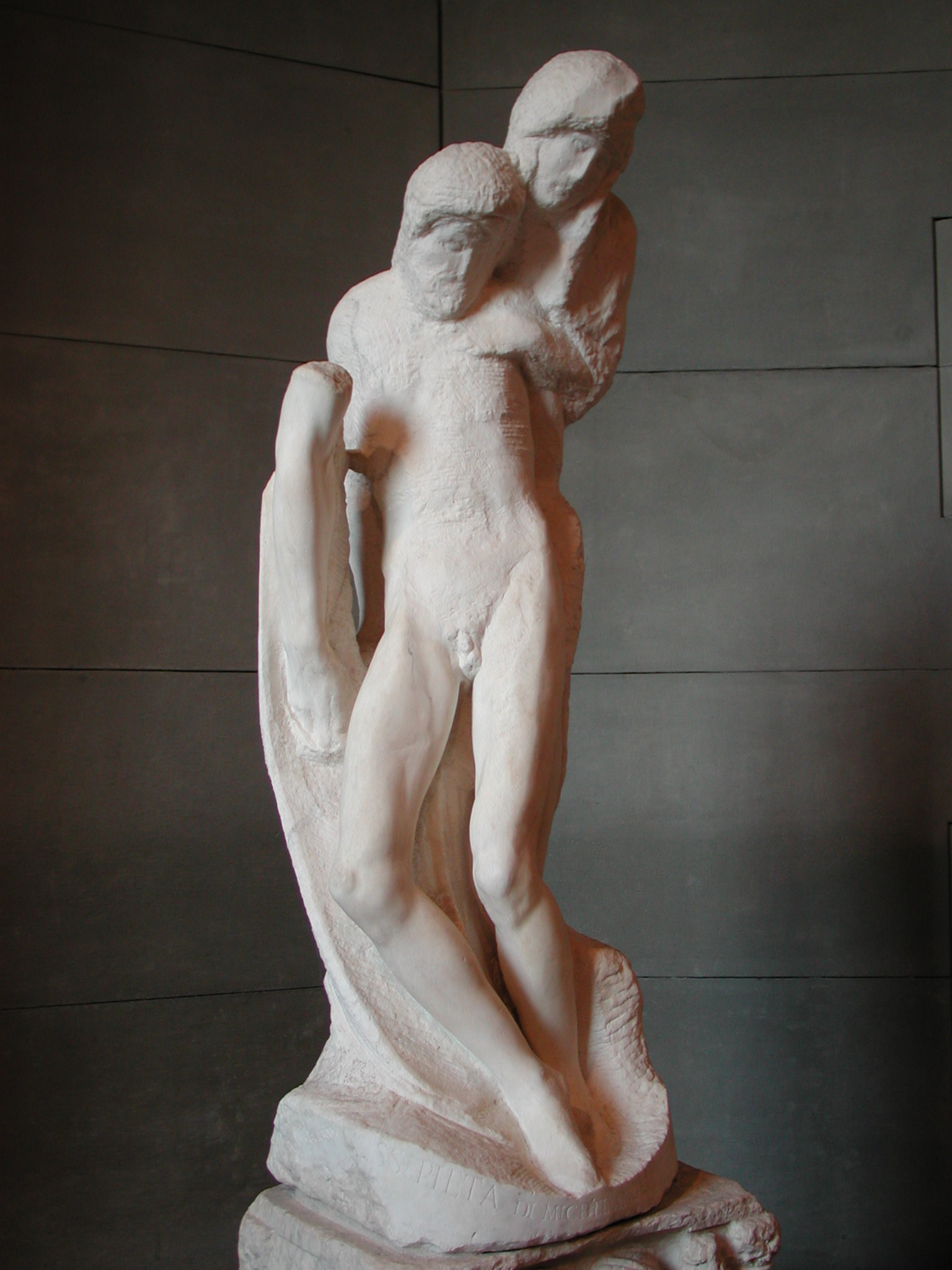
La Pietat Rondanini de Milà

Una nova versió del Crist de la Minerva, realitzada per Metello Vari, és conseqüència de la que va començar l'any 1514 i que va ser abandonada a causa de defectes del marbre; en el contracte de l'escultura, es precisa que serà «una estàtua de marbre d'un Crist, de mida natural, nua, dreta, amb una creu entre els braços i els símbols de la passió, en la posició que Miquel Àngel jutgi adequada». L'obra es va enviar a Roma el 1521, on va ser acabada pel seu ajudant Pietro Urbano, el qual en va canviar la línia i li va donar un acabament molt diferent del que solia fer Miquel Àngel, que inicialment l'havia tractat com un jove atleta adolescent i que acostumava a deixar les seves escultures amb plans voluntàriament inacabats. Va ser col·locada a l'església de Santa Maria sopra Minerva, a Roma.
Cap al 1530, Baccio Valori, comissari del papa Climent VII i nou governador de Florència, li encarrega de fer una estàtua d'Apol·lo o de David. Es creu que, al principi, Miquel Àngel s'inclina cap a l'execució d'un David, ja que la forma rodona de sota el peu dret es considera l'esbós per fer el cap de Goliat. La figura, però, està definitivament dedicada a Apol·lo, amb la figura del cos que evoca la forma d'una dona, tractat com Narcís enamorat de si mateix, mostrant un clar contrapposto. Es troba al museu florentí del Bargello.
El Bust de Brutus va ser realitzat cap al 1539 a Roma i avui es troba també al Museu Nacional del Bargello. Fou un encàrrec del cardenal Niccolò Ridolfi, executat en estil antic, semblant als bustos romans dels segles I i II de la nostra era; el va acabar el seu deixeble Tiberio Calcagni, principalment pel que fa a la part de la vestimenta. Té una altura de 74 cm sense comptar la base. Vasari és el primer que een relaciona la iconografia amb l'antiguitat i Tolnay hi veu reminiscències d'un bust romà de Caracal·la que hi ha al Museu Arqueològic Nacional de Nàpols.
La Pietat del Duomo de Florència es creu que fou començada a partir del 1550. Segons Vasari i Condivi, Miquel Àngel planteja que el sepultessin al peu d'aquest grup escultòric, dins la basílica de Santa Maria Major, a Roma. Més tard va abandonar aquest desig, perquè volia ser enterrat a Florència, i també perquè va tenir l'oportunitat de vendre'l, el 1561, a Francesco Bandini, que va posar l'escultura als jardins romans de Monte Cavallo, on va romandre fins Cosme III la va fer traslladar a l'església de San Lorenzo de Florència el 1674; finalment, l'any 1722, la van posar a Santa Maria del Fiore i des del 1960 és al museu de la catedral.

El grup escultòric de la Pietat del Duomo consta de quatre personatges: el Crist mort és sostingut per la Mare de Déu, Maria Magdalena i Nicodem, els trets del qual en fan un autoretrat de Miquel Àngel. L'estructura és piramidal, amb Nicodem com a vèrtex, i el Crist es mostra com una figura serpentinata pròpia del manierisme. L'any 1555, no se sap exactament si per accident o perquè l'obra no li semblava bé a l'autor, es va trencar en diversos trossos. Segons Vasari:
| « | potser perquè la pedra era dura i plena d'esmeril i el cisell hi feia treure espurnes, o potser perquè, per la seva autocrítica severa, no estava mai content amb res del que feia… Tiberio Calcagni li va demanar per què havia trencat la «Pietat» i s'havien així perdut tots els seus meravellosos esforços. Miquel Àngel li va respondre que una de les raons era perquè el seu criat l'havia estat importunant amb els seus sermons diaris perquè l'acabés, i també perquè s'havia trencat una peça del braç de la Madonna. I tot això, va dir, així com altres desgràcies, ja que havia descobert una esquerda al marbre, li havien fet odiar l'obra, havia perdut la paciència i l'havia trencada. | » |

Posteriorment, la Pietat del Duomo va ser restaurada per Calcagni, tot i que encara avui dia es pot veure algun desperfecte al braç i a la cama del Crist.
Una altra obra sobre el mateix tema i realitzada per la mateixa època (1556) és la Pietat Palestrina, un grup escultòric amb el Crist, la Mare de Déu i Maria Magdalena, de dos metres i mig d'altura. Miquel Àngel el va esculpir des d'un fragment d'una construcció romana; fins i tot, a la banda del darrere, es pot copsar un tros de la decoració antiga d'un arquitrau romà. És inacabada i, després d'estar a la capella del palazzo Barberini de Palestrina, actualment es pot veure a la Galleria dell'Accademia de Florència.
Miquel Àngel comença també la Pietat Rondanini, que serà la darrere escultura. Hi va treballar fins a la vigília de la seva mort. La religiositat que mostren aquestes últimes escultures és el resultat d'una crisi interna de l'autor. Les imatges de la Pietat Rondanini són allargades i tant el Crist com la Mare de Déu són units com si es tractés d'un sol cos, i s'hi aprecia una frontalitat dramàtica d'origen medieval. La va deixar, inacabada, com a llegat, el 1561, al seu fidel servidor Antonio del Franzese. Va romandre durant segles al pati del palazzo Rondanini i el 1952 va ser adquirida per l'Ajuntament de Milà i exposat al centre cívic del castell dels Sforza.
La Pietat Rondanini és, de totes les seves escultures, la més tràgica i misteriosa. A l'inventari de la seva casa de Roma, s'hi refereixen com «una altra estàtua iniciada d'un Crist amb una altra figura damunt, juntes, esbossades i sense acabar».

## Obra pictòrica

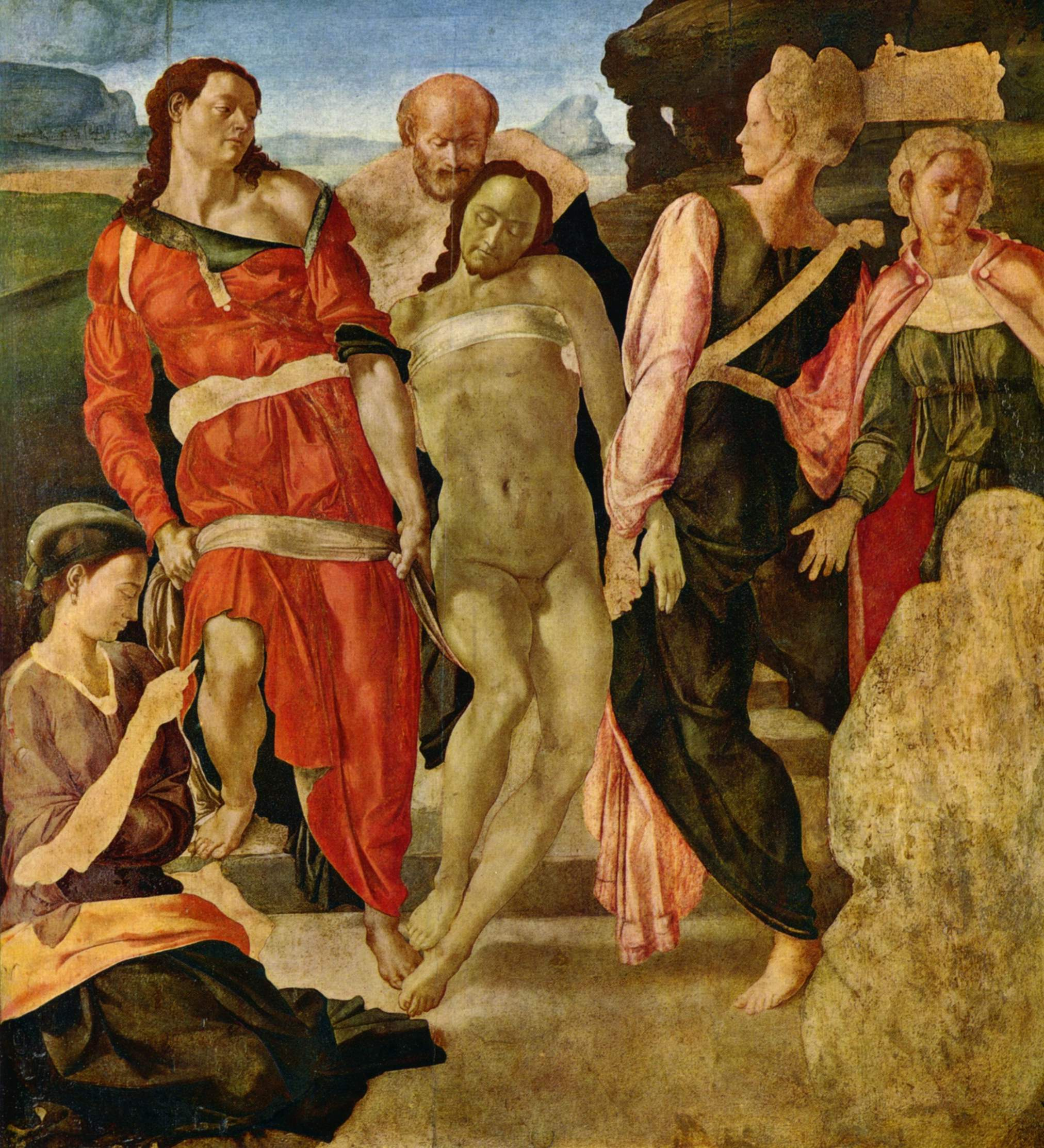
L'Enterrament de Crist, a la National Gallery de Londres (1500-1501)

### Enterrament de Crist
L'Enterrament de Crist juntament amb la Madonna de Manchester són les primeres pintures atribuïdes a Miquel Àngel; l'Enterrament es tracta d'una taula al tremp inacabada, datada cap al 1500-1501, que es troba a la National Gallery de Londres. Gràcies a uns documents publicats el 1980, se sap que durant la seva estada a Roma va rebre l'encàrrec de fer un retaule per a l'església de Sant'Agostino d'aquesta ciutat i que l'artista va tornar els diners rebuts a compte, ja que no l'havia pogut acabar abans del seu retorn a Florència, el 1501.
Aquesta taula, que durant molts anys s'ha dubtat de si pertanyia a Miquel Àngel, finalment s'ha reconegut com seva. Les figures del Crist i de sant Joan són les que hi mostren més força, té una composició; pel que fa a la figura de Josep d'Arimatea, situada darrere de Jesucrist, el cap presenta una curiosa semblança amb la del sant Josep del Tondo Doni.

### Tondo Doni

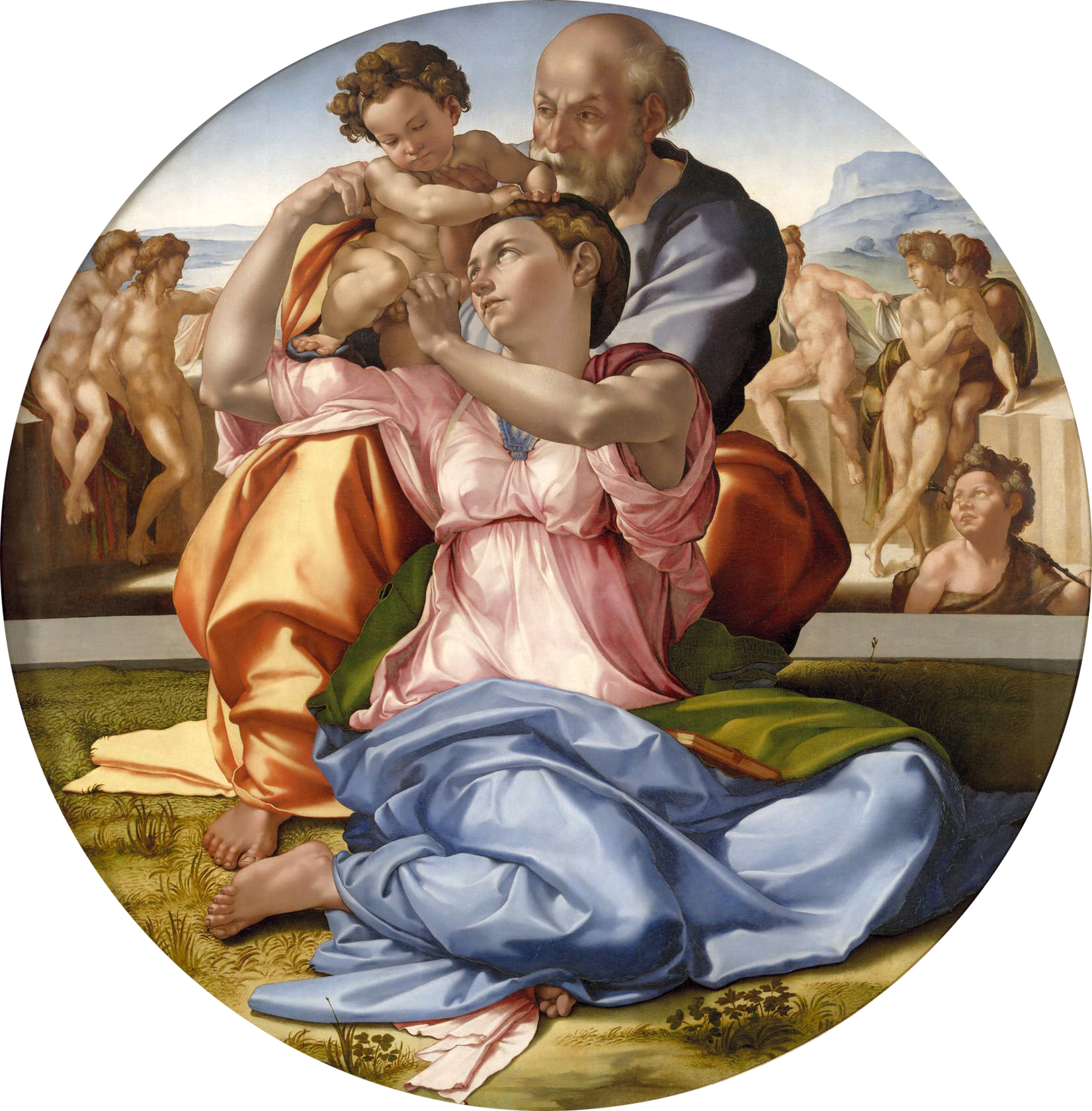
Tondo Doni, als Uffizi de Florència (1504-1505)

El Tondo Doni, pintat al tremp d'ou entre 1504 i 1505, conegut també com La Sagrada Família, és una de les primeres obres pictòriques de Miquel Àngel, realitzada amb motiu del casament del mercader Agnolo Doni amb Maddalena Strozzi. Hi criden l'atenció les imatges tractades com a escultures dintre d'una disposició circular de 120 cm de diàmetre i amb una composició en forma piramidal de les figures principals, integrades per la Mare de Déu, el nen Jesús i sant Josep. La base de la línia triangular és la marcada per les cames de la Mare de Déu de genolls, que té el cap girat cap a la dreta, on es troba el nen sostingut per sant Josep, amb el cos inclinat cap a l'esquerra; aquesta part superior de la pintura, juntament amb la línia que marquen els braços, denota un moviment en forma d'espiral.
A la part esquerra, en un segon pla, es troba el cap de sant Joan infant, que guaita al grup central.
Al pla del fons del quadre, a banda i banda del grup central, s'aprecien les figures de cinc joves nus, símbol de la innocència disposada a rebre el baptisme, o bé el nexe entre la fe cristiana i la tradició neoplatònica, segons les idees de l'humanisme renaixentista rebudes per Miquel Àngel a l'escola de Llorenç el Magnífic.
L'artista aquí va demostrar que, amb la pintura, era capaç d'expressar-se amb la mateixa grandiositat que amb l'escultura; el Tondo Doni, de fet, es considera el punt de partida per al naixement del manierisme.

### Volta de la capella Sixtina

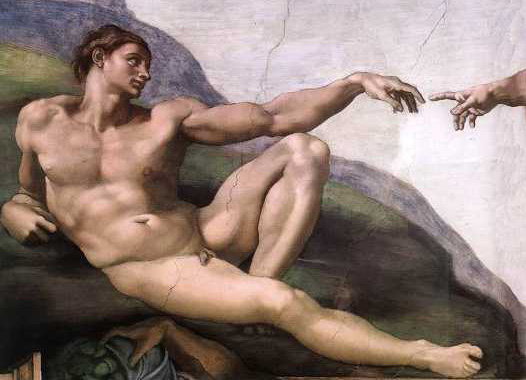
Imatge d'Adam a l'escena de la Creació d'Adam de la volta de la capella Sixtina, als Museus Vaticans

L'any 1508, el papa Juli II va manar –més que encarregar– a Miquel Àngel la realització dels frescos que havien de cobrir la volta de la capella Sixtina al Vaticà. El projecte del papa era la representació dels dotze apòstols, que Miquel Àngel va canviar per un de molt més ampli i complex. Sobre la part central de la volta, va representar nou escenes del Gènesi, cada una envoltada per quatre joves nus (ignudi), juntament amb els dotze profetes i les sibil·les i, una mica més avall, la representació dels avantpassats de Crist. Totes aquestes escenes estan diferenciades magistralment mitjançant la imitació d'arquitectures simulades.

Va començar la feina el dia 10 de maig del 1508, tot rebutjant la col·laboració de pintors experts en frescos; també va desestimar les bastides que ja havia col·locat Bramante i en va fer posar de noves. Mentre treballava en el seu primer fresc (El diluvi), es va florir la pintura, cosa que va alterar els colors i el dibuix, i va haver de recórrer a Giuliano da Sangallo per a resoldre el problema i tornar a començar; Miquel Àngel va haver d'aprendre a força de sofriment la tècnica del fresc, ja que, segons Vasari, calia:
| « | …enllestir en una única jornada tota l'escena… L'obra s'executa sobre la calç encara fresca, fins a concloure la part prevista… Els colors aplicats sobre un mur humit produeixen un efecte que es modifica quan s'asseca… El que ha estat treballat al fresc queda per sempre, però el que ha estat retocat en sec es pot treure amb una esponja humida… | » |

La superfície pintada en un dia s'anomena jornada; per a l'escena de la Creació d'Adam, una de les més espectaculars de la volta, li van caldre setze jornades.
L'artista també va estar sota la tensió de les contínues discussions amb el papa, les presses per acabar la pintura i els pagaments que no rebia. Finalment, la gran obra de la pintura de la volta va estar acabada l'octubre de l'any 1512.

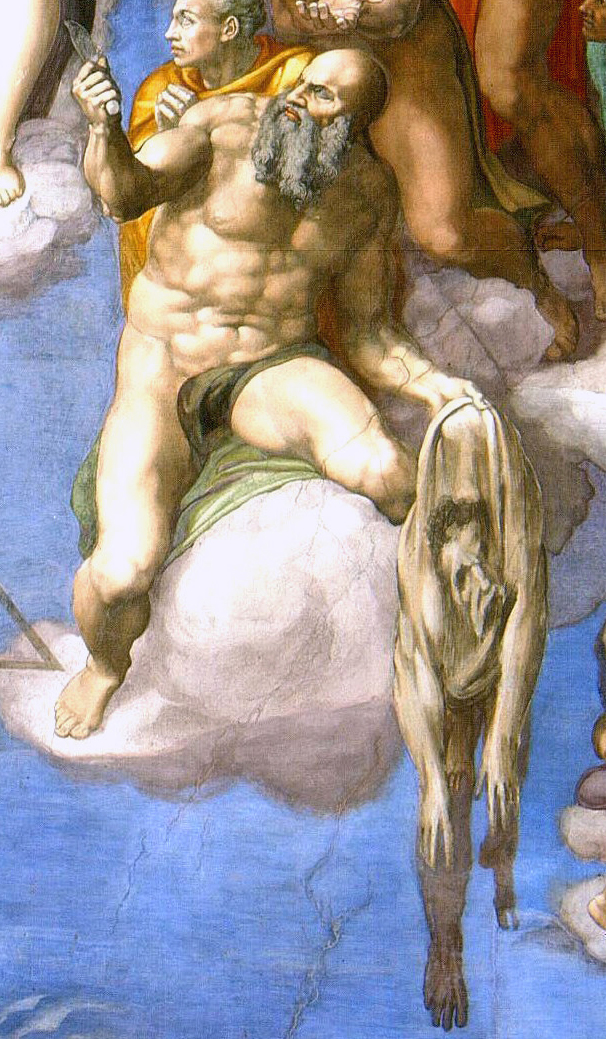
Detall del Judici Final, amb sant Bartomeu que aguanta la pell amb l'autoretrat de Miquel Àngel

### Judici Final
Per encàrrec del papa Climent VII, més tard confirmat per Pau III, Miquel Àngel va acceptar de pintar a la paret de l'altar de la capella Sixtina el Judici Final, o Judici Universal, iniciat el 1536 i acabat el 1541.

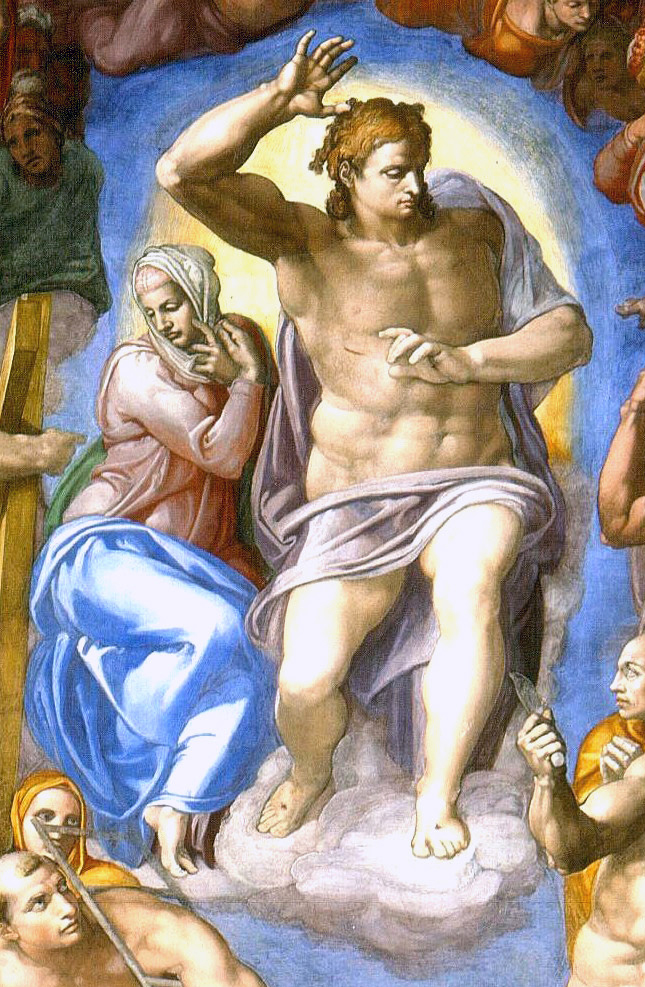
Detall del Judici Final, amb Jesucrist i la mare Maria

El tema es basa en l'Apocalipsi de sant Joan. La part central és ocupada per un Crist amb gest enèrgic, que separa els justos dels pecadors, i al costat té la mare Maria, temorosa pel gest tan violent del seu fill. Tot al voltant hi ha els sants, fàcilment recognoscibles, ja que es mostren amb els atributs dels seus martiris, entre els quals es troba sant Bartomeu, que en el seu martiri va ser escorxat; aquest sant porta penjada de la mà la seva pell, on es reconeix l'autoretrat de Miquel Àngel. Just a sota hi ha el grup dels àngels amb les seves trompetes anunciadores del Judici. Totes les escenes estan rodejades per una multitud de personatges, els uns al costat dret del Crist, els que ascendeixen al cel, i a l'esquerra els condemnats que davallen a les tenebres, alguns dels quals damunt la barca de Caront, present també en La Divina Comèdia del Dant. Als semicercles de la part superior del mural, apareixen uns àngels enduent-se els símbols de la Passió de Crist, en un costat la creu on va ser mort i a l'altre la columna on va ser flagel·lat.
Malgrat l'admiració que va desvetllar aquesta obra, també les protestes pels nus i per les actituds dels personatges van ser importants, ja que els consideraven immorals. El mestre de cerimònies papal, Biagio da Cesena, va dir que la pintura era «deshonesta», però un dels qui més crítiques contràries va llançar contra els nus, argumentant que s'havia de «fer un gran foc amb l'obra», va ser Pietro Aretino. Finalment, el 1559, es va aconseguir que Daniele da Volterra, per ordre del papa Pau IV, cobrís les «vergonyes» de les figures nues, per la qual cosa seria conegut com a il Braghettone; el pintor va morir al cap de dos anys sense haver pogut completar la feina.
D'ençà de la restauració començada l'any 1980, les pintures tornen a lluir tal com les va realitzar Miquel Àngel.

### Capella Paulina

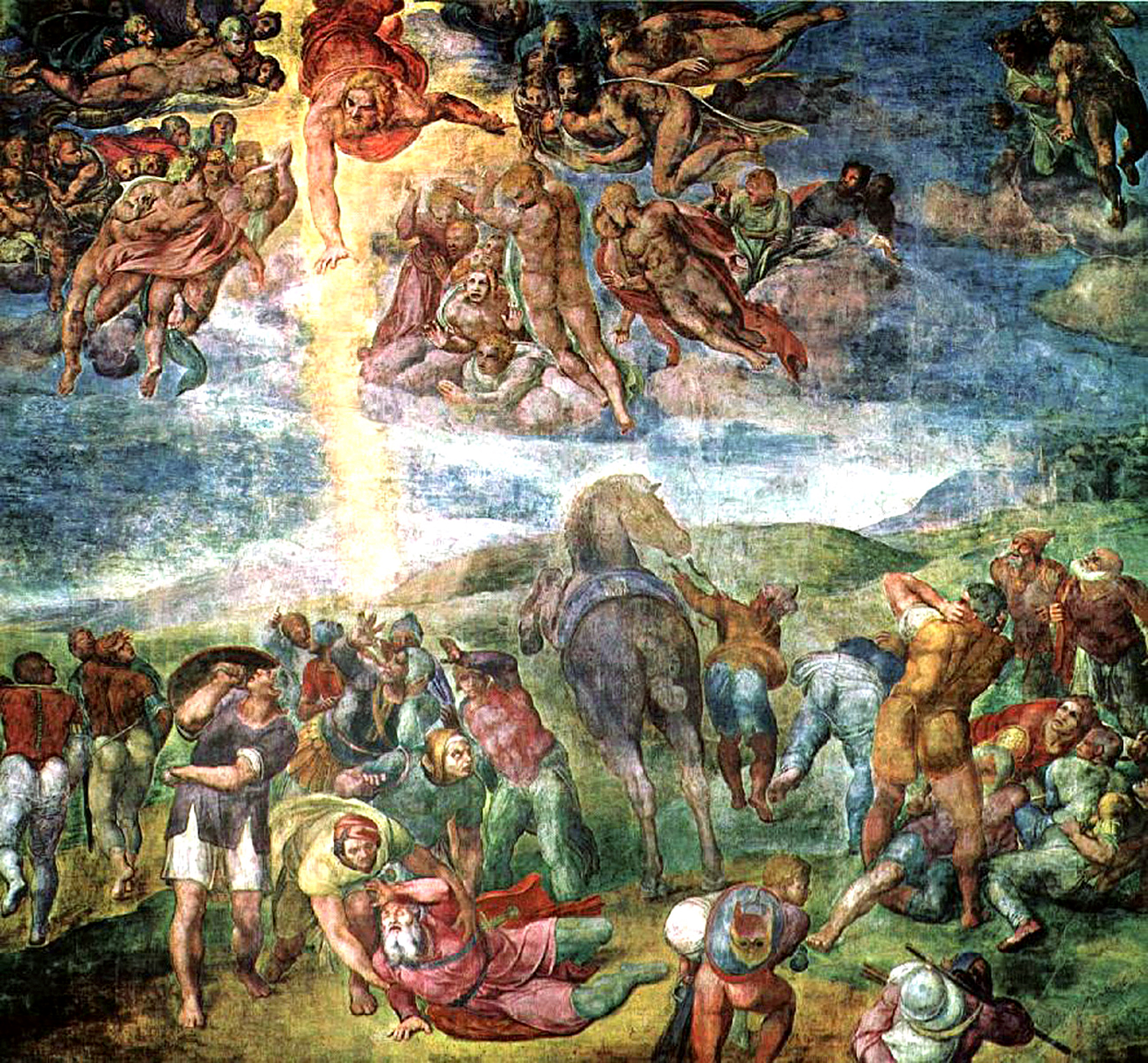
La conversió de sant Pau

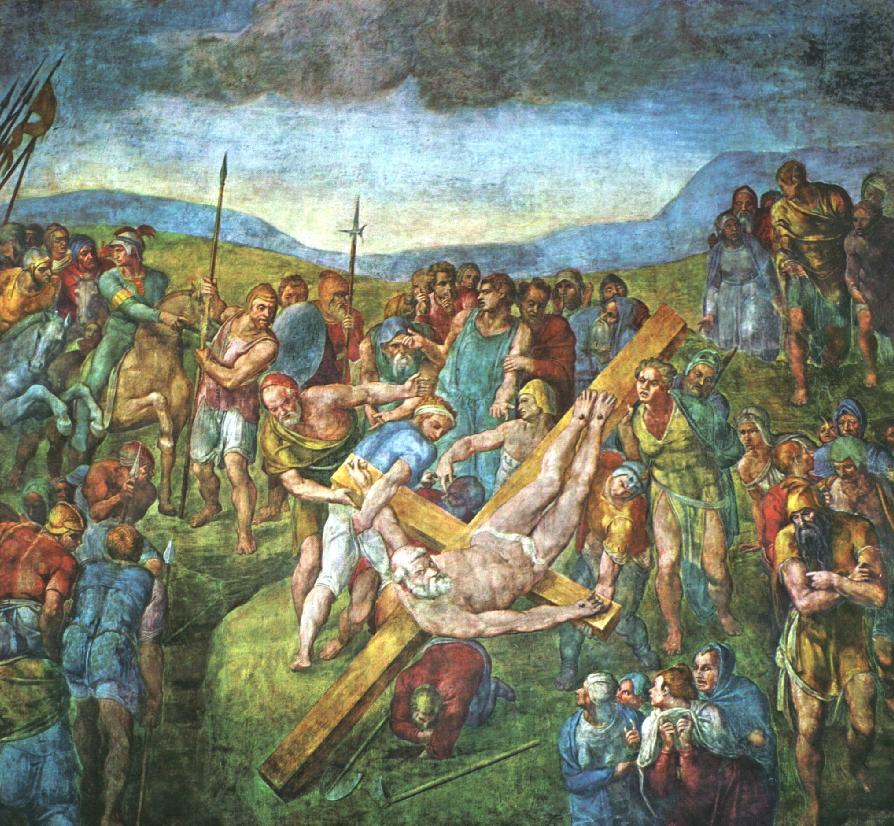
Martiri de sant Pere

Poc després d'acabar la pintura del Judici Final, va començar dos frescos per a la capella Paulina, que s'havia fet construir Pau III, per a ús particular, per Antonio da Sangallo el Jove, i que Miquel Àngel va pintar entre el final del 1542 i el 1550. Foren diversos els motius que allargaren l'execució d'aquestes obres, entre els quals un incendi l'any 1544 i una malaltia de l'artista, que va retardar el començament del segon fresc fins al 1546, així com la mort del seu amic Luigi del Riccio el 1546 i de Vittoria Colonna el 1549.
Sembla que el primer fresc a ser acabat va ser La conversió de sant Pau, que és el que més s'assembla a l'estil del Judici Final, sobretot per la imatge del Crist, cap per avall amb els braços que apunten l'un cap avall i l'altre cap a uns núvols, que recorden el remolí dels escollits i els condemnats al voltant de Jesús al Judici. En aquest fresc, també es fa palesa la partició entre el món celestial i el terrenal, amb el contrast entre l'objecte principal de la part inferior: el cavall que mira cap a la dreta, i el de la part superior: Jesucrist mirant cap al costat contrari.
Aquest gran dinamisme es troba molt més contingut al fresc següent del Martiri de sant Pere, en què s'aprecia el ritme compositiu equilibrat, enfront del desordre existent en La conversió de sant Pau. La línia principal, en diagonal, la representa la creu encara no hissada, i les figures que descriuen un gran arc de mig punt prop del centre. Gràcies al moviment del cap de sant Pere, Miquel Àngel aconsegueix el punt d'atenció principal de l'escena.

### Crucifixió

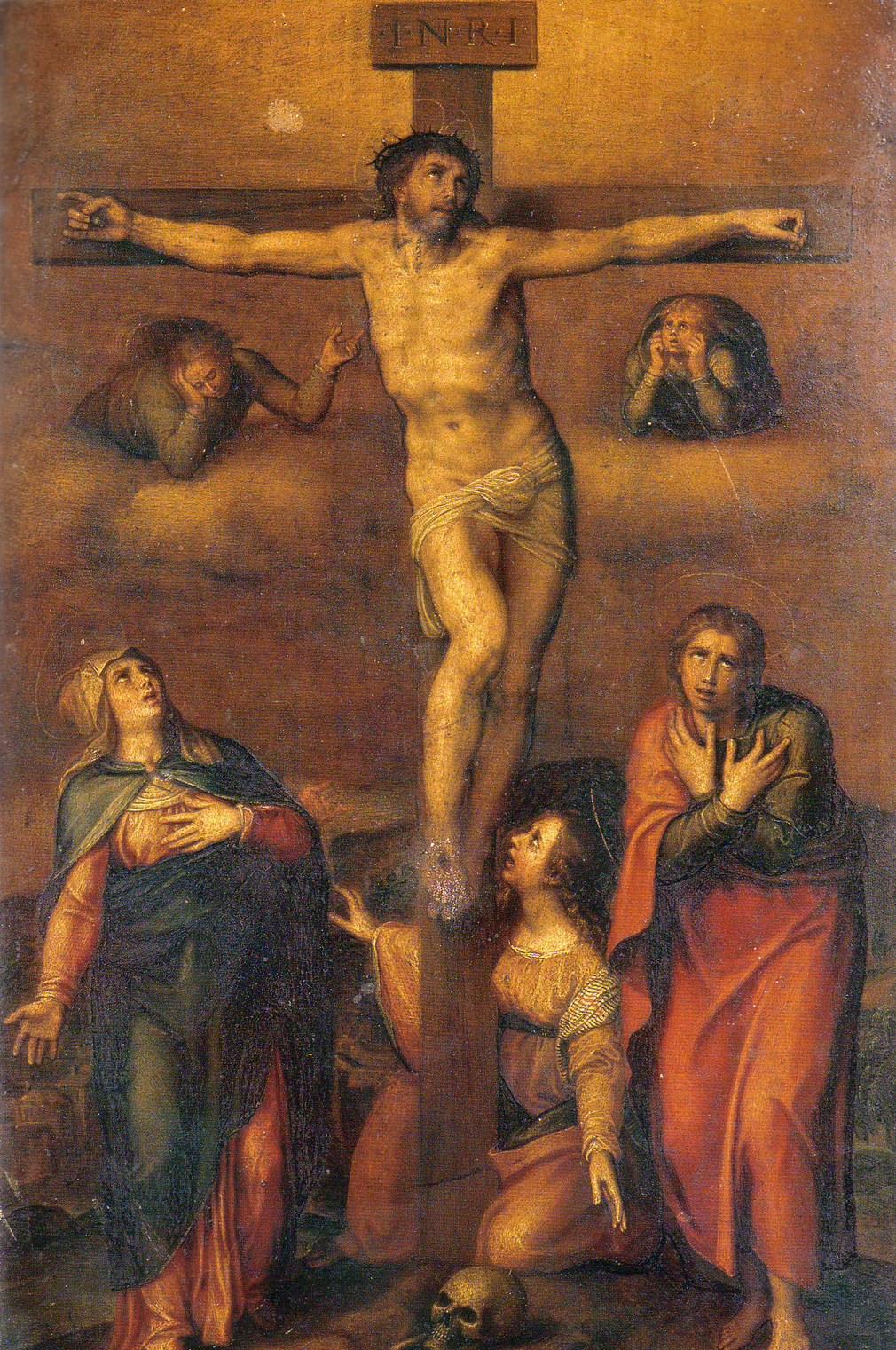
Crucifixió atribuïda a Miquel Àngel, còpia d'una pintura per Vittoria Colonna, a la catedral de Santa María de Logronyo

L'any 1540, Vittoria Colonna, marquesa de Pescara, va demanar al seu gran amic Miquel Àngel un petit quadre de la Crucifixió que l'ajudés a les seves oracions privades. Després de presentar-li diversos esbossos, que es conserven al Museu Britànic de Londres i al Louvre de París, l'artista li va pintar un petit Calvari. Vasari el descriu així:
| « | …i Miquel Àngel li va dibuixar una Pietat en què es veu la Mare de Déu amb dos angelets i un Crist clavat a la creu que, alçant el cap, recomana el seu esperit al Pare, que és cosa divina. | » |

 Encara que parla d'un dibuix, l'artista en va acabar fent una pintura.

Es té notícia també sobre aquesta pintura per una carta de Vittoria a Miquel Àngel:
| « | Confiava jo sobre manera que Déu us donaria una gràcia sobrenatural per fer aquest Crist; després el vaig veure tan admirable que va superar, en tots els aspectes, qualsevol expectació; perquè, animada pels vostres prodigis, desitjava el que ara veig meravellosament realitzat i que és tot plegat d'una summa perfecció, fins al punt que no se'n podria desitjar més, i ni tan sols arribar a desitjar-ne tanta. | » |

 En aquell moment, les figures de la pintura només eren el Crist, la Mare de Déu i sant Joan. El 1547, en morir Vittoria, el pintor va recuperar el quadre i va incloure-hi Maria Magdalena abraçant el crucifix.
Si bé es va perdre el quadre original, n'hi ha molts dibuixos i còpies fets pels deixebles de Miquel Àngel. Una d'aquestes còpies, que alguns historiadors de l'art atribueixen a Miquel Àngel, es troba a Logronyo, a la catedral de Santa María de la Redonda.

## Obra arquitectònica

### La façana de San Lorenzo

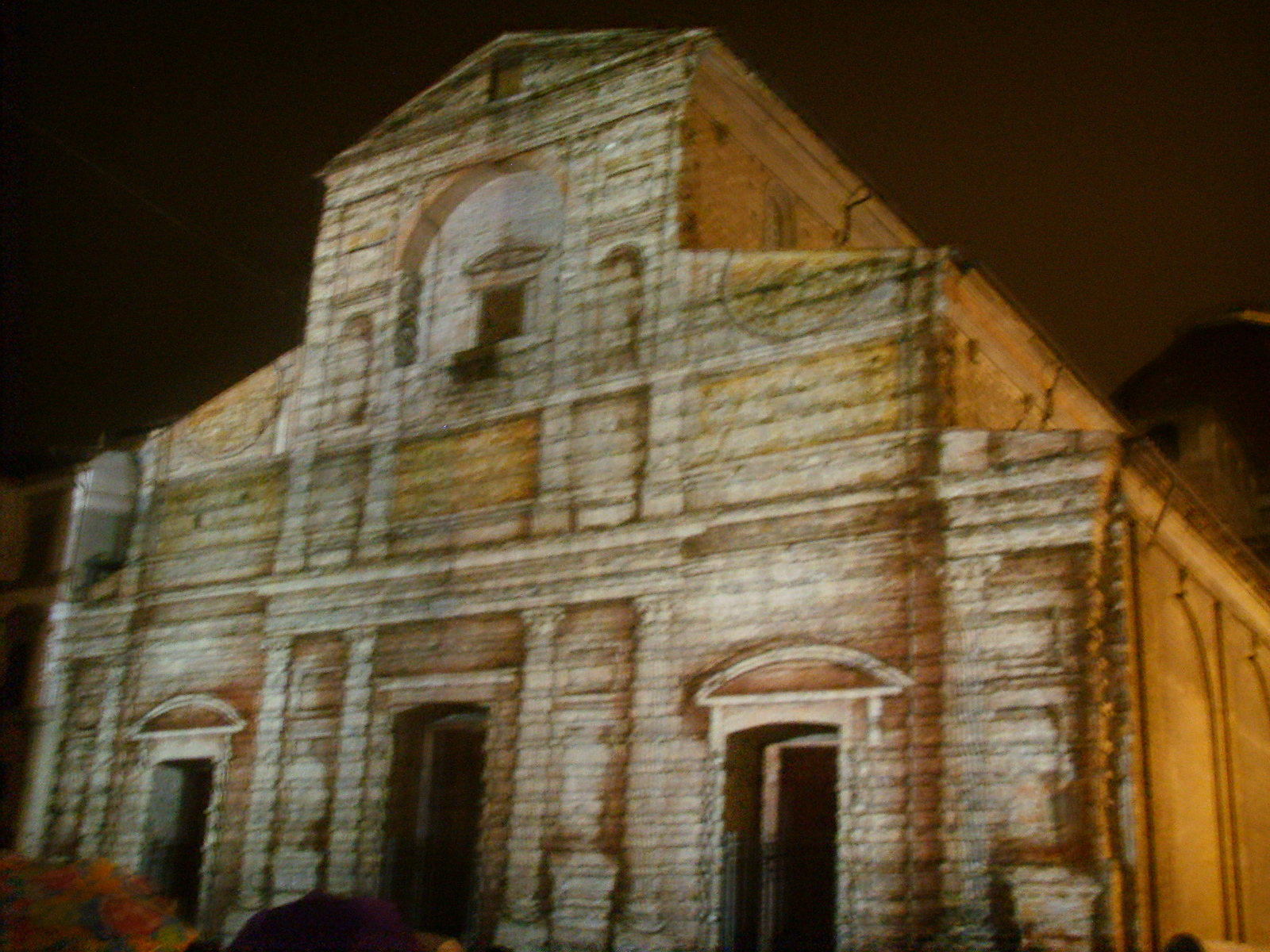
Reconstrucció d'un disseny de Miquel Àngel sobre la façana de San Lorenzo, mitjançant projecció lluminosa, l'any 2007

La família Mèdici havia finançat la construcció de la basílica de San Lorenzo a Florència, segons disseny de Brunelleschi. Començada el 1420, en ser elegit papa Giovanni de Mèdici amb el nom de Lleó X, la façana encara estava per realitzar, amb tan sols un tancament d'obra vista de pedra picada. Durant la visita d'aquest papa l'any 1515, es va convocar un concurs d'arquitectura, que va guanyar Miquel Àngel enfront dels dissenys de Rafael, Jacopo Sansovino i Giuliano da Sangallo. A començament del 1516 en presenta l'esbós, que és acceptat pel papa, i en fa fer una maqueta de fusta a Baccio d'Agnolo; com que no és del seu gust, Miquel Àngel acomiada Baccio i fa una segona maqueta amb vint-i-quatre figures de cera, que va servir per signar un nou contracte el 19 de gener del 1518.

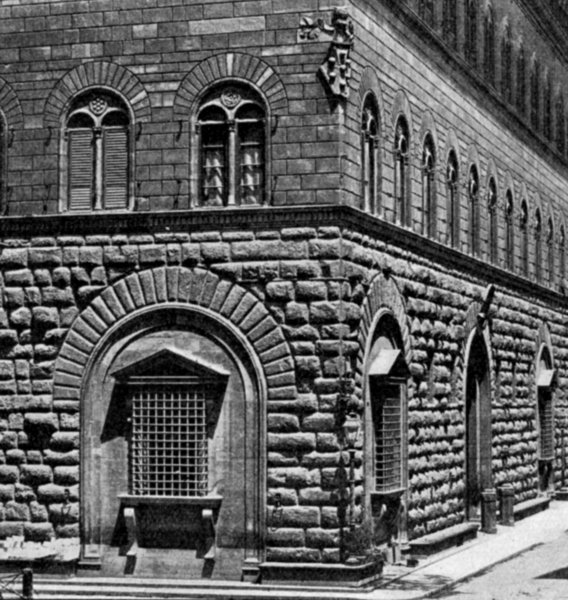
Finestres inginocchiate al Palau Mèdici-Riccardi, en una fotografia de 1908

Segons escriu Miquel Àngel, ple d'entusiasme: «M'he proposat de fer, d'aquesta façana de San Lorenzo, una obra que sigui el mirall de l'arquitectura i de l'escultura per a tot Itàlia…». Entre els anys 1517 i 1519, Miquel Àngel supervisa els marbres a Carrara, una feina que haurà estat inútil tan bon punt el papa proposi que el marbre ha de ser extret en territori florentí, a les pedreres de Pietrasanta i de Serravezza. Amb data del 10 de març del 1520, el papa dona per finalitzat el contracte, quan no feia gaire que l'artista s'havia queixat que el marbre destinat a la façana es feia servir en altres obres. La segona maqueta de fusta presentada, i realitzada pel seu ajudant Urbano, es conserva a la casa Buonarroti.

### Millores del Palau Mèdici-Riccardi
Cap al 1517, va efectuar unes obres de millora a la planta baixa del palau Mèdici-Riccardi, on es van tancar els arcs de la loggia que s'havien construït a l'angle de la Via Longa i la Via de' Gori, amb què en resultava una arquitectura més tancada i més compacta de l'edifici. S'hi van col·locar també unes finestres que Vasari anomena inginocchiate ('agenollades'). A la casa Buonarroti, es conserva un dibuix que devia servir per a la maqueta d'aquest palau.

### Sagristia Nova
Començada per encàrrec de Lleó X el 1520, va ser sota el mandat de Climent VII quan es va donar un nou impuls a la construcció de la «Sagristia Nova», el 1523, a la mateixa basílica de San Lorenzo, destinada a les tombes dels capitans Julià, duc de Nemours, i Llorenç, duc d'Urbino, i de Llorenç el Magnífic i el seu germà Julià, al costat contrari del creuer, on es trobava l'antiga sagristia construïda per Brunelleschi i decorada per Donatello. La nova construcció s'havia d'adequar a la planta de la precedent, que consistia en dos quadrats de diferent amplada comunicats amb un arc i amb una cúpula; els paraments eren llisos, emmarcats per pilastres i motllures fetes amb pietra serena, la pedra grisa de la regió. Miquel Àngel en va engrandir la part central, per tal de donar més espai als sepulcres i l'altar. Del disseny vertical, en canvia l'arquitectura del Quattrocento i hi col·loca finestres cegues sobre les portes; les finestres de sota la cúpula, les fa en forma de trapezi per aconseguir una òptica de més gran ascensió. La cúpula està realitzada amb un teginat de cassetons radials. Aquests cassetons es distribueixen en cinc fileres de mida decreixent, que imiten, fins i tot en el nombre, les del Panteó de Roma; acaben en una corona radiada, on s'inicia el llanternó, de delicada forma i perfecta bellesa, el qual és la contribució més important a l'exterior de la capella. Vista de fora estant, la reforma de la sagristia de San Lorenzo realitzada per Miquel Àngel presenta una gran cúpula amb coberta de teules i un conjunt de motllures i de grans finestrals que afavoreixen els jocs de llum i ombra a l'interior. Descartat el primer projecte, en què l'artista destinava l'espai central als monuments funeraris, aquests van acabar desplaçats als murs en els dissenys següents, en què quedaren completament integrats en l'arquitectura.

### Biblioteca Laurenziana
També de Climent VII va ser la idea de construir a Florència una biblioteca per conservar tota la col·lecció de còdexs de la família, i va comptar per aquest projecte amb Buonarroti; l'edifici acabaria sent conegut com la Biblioteca Laurenziana, ja que havia sofert una gran ampliació del seu fons bibliogràfic per part de Llorenç el Magnífic a la fi del segle xv. A partir del 1523, un cop escollit l'emplaçament dins el convent de la basílica de San Lorenzo, al pis superior del costat oriental del claustre, en comencen els projectes, que sofriran un gran nombre de variacions. Calia fer espais diferents per separar els llibres llatins dels grecs, i també es van voler repartir els llibres rars en petites sales, però al final es va acabar optant per encabir-ho tot dins una gran sala. Es van centrar els esforços a resoldre el suport de la nova estructura sobre els murs antics: a la biblioteca, s'abaixa el nivell del sostre i se situen finestres molt pròximes les unes a les altres, amb què s'aconseguia d'ampliar la lluminositat; el vestíbul es dissenya com a lloc de circulació, amb una alçada superior, i s'hi afegeixen noves finestres d'il·luminació. El 1533, el papa dona permís a Miquel Àngel perquè es traslladi a Roma, amb la condició que deixi solucionat l'acabament de la decoració i l'escala d'accés del vestíbul. El teginat de la biblioteca està realitzat amb motius el·líptics i romboïdals; Buonarroti també en va dissenyar els grans pupitres de lectura. De l'escala, en va fer múltiples dissenys, i per fi, el 1558, en va enviar des de Roma el projecte, junt amb una maqueta, a Bartolomeo Ammannati, que va ser l'encarregat per Cosme I de Mèdici de construir l'escala. Es conserven més de trenta fulls de dibuixos de la Biblioteca Laurenziana, si bé per la correspondència, sabem que n'hi ha hagut molt més.

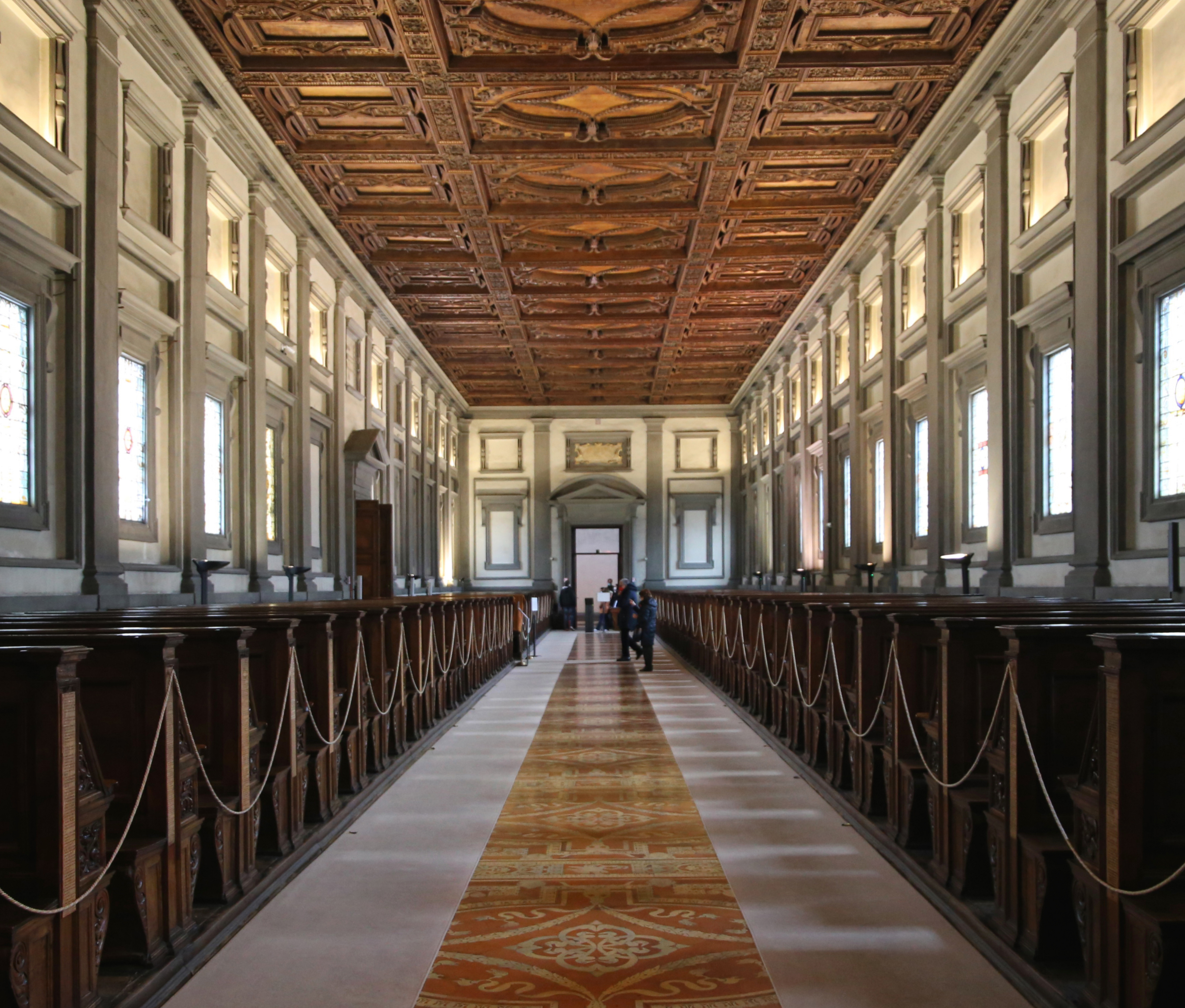
Sala de lectura de la Biblioteca Laurenziana
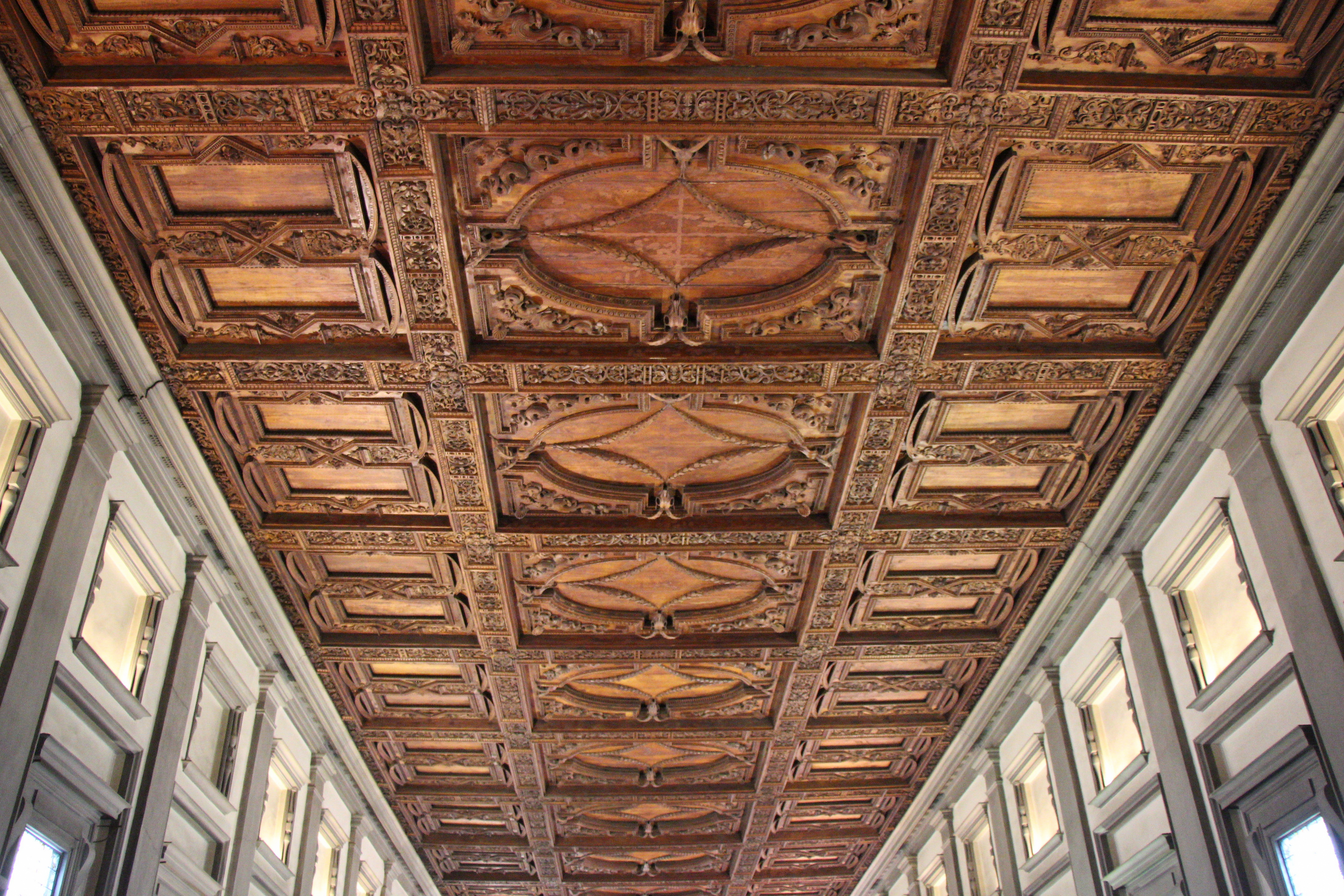
Detall del sostre de la sala de lectura
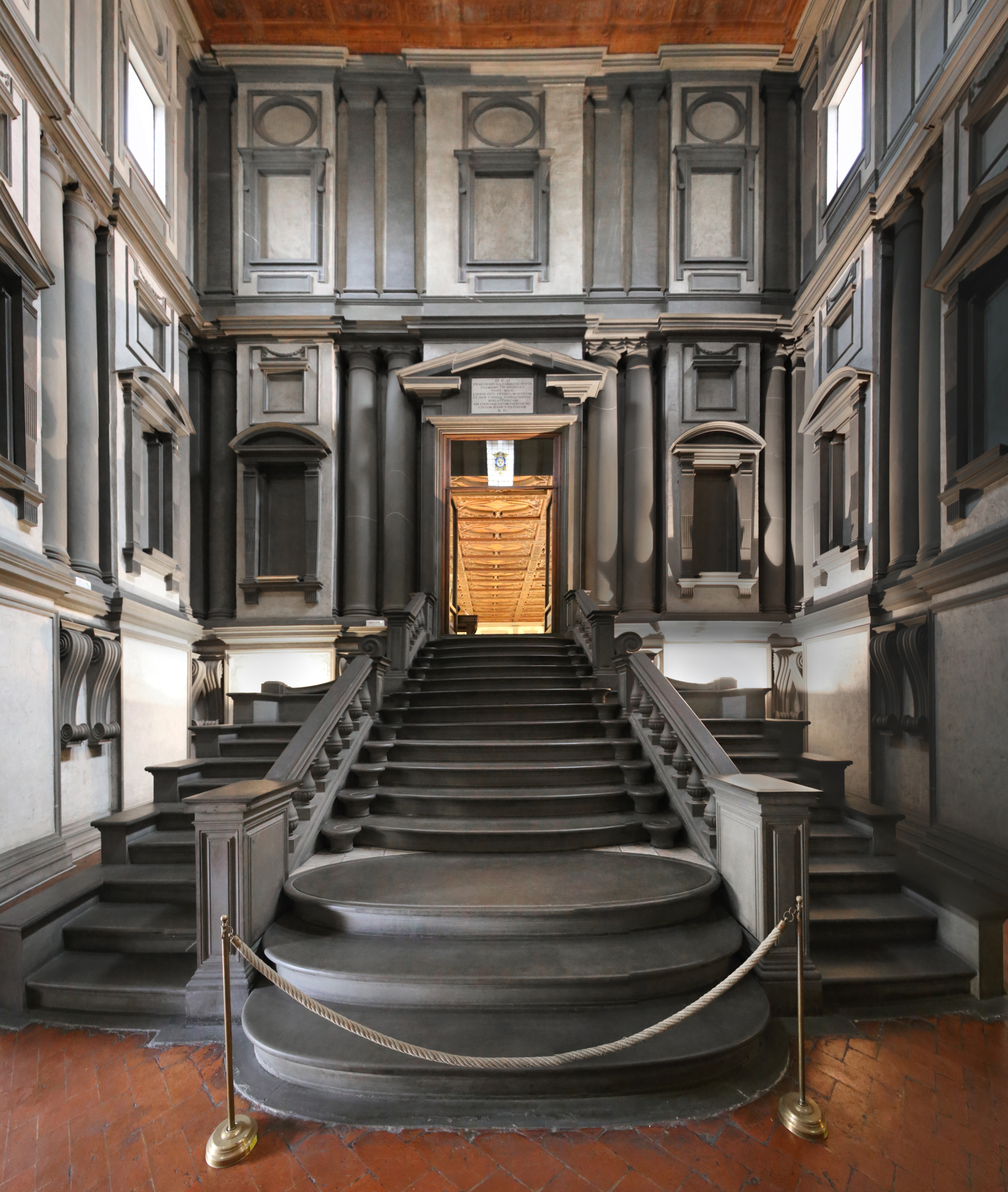
Vestíbul de la Biblioteca Laurenziana
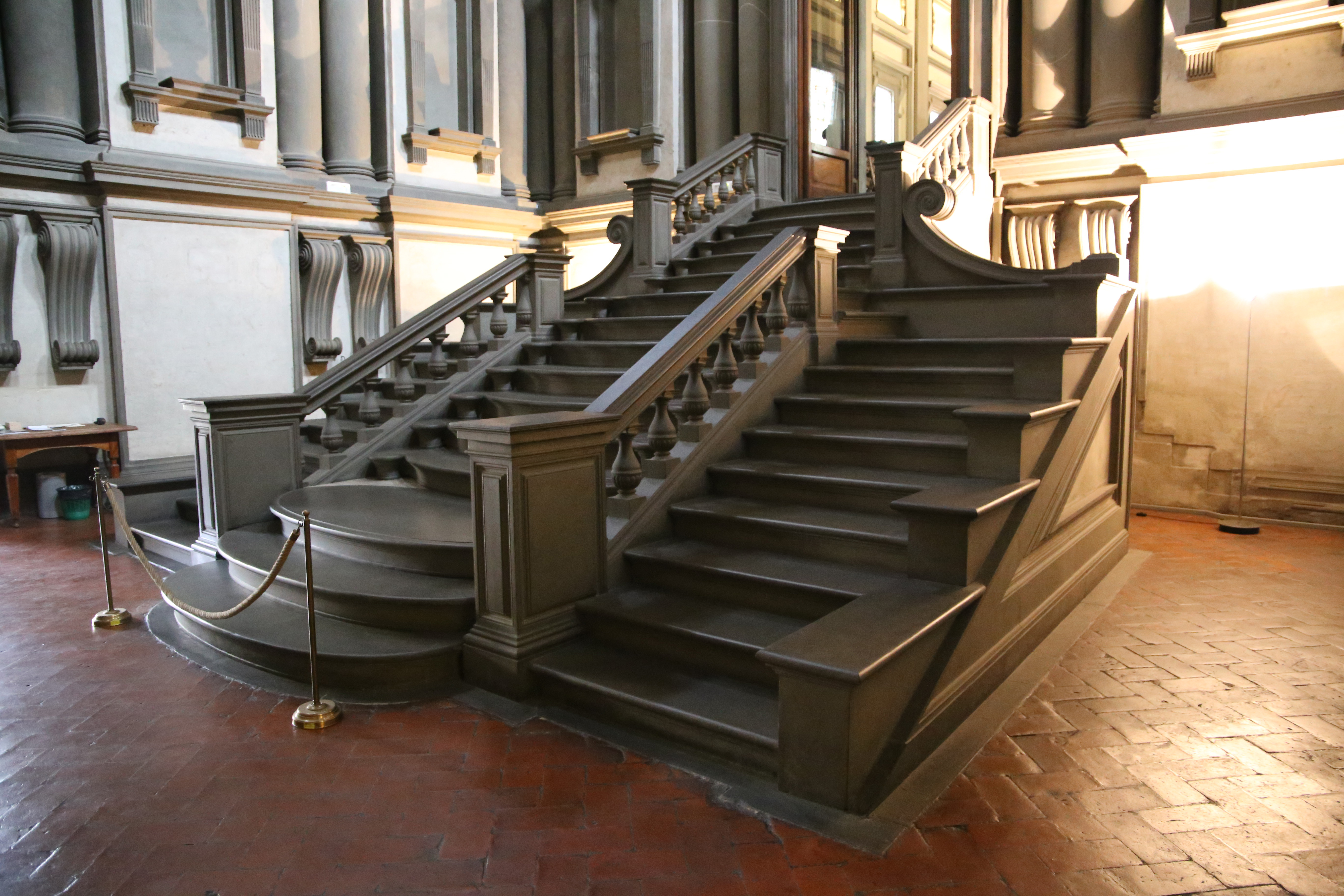
Escala de la Biblioteca Laurenziana

### Plaça del Capitoli

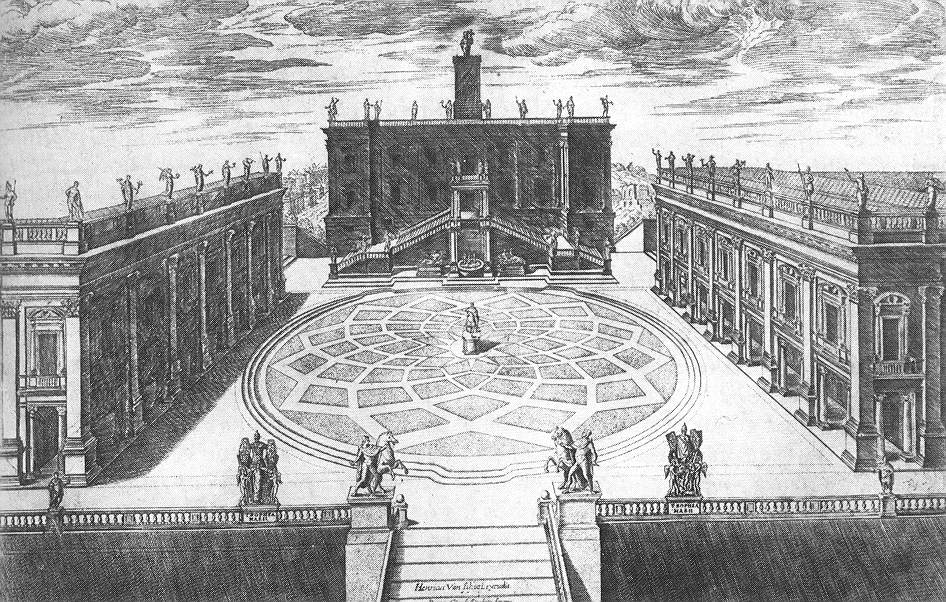
Gravat de l'any 1568 d'Étienne Dupérac segons el projecte de Miquel Àngel

Després de Florència, a Roma també desenvolupa una etapa arquitectònica durant les seves dues últimes dècades de vida; així, el 1546, se li va encomanar la urbanització de la plaça del Capitoli, o Campidoglio. Durant la visita de l'emperador Carles V, el papa Pau III, entre les diverses realitzacions per a l'ornament de la ciutat amb ocasió de la seva rebuda, havia fet traslladar algunes escultures al turó del Capitoli: l'any 1537, s'hi havia col·locat l'estàtua eqüestre de bronze de Marc Aureli, escultura que havia de ser el centre de partida de tota la urbanització. Miquel Àngel, perquè hi hagués una visió unitària, va disposar el palau Senatori (seu de l'Ajuntament) al fons de la plaça, amb unes escalinates tangents a la façana; a banda i banda, va dissenyar dos palaus bessons, el dels Conservadors i el Palau Nou, que actualment allotgen els Museus Capitolins. Les façanes d'aquests dos palaus es van projectar divergents, no paral·leles, de manera que la plaça quedés en forma de trapezi, per tal de produir la il·lusió òptica d'una més gran profunditat.
El motiu el·líptic, emprat com a paviment de la plaça, amb una trama curvilínia que el divideix en dotze seccions, recorda el símbol usat en l'antiguitat pels dotze signes del zodíac, en al·lusió a la cúpula celestial. També és una referència a l'arquitectura cristiana, amb el símbol dels dotze apòstols al voltant de la figura central del Crist. El traçament que en fa Miquel Àngel s'assembla als tipus de schemata medievals per a coordinar el cicle lunar amb altres derivacions com les hores i el zodíac, per exemple el del manuscrit del segle x del De Rerum Natura de sant Isidor de Sevilla.
Miquel Àngel confereix a la plaça una plàstica extraordinària, encarregada de fusionar tot l'ambient arquitectònic. En resulta un espai obert, sobretot entre els dos palaus simètrics, com si fos un saló al qual s'arriba mitjançant la gran rampa central de pujada, la Cordonata Capitolina, amb unes balustrades també divergents per a provocar l'efecte visual unitari amb la plaça. La unitat total de la plaça no es va aconseguir fins molt més tard amb la construcció del palazzo Nuovo, anomenat del Museu, projectat per Miquel Àngel a fi d'unificar l'espai i separar la plaça de l'església de l'Aracoeli.
Les façanes van ser construïdes, en la major part, una vegada mort l'artista, i encara que no són una fidel realització del seu projecte sí que constitueixen una magnífica composició.

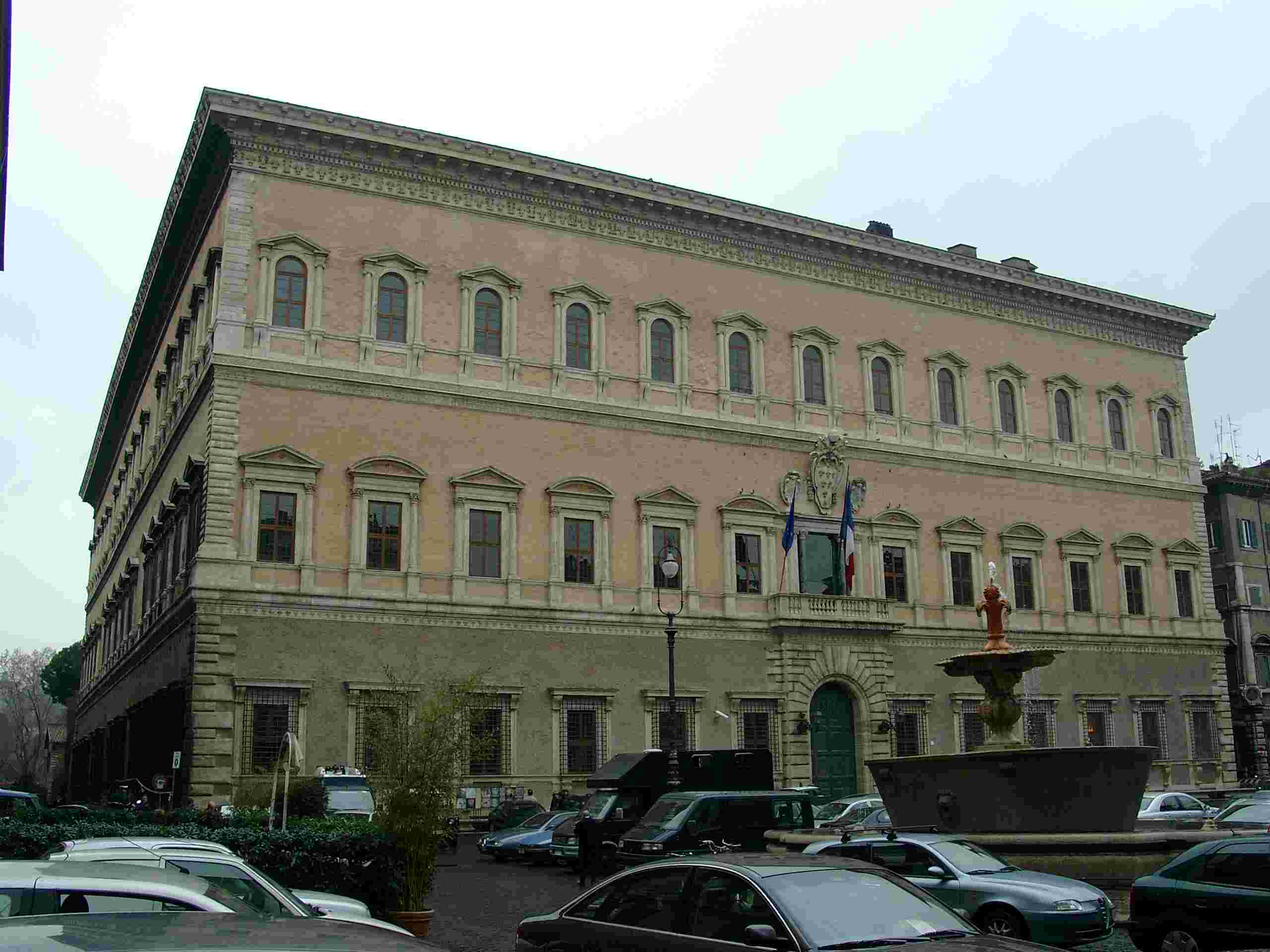
Façana del palau Farnese, a Roma

### Palau Farnese
En la construcció del palau Farnese, Miquel Àngel va substituir Antonio da Sangallo el Jove, que en dirigia les obres, quan va morir el 1546. L'edifici es era acabat fins al nivell de la segona planta.
Buonarroti en va fer acabar la façana abans de realitzar-ne els cossos laterals i el posterior, i va fer elevar l'alçada del segon pis per unificar-lo a la mateixa mida que els inferiors. La cornisa de l'edifici, que Sangallo havia previst més prima, la va substituir per una altra de més gran i amb elements ornamentals, on es barregen els ordres dòric, jònic i corinti. Va canviar també el ritme de la façana amb la revisió de la finestra central, que Miguel Àngel dota d'una llinda més gran amb la prolongació de l'entaulament, damunt el qual col·loca un escut gegantí de més de tres metres d'alçada.
Pel que fa a la resta de l'obra, la part posterior va ser acabada anys més tard per Giacomo della Porta.

### Basílica de Sant Pere
Miquel Àngel va ser nomenat arquitecte de la basílica de Sant Pere el 1546, amb 72 anys, a la mort d'Antonio da Sangallo el Jove.
La construcció de la basílica havia estat començada sobre l'anterior paleocristiana, per mandat del papa Juli II i sota la direcció de l'arquitecte Bramante; arran de la mort d'aquest darrer, se'n va fer càrrec Rafael, que en va modificar la planta i va transformar-la en una de creu llatina. Quan Miquel Àngel rep l'encàrrec de les obres, en modifica de nou la planta i torna, amb lleugeres variacions, a la idea original de Bramante de creu grega, però redueix els quatre cantons del quadrat perquè les àrees més petites puguin tenir llum directa. També en va modificar la cúpula central, a la qual va donar un perfil més elevat que els seus antecessors. Miquel Àngel va obtenir el permís del papa, que havia vist les seves maquetes, per demolir part de la construcció de Sangallo i, sense alterar-ne de forma substancial l'interior, va aconseguir d'imposar-hi el seu estil personal i aportar una gran unitat al conjunt. La major part de les obres es van realitzar entre els anys 1549 i 1558.

Projecte de Bramante per la planta de Sant Pere del Vaticà
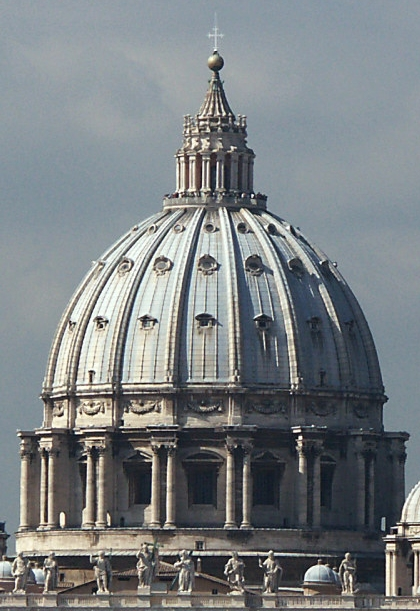
La cúpula de Sant Pere del Vaticà, dissenyada per Miquel Àngel
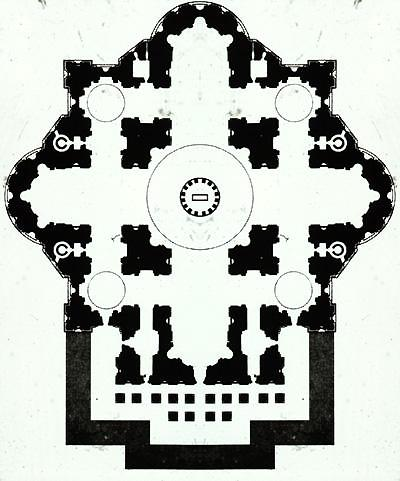
Projecte de Miquel Àngel per a la planta de Sant Pere del Vaticà

Amb lleugers retocs al projecte ideat per Miquel Àngel, que va deixar una maqueta per a la cúpula central realitzada entre els anys 1558-1561, no fou fins 24 anys després de la seva mort que els arquitectes Giacomo della Porta i Domenico Fontana van enllestir la cúpula, amb una alçada de 132 metres i un diàmetre de 42,5 metres.

### Santa Maria degli Angeli e dei Martiri

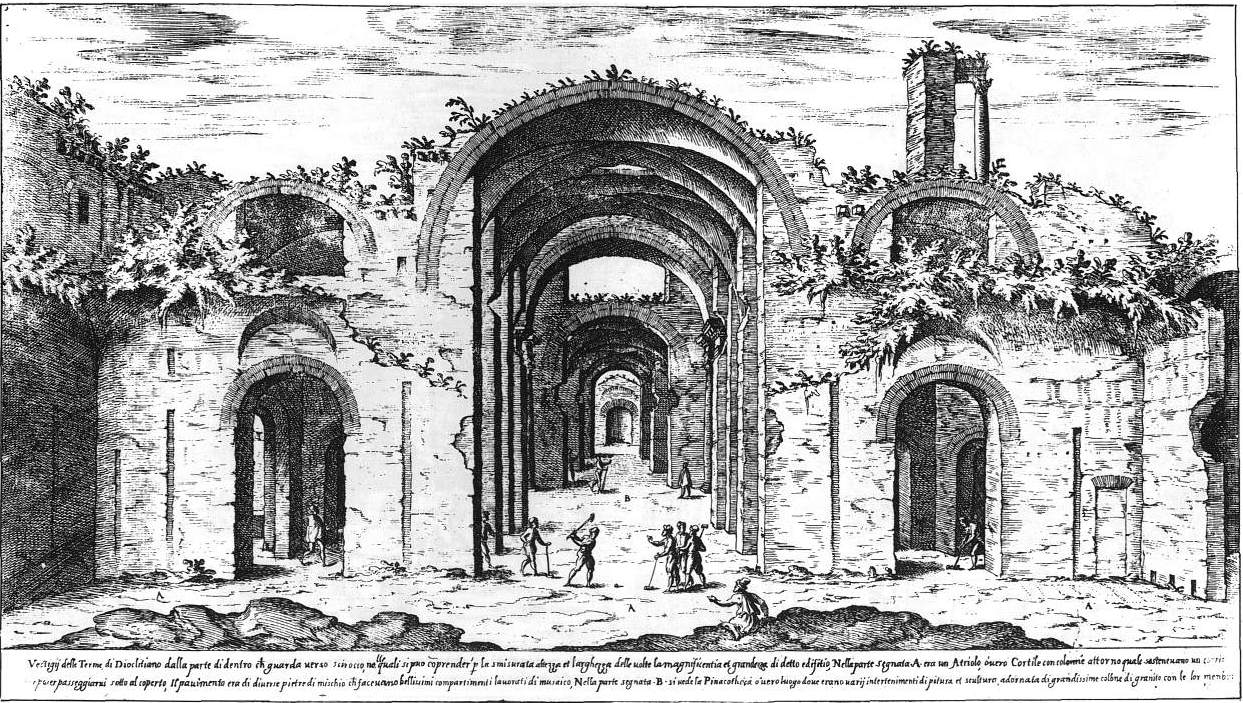
Gravat d'Étienne Dupérac que representa les termes de Dioclecià abans de la seva transformació en església

Per concessió mitjançant una butlla del 27 de juliol del 1561, Pius IV va decidir d'instal·lar els cartoixans a les termes de Dioclecià, prèvia transformació a església. Ja l'any 1541 un sacerdot sicilià, Antonio del Duca, havia demanat al papa la creació d'una església consagrada al culte dels àngels, i el 1550 va aconseguir l'autorització de bastir-ne catorze altars provisionals, set de dedicats als àngels i set més als màrtirs. El 5 d'agost del 1561, es col·loca la primera pedra de l'església i se n'encarrega el projecte a Miquel Àngel, que, segons Vasari, proposava:
| « | dissenyar-la en forma de creu, limitar-ne la mida i eliminar-ne les capelles inferiors, les voltes de les quals s'havien esfondrat, de manera que les parts altes serien les quals conformarien la part principal de l'església, la volta de la qual estaria suportada per vuit columnes, damunt les quals s'havien escrit noms de màrtirs i àngels; hi va dibuixar tres portades, l'una al sud-oest, una altra al nord-oest i la tercera al sud-est, tal com avui es poden veure; l'altar major, el va situar cap al nord-est. | » |

Les obres van començar immediatament, però l'any 1563, per falta de fons econòmics, van haver d'aturar-se. Quan el 1565 es converteix en església titular (parroquial) amb el nom de Santa Maria degli Angeli e dei Martiri, s'encarrega la realització d'un baldaquí de bronze per a l'altar major, segons disseny de Miquel Àngel, que es troba, actualment, al museu de Nàpols. Durant els segles posteriors, s'ha anat transformant fins a fer-ne gairebé imperceptible el disseny original.

### Porta Pia

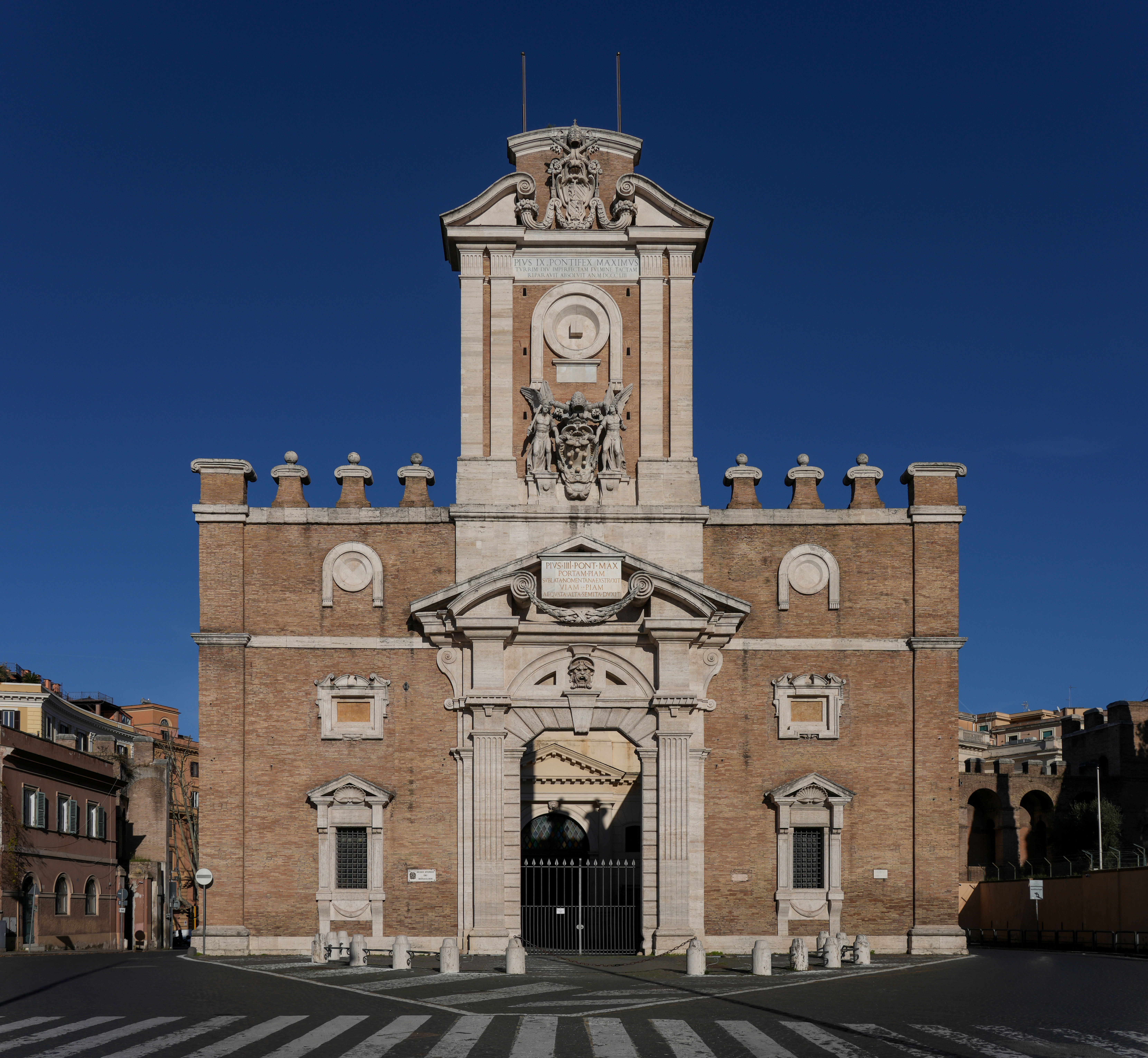
Cara interna de la porta Pia, segons el disseny de Miquel Àngel

El papa li va encarregar un projecte per la porta Pia i l'artista n'hi va fer tres; Pius IV va triar el de menor cost. Se'n va començar la construcció el 1561, que va finalitzar el 1565, amb la mort de Miquel Àngel.
La porta es va bastir durant el procés de remodelació urbanística realitzada pel papa Pius IV. El nou carrer, que venia des del Quirinal, que es va anomenar Via Pia en honor del papa, a partir de llavors va prosseguir en línia recta a través de la porta Pia, que travessava les muralles de la ciutat; Miquel Àngel la va realitzar en aquell tram en substitució d'una altra de molt pròxima, dita Nomentana. Es va aixecar com una gran escenografia al punt topogràfic més elevat de la muralla, amb la façana mirant cap a l'interior de la ciutat, amb què s'apartava de l'antiga tradició d'orientar les portes cap al camp, com a presentació de la ciutat al visitant. Les medalles que es van encunyar amb motiu de la construcció de la porta, obra de Giovanni Federico Bonzagni, mostren com va ser dissenyada originàriament. El projecte per a la part externa no es va arribar a dur a terme, a causa de la defunció de Miquel Àngel i de l'elecció d'un nou papa, Pius V, amb què les obres van quedar paralitzades i la part exterior es va solucionar amb un mur senzill i una porta.
El 1853, Virginio Vespignani va restaurar-ne l'àtic i, durant els anys 1861-1868, en va construir la porta exterior.

## Dibuixos
Els dibuixos de Miquel Àngel formen un conjunt força nombrós i important, malgrat les fogueres que se sap que va fer algunes vegades per cremar, segons Vasari, «dissenys, apunts i cartrons fets de la seva mà, a fi que ningú no veiés les fatigues que havia passat i les diverses provatures per les quals havia passat el seu enginy fins a aparèixer perfecte». Els primers dibuixos atribuïts a l'artista són les còpies realitzades a la basílica florentina de la Santa Croce del Tribut i la Consagració de Masaccio i el dibuix de l'Alquimista, d'invenció pròpia –avui al Museu Britànic–, així com una còpia de Giotto conservada al Louvre, tots plegats del temps dels seus estudis al palau de Llorenç el Magnífic, cap al 1490.

### La batalla de Cascina
La tècnica de Miquel Àngel es mostra en tota la seva terribilità en l'encàrrec per a la decoració de la sala del Gran Consell del palazzo Vecchio. L'any 1503, el nou govern republicà, en escollir com a gonfaloniere Piero Soderini, va decidir de pintar al fresc l'esmentada sala, i a aquest efecte va encarregar a Leonardo da Vinci la representació de La batalla d'Anghiari i, a la paret del davant, a Miquel Àngel La batalla de Cascina, contraposant així els dos artistes més grans de l'època. Miquel Àngel va començar l'elaboració del cartró amb el dibuix, pel qual consta que el 1504 havia rebut dos pagaments. El tema està inspirat en la crònica de Filippo Villani, segons la qual, el 1364, les tropes de Florència ataquen les de Pisa a la vora de Cascina i, a causa de la forta calor, els soldats es despullen per prendre un bany al riu Arno. Malgrat que els pisans van aprofitar aquest moment per a atacar, la victòria va ser per als florentins. Aquí demostra Miquel Àngel el seu gran domini del nu, junt amb el moviment dinàmic i de creació, fins a exhaurir totes les possibilitats expressives, amb una gran varietat de tècniques: algunes figures són contornejades amb carbó; d'altres, amb traços forts, són esfumades i il·luminades amb guix. Per exemple, en el Nu d'esquena de la casa Buonarroti de Florència, es copsen els perfils amb traços gruixuts i els traços de les ombres en reticle.
Com que va haver de partir a Roma cridat pel papa Juli II, l'artista no va passar de l'execució dels cartrons. El fresc realitzat per Leonardo da Vinci a la sala del Gran Consell, La batalla d'Anghiari, es va destruir poc temps després i només és conegut per una còpia de la part central realitzada per Rubens. Curiosament, existeix també una còpia de la part central de La batalla de Cascina feta per Bastiano da Sangallo.
|  |  |

L'any 1515, durant una visita a Florència del papa Lleó X, es van realitzar decoracions per tota la ciutat basades en La batalla de Cascina segons el projecte de Miquel Àngel; és probable que el cartró fos partit i lliurat a diferents artistes perquè el copiessin i així adornessin la població per a la rebuda del papa. Al Museu Britànic i a la col·lecció dels Uffizi, es conserven estudis sobre figures individuals d'aquest esbós de Miquel Àngel. Vasari va descriure l'esbós complet:
| «              | Miquel Àngel el va omplir d'homes nus, banyant-se a l'Arno a causa de la calor, al mateix moment que al campament es donava l'alarma d'un pretès atac. I, mentre els soldats sortien apressadament de l'aigua per vestir-se, la mà inspirada de Miquel Àngel els va representar, alguns corrent a armar-se per tal d'ajudar els seus camarades, d'altres cordant-se les cuirasses o ajustant-se les peces de l'armadura, i una munió llançant-se a la batalla dalt dels seus cavalls… Quan van veure aquest esbós, els altres artistes van quedar rendits d'admiració i atònits, perquè era una revelació del cim que podia assolir l'art del dibuix. Aquells que han vist aquestes inspirades figures declaren que no han estat mai superades per cap artista, ni tan sols per Miquel Àngel mateix, i que ningú, mai de la vida, aconseguirà d'assolir aquesta perfecció. | » |
| — Vasari, 1550 | |   |

### Les fortificacions de Florència

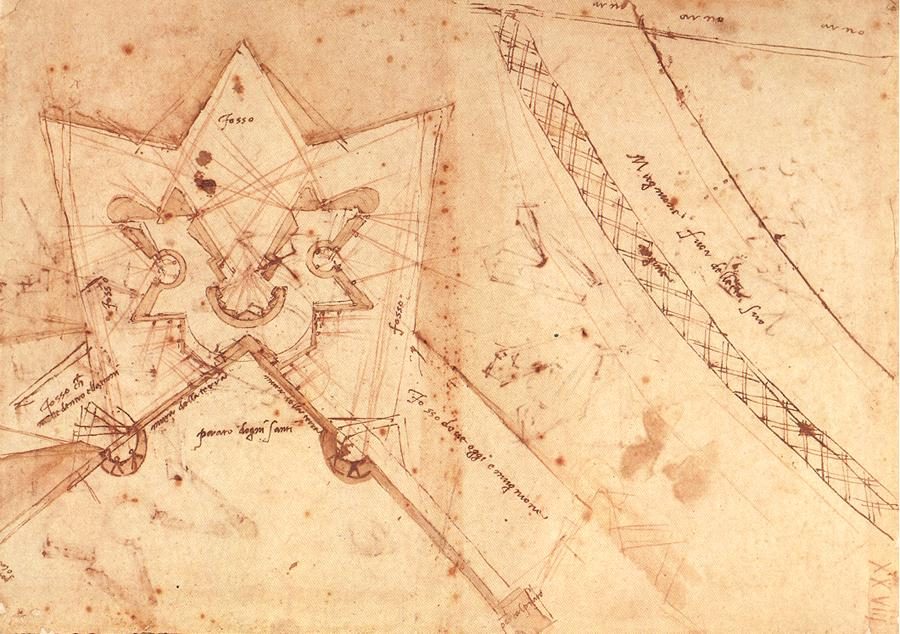
Estudi de fortificació per al bastió de la porta al Prato d'Ognissanti

Després de l'expulsió dels Mèdici el 1527 i l'establiment de la nova república a Florència, el 6 d'abril del 1529, Miquel Àngel és nomenat «governador i procurador general de les fortificacions» i, llevat d'una petita estada a Venècia, dedica tots els seus esforços a la millora de les fortificacions florentines. Tots els dibuixos classificats a la casa Buonarroti són estudis per als bastions de les portes i els angles de la muralla medieval. Cal ressaltar-ne, per la seva elaboració, el corresponent a l'angle de la porta al Prato d'Ognissanti, a la part occidental de Florència.
Miquel Àngel se centra en l'acció defensiva i mostra una gran originalitat en aquesta mena de dibuixos, que són els únics dissenys militars, junt amb algun altre dibuix de Leonardo da Vinci, en què s'estableixen les trajectòries dels trets dels canons i el seu radi d'acció. La gran quantitat de cossos sortints aguts dels dibuixos proporcionen un màxim abast, ja que els bastions eren més defensius que no pas ofensius. Les idees de l'autor estaven destinades a no ser acceptades, i en alguns dels seus dibuixos de la darrera època ja s'aprecia l'eliminació de punts cecs, que no es podien protegir, segurament per alguna crítica rebuda de part d'experts militars; aquests últims dissenys, els més pròxims als que s'utilitzarien posteriorment a l'època del barroc, són molt similars als proposats per l'enginyer militar Vauban en la seva obra Manière de fortifier, de l'any 1689.

### Altres dibuixos

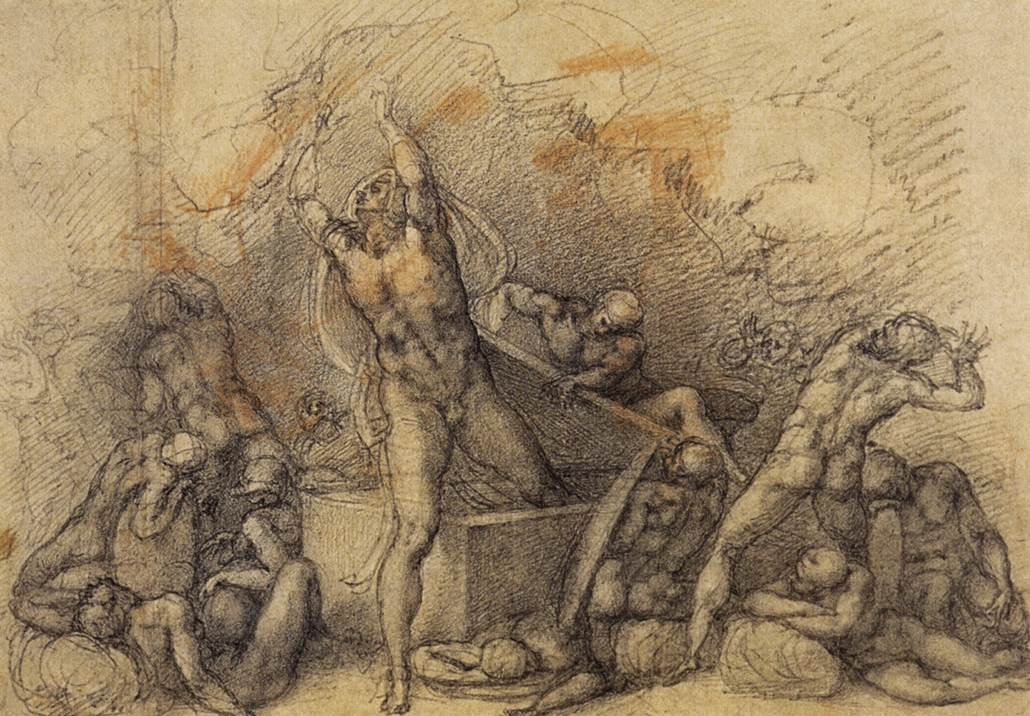
La Resurrecció (1520-1525) de la Royal Collection del castell de Windsor

Per a la volta de la capella Sixtina, l'artista va realitzar una sèrie de dibuixos a manera d'esbós en què s'adverteixen els trets d'un premanierisme ja patent en Miquel Àngel: dins aquest conjunt, s'inclouen els estudis sobre els nus conservats al Museu Britànic de Londres, els estudis per a la Sibil·la Líbica –amb diferents variants– del Metropolitan de Nova York, diversos estudis de figures, una sanguina del Crist als llimbs i uns quants dibuixos sobre el tema de la Resurrecció.

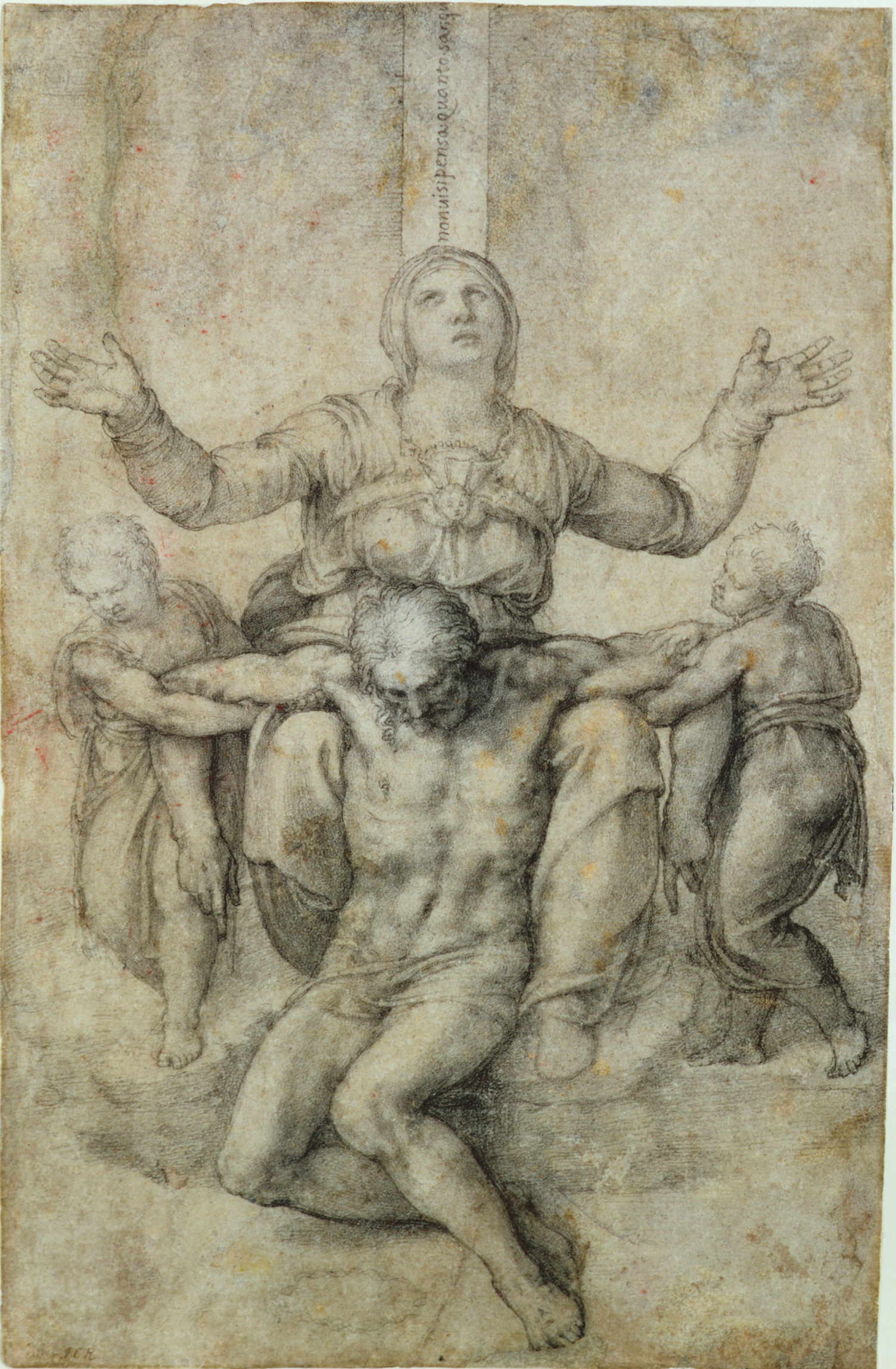
La Pietat, dibuix fet a petició de Vittoria Colonna

A començament del segle xv, va sorgir a Itàlia un tipus de dibuixos perfectament acabats, per a ser donats com a obsequi: Leonardo da Vinci, el 1500, en va fer una sèrie per oferir-los a un mecenes. Miquel Àngel també en va realitzar algunes sèries, que va regalar a joves pels quals sentia algun afecte especial, però la gran majoria van ser per a regalar-los al seu jove estimat Tommaso Cavalieri, que Vasari justifica com a exercicis d'aprenentatge:
| « | …perquè aprengués a dibuixar li va fer moltes làmines, traçades amb llapis negre i vermell, de testes divines; i després un dibuix d'un Ganimedes arrabassat al cel per l'au de Júpiter, un Tici al qual l'àliga devora el fetge, la Caiguda del carro del Sol amb Faetont i una Bacanal de nens, totes les quals unes obres singularíssimes, uns dibuixos mai vistos de tan excel·lents. | » |

En el dibuix de La Pietat que regala a Vittoria Colonna al voltant del 1540, la transformació de Miquel Àngel es fa palesa també en l'estil. En aquesta obra, la figura del Crist a terra està tractada amb molta delicadesa, buscant la simetria orgànica amb la mare Maria mirant al cel; ella estén els braços mig en creu cap amunt, mentre que el fill els deixa caure cap avall, i tot això en una composició simètrica que reforcen les dues figures laterals d'uns nens i la creu del fons, que parteix en dues meitats iguals el cartró i que porta una inscripció treta del Paradís del Dant: «Non vi si pensa quanto sangue costa» ('No es pensa quanta sang costa').

## Obra poètica

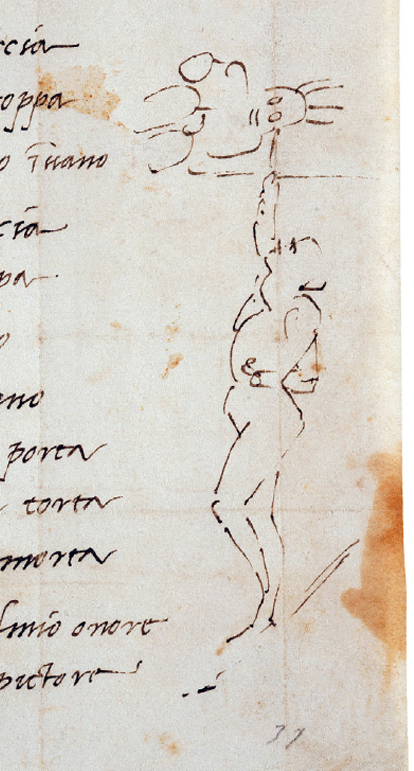
Dibuix en un sonet adreçat al seu amic Giovanni da Pistoia (1510)

Com a poeta, Miquel Àngel ha deixat unes tres-centes composicions que ocupen un lloc destacat en la lírica del segle xvi. Hi destaca el seu to enèrgic i auster i una contínua tensió vers una ardent immediatesa expressiva. Pel que fa a les formes mètriques, les que més abunden són els sonets i els madrigals, encara que va escriure també alguns tercets. Segons Condivi, cap al 1503, Miquel Àngel es va dedicar a la lectura: «…es va estar algun temps sense fer cap cosa en l'art de l'escultura, per donar-se a la lectura dels poetes i oradors en llengua vulgar, i a fer sonets per al seu delit». El primer sonet que se'n conserva és de l'any 1503, i l'últim del 1560.
Al palau de Llorenç el Magnífic a Florència va rebre una formació basada en el pensament neoplatònic dels humanistes Pico della Mirandola i Ficino, i això fa entendre millor la poesia de Miquel Àngel, per la gran insatisfacció que sempre va tenir amb ell mateix i amb tot allò del seu entorn, per la idea de «la presència de l'espiritualitat en el fet material», pel seu entusiasme amb l'estètica i la bellesa; amb la poesia, l'artista va aconseguir expressar tots els seus afectes amorosos i els seus dubtes religiosos. Els primers sonets eren sobre temes relacionats amb els seus treballs artístics, com el dedicat a l'estàtua de la Nit de les tombes dels Mèdici, que feia: «M'és grat dormir, i més ser de pedra -mentre el mal i la vergonya dura. No veure, no sentir, és la meva ventura; no em despertis, no: parla fluixet».
En canvi, empra un to humorístic i burlesc en els sonets escrits quan treballava en l'encàrrec de la pintura de la volta de la capella Sixtina, cap al 1510, adreçats al seu amic Giovanni da Pistoia, en què al manuscrit apareix un dibuix de l'autor caient-li pintura sobre el rostre; en el sonet, havia comparat el seu rostre amb un «ric paviment» i es descrivia a ell mateix com un «cadàver de pintura». I prega al seu amic que el redimeixi: «Defensa tu, ara, Giovanni, la meva morta pintura i el meu honor, puix que ni aquest es troba en bon lloc, ni sóc jo pintor».
Posteriors i més nombrosos són els realitzats per Tommaso Cavalieri, inspirats en Petrarca, el primer dels quals està datat el 1532, en què tracta obertament de l'amor i s'hi copsa fins a quin punt, a Miquel Àngel, el consumia la passió per Tommaso: «Que s'aturi aquest temps, aquestes hores, i el sol, la llum, sobre la teva traça, i pugui jo tenir el teu do complet, Senyor meu desitjat des d'aleshores en el meu cos indigne que t'abraça». Les lloances desmesurades al jove s'aprecien també en les cartes que li adreçava: «El vostre nom m'alimenta el cor i l'ànima, i omple l'un i l'altra de tanta dolçor, que no sento ni la tristor ni el temor de la mort des que el tinc a la memòria».
Els poemes que va dedicar a Vittoria Colonna van ser principalment de tema religiós, ja que tots dos tenien inquietuds d'aquesta mena, i es concentraven principalment sobre el pecat i la salvació eterna, ja en un to d'angoixa i amargor. En un madrigal, descriu l'amiga com «una veritable mitjancera entre el cel i ell, una dona divina a la qual implora benevolència i condescendència per tal d'elevar la seva misèria a l'altura del camí tortuós de la benaurança».
El més interessant dels poemes d'aquesta època és la síntesi que fa Miquel Àngel de les teories neoplatòniques i la pràctica d'un cristianisme bolcat cap a l'esperit. Un cop morta Vittoria, Buonarroti es troba en un estat, segons Condivi, «que durant força temps sembla boig»; entra en una espècie de deriva i es veu arrossegat per les seves obsessions religioses, i tot plegat li fa compondre una sèrie de poemes pessimistes en què ja d'una manera radical exposa la seva absoluta decepció pel valor de l'art.
El seu nebot Miquel Àngel el Jove va fer la primera edició de l'obra poètica l'any 1623; va ser molt corregida i s'hi censurava el gènere dels pronoms masculins. Així, l'equívoc va durar fins a l'edició del 1863 a cura de Cesare Guasti. Partint dels textos originals, s'hi va aclarir definitivament el sentit de la poesia adreçada a Tommaso Cavalieri. Entre d'altres, les rimes de Miquel Àngel van ser traduïdes per autors de la talla del filòsof estatunidenc Ralph Waldo Emerson, al segle xix. En català, n'hi ha publicades diverses antologies: De la meva flama, Poemes a Cecchino i Saps la terra on floreix el llimoner? (aquesta darrera, juntament amb poemes del Dant i Petrarca). El 2010, es va publicar el llibre Sol, jo, cremant a l'ombra, amb un centenar de poemes traduïts al català per Miquel Desclot.

## Valoració
L'obra de Miquel Àngel, celebrada pels seus contemporanis com el punt culminant de l'art renaixentista, en va ser també la dramàtica conclusió. Les seves escultures, pintures i arquitectura van ser admirades més enllà de tot límit, considerades com a creacions superiors a les dels antics i per damunt de la natura mateixa. Però Miquel Àngel encara era viu quan va començar la polèmica entre els apassionats exaltadors del seu art i els seus detractors, que condemnaven la falta de mesura i de naturalitat i contraposaven la seva força a la gràcia i l'elegància de l'art de Rafael. Lodovico Dolce, l'any 1557, titllava de monòtons els nus de Miquel Àngel en comparació amb la bellesa de les obres de Rafael. Va ser criticat també per l'Església italiana, durant la segona meitat del sis-cents, com que les seves obres no eren conformes a les noves normes del concili de Trento. Tanmateix, des de mitjan segle xviii, van anar canviant les crítiques cap a una admiració que perdura fins avui.
Els frescos de la volta de la capella Sixtina representen la visió més perfecta de la seva creença neoplatònica, que afirmava que la bellesa de la figura humana té un caràcter diví; també en aquesta mateixa creença es troba el significat de les tombes dels Mèdici, en què la zona inferior simbolitza el món material enfront de l'arquitectura il·luminada per la cúpula de la Sagristia Nova, que representa el món espiritual.
El caràcter profundament religiós de Miquel Àngel i el seu geni van fer que se'l considerés un mite, cosa que li va ocasionar, com abans s'ha apuntat, algunes crítiques, ja que el seu domini de les tècniques clàssiques va portar-lo, en certa manera, a jugar-hi i ultrapassar-les. El seu mode de ser impulsiu el va fer dedicar-se en la seva joventut a manifestacions artístiques principalment escultòriques, en les quals l'artista té una major proximitat amb la seva obra, la du a terme ell mateix, cosa que no ocorre amb l'arquitectura, art a què es va dedicar principalment en la segona part de la seva vida i per encàrrec papal. La seva concepció anuncia ja pròxima l'arquitectura barroca.